# Notre-Dame-du-Port (Clermont-Ferrand)

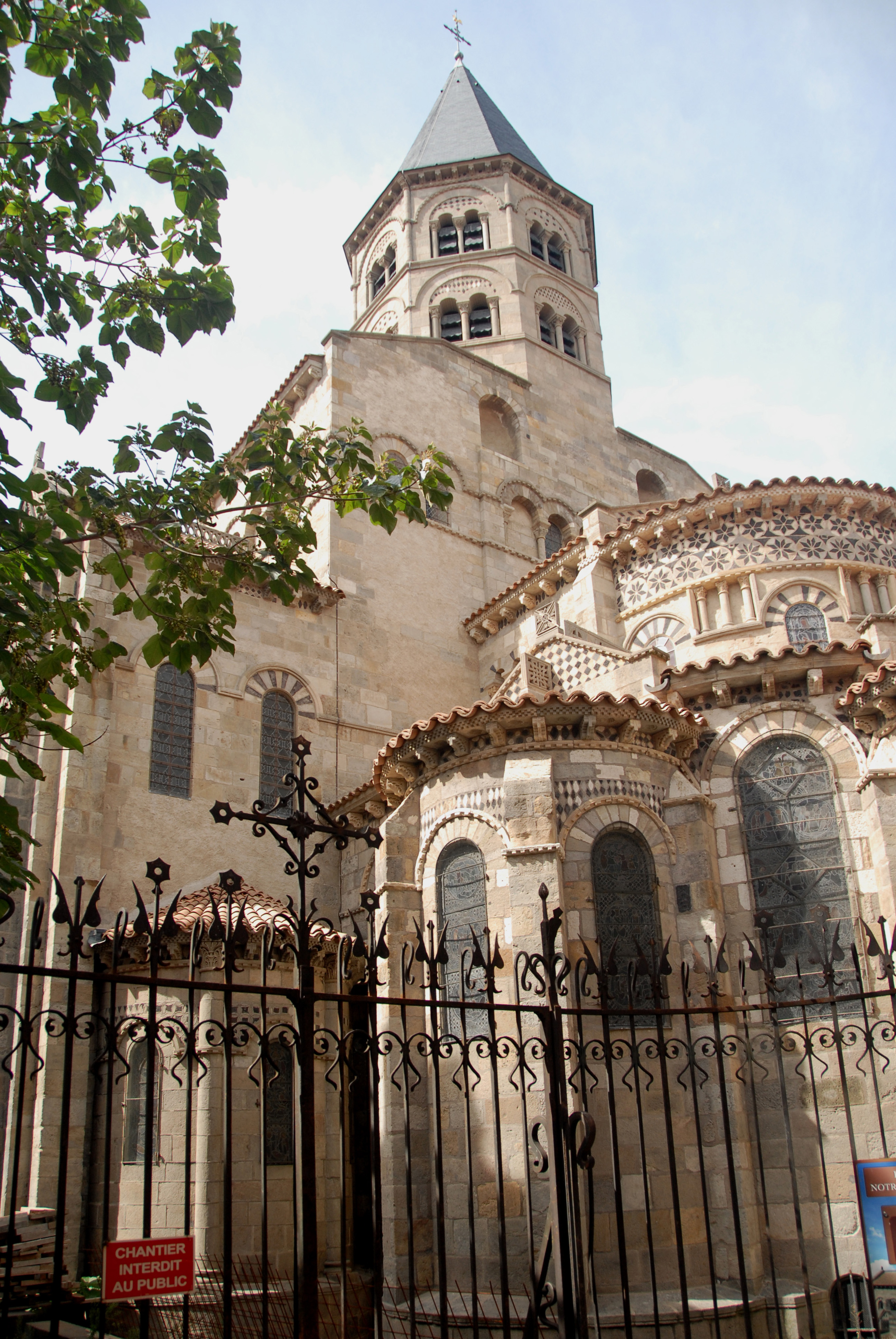
Notre-Dame du Port, Chorhaupt von Südosten

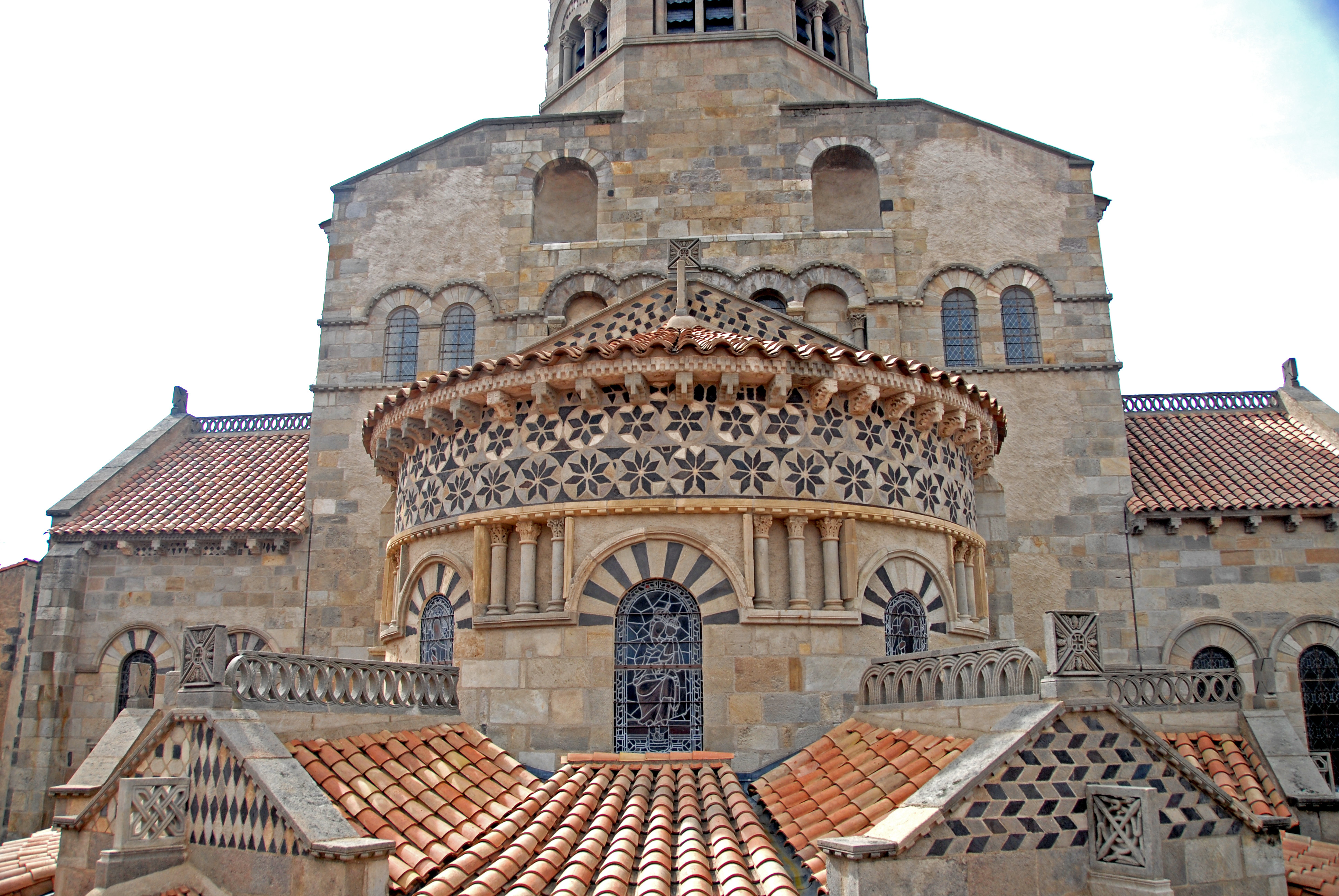
Massif barlong über der Apsis

Die ehemalige Wallfahrts- und Stiftskirche Notre-Dame-du-Port befindet sich in der Stadt Clermont-Ferrand in der Région Auvergne-Rhône-Alpes (Département Puy-de-Dôme) im Talbecken des Flusses Allier, etwa 170 km westlich von Lyon. Sie wird eingeschlossen und teilweise sogar verdeckt von einer gewöhnlichen Wohn- und Geschäftshausbebauung des alten Stadtviertels Port (von lat. Portus, Markt, Lager, Handelsplatz, Hafen), von dem sie einen Teil ihres Namens erhielt.
Die Kirche Notre-Dame-du-Port gehört zu den Hauptkirchen der Basse-Auvergne oder der Limagne, so wie die Kirchen von Orcival, Saint-Nectaire, Issoire, Saint-Saturnin und Mozac, die alle in der Umgebung von Clermont-Ferrand stehen. Sie ist repräsentativ für die regionale Auvergnatische Bauschule der Romanik und die älteste der noch erhaltenen Kirchen dieser Schule, die sich bis ins Detail gleichen. Die ehemalige romanische Kathedrale von Clermont-Ferrand würde als ihre Mutterkirche auch dazu gehören, wenn sie nicht einem gotischen Neubau hätte weichen müssen.
Seit 1998 gehört die Kirche zum Teil des Weltkulturerbe Jakobsweg in Frankreich.

## Geschichte

### Antike und Völkerwanderungszeit
Vor den Römern siedelten in dieser Region der gallische (oder keltische) Stamm der Arverner. Im Gebiet der heutigen Altstadt von Clermont lag wahrscheinlich eine gallische Siedlung, zumindest aber ein Heiligtum. In der Antike, bis ins 1. Jahrhundert, war der gallische Name Nemossos in Gebrauch.
Deutlich bekannter ist die nur wenige Kilometer vom heutigen Stadtzentrum gelegene alte Fliehburg des Keltenstamms der Arverner mit dem späteren Namen Gergovia (frz. Gergovie), auf einem steil aufragenden vulkanischen Plateauberg. Im Jahr 52 vor unserer Zeitrechnung belagerte Cäsar mit sechs Legionen die sich dort verschanzenden Gallier unter ihrem Führer Vercingetorix, musste aber eine seiner größten Niederlagen hinnehmen.
Nachdem Cäsar noch im selben Jahr in Alesia (Burgund) die Gallier unter Vercingetorix besiegt hatte, besetzten die Römer auch das Land der averna civitas, und die nun gallo-römische Stadt erhielt den Namen Nemetum, später Augustonemetum (1. bis 3. Jahrhundert) und wurde eine der zahlreichen gut ausgebauten Zentren in der gallischen Provinz. Auf dem Puy de Dôme wurde aus einem keltischen Heiligtum ein römischer Mercurius-Tempel.
Vom 3. bis ins 9. Jahrhundert hieß die Stadt Avernis, in Erinnerung an ihre keltischen Vorfahren. Die städtische Oberschicht war überaus reich. Der heilige Martin verließ die Stadt angewidert, weil er mit zu großem Prunk und Aufwand empfangen wurde. Das geschah im 4. Jahrhundert, als die gesamte Region christlich, und die Stadt Sitz eines Bistums geworden war, wie die meisten der römischen Städte.
Zur Zeit der Völkerwanderung (4. bis 6. Jahrhundert) überfielen Westgoten, Franken, Sarazenen und Wikinger wiederholt die Stadt und plünderten sie.

### Mittelalter
Im 5. Jahrhundert ließ der Bischof Namatius in der Stadt eine Kirche errichten, die er den heiligen Märtyrern von Bologna, Vitalis und Agricola weihte.
Die erste Kirche am späteren Standort von Notre-Dame-du-Port ließ der heilige Avius, Bischof der Stadt Avernis (dem späteren Clermont), in den Jahren 571 bis 574 errichten.
Beim Zusammenbruch des Römischen Reiches verließ die gallo-römische Oberschicht nicht die Stadt, wie es sonst häufig stattfand. Sie blieb bis ins Hochmittelalter Träger einer römischen Tradition und war eine der bedeutendsten und kulturell hochstehendsten Zentren in der Merowingerzeit und im Frankenreich. Nicht zufällig entstammt der angesehene Schriftsteller und Chronist Gregor von Tours der Oberschicht von Arvernis.
Erstmals im 8. Jahrhundert taucht der neue Name der Stadt Clairmont (damalige Schreibweise) auf, offiziell eingeführt seit 848.
Die Vorgängerkirche von Notre-Dame du Port blieb anscheinend von den Soldaten Pippins, die die Stadt 761 brandschatzten, verschont, nicht aber von den normannischen Einfällen, die die Auvergne 864 heimsuchten. Bei den letzten Einfällen der Normannen 916 und 923 wurde Clermont völlig zerstört. Bischof Signon ließ die alte Basilika restaurieren und wurde dort 875 beigesetzt.
Lange Zeit wurde die Kirche als die „Hauptkirche der Heiligen Jungfrau“ bezeichnet. Dieser Name stammt aus der Zeit, als die Hauptkirche der Stadt, die Kathedrale, als mater ecclesia der ganzen Diözese, noch nicht der Gottesmutter geweiht war. Als dann gegen Ende des 10. Jahrhunderts die Kathedrale von Stephan II. der Jungfrau Maria geweiht worden ist, wurde die alte Bezeichnung aufgegeben und es setzte sich der Namenszusatz du-port durch, nach dem Namen des Stadtviertels, in der die Kirche stand.
Stephan II., von 937 bis 972 (?) Bischof der Auvergne, gleichzeitig Abt von Ste-Foy de Conques und Bischof von Clairmont, sammelte die überlebenden Einwohner, um mit ihnen eine gänzlich neue Stadt aufzubauen. Die damals entstandenen städtebaulichen Strukturen sind noch heute weitgehend erhalten.
Auf dem höchstgelegenen Platz der Stadt ließ er eine Kathedrale errichten, das spätere Vorbild aller romanischen Kirchen der Auvergne. Sie ist Vorgängerin der heutigen gotischen Kathedrale, die über ihren Grundmauern, vermutlich auch ihrer Krypta, errichtet worden ist. Über das genaue Datum der Errichtung dieser romanischen Kirche und deren Krypta gibt es unterschiedliche Auffassungen der Historiker. Als allgemein anerkannt wird das Jahr 946 (und 947) als Weihedatum angenommen. Nicht unwahrscheinlich scheint auch eine andere Datierung der Weihen der Krypta um 946 und der Oberkirche „etwas vor 1029“.
Notre-Dame du Port war eine Stiftskirche. Das möglicherweise von Bischof Stephan Mitte des 10. Jahrhunderts gegründete Stiftskapitel bestand bis zur Revolution.
Auch über die Erbauungsdaten von Notre-Dame du Port gibt es unterschiedliche und teilweise unsichere Annahmen. Nach geläufiger Interpretation der Quellen, wurde mit dem Bau der Kirche in der ersten Hälfte des 12. Jahrhunderts begonnen. Ihre Fertigstellung soll erst um 1185 erfolgt sein, nachdem für die Vollendung des Bauwerks gesammelt worden war. Der Bischof von Clairmont musste seinem Ersuchen um Freigiebigkeit bei seinen Diözesanen Nachdruck verleihen. Als letztes wurde der Narthex mit den ihn einst überragenden beiden Türmen fertig gestellt.
Archäologische Untersuchungen aus der ersten Hälfte des 20. Jahrhunderts haben nicht weniger als sechs am heutigen Bauwerk erkennbare Bauperioden festgestellt. So sollen zum Beispiel von der im 6. Jahrhundert vom heiligen Avius errichteten Basilika noch die Unterteile des Narthex vorhanden sein. Angeblich sollen Chor und Querschiff aus dem 11. Jahrhundert stammen, und das im 10. Jahrhundert errichtete Mittelschiff soll nachträglich eingewölbt worden sein.
Jüngere Quellen sprechen aber davon, dass Notre-Dame du Port allem Anschein nach in einer einzigen kurzen Bauperiode errichtet worden ist. Belegt wird diese Auffassung mit der „außergewöhnlichen Einheitlichkeit des Gebäudes“, und der „tief greifenden Konformität der Bauteile zueinander“, verbunden mit einer „vollkommenen und äußerst seltenen Homogenität“.

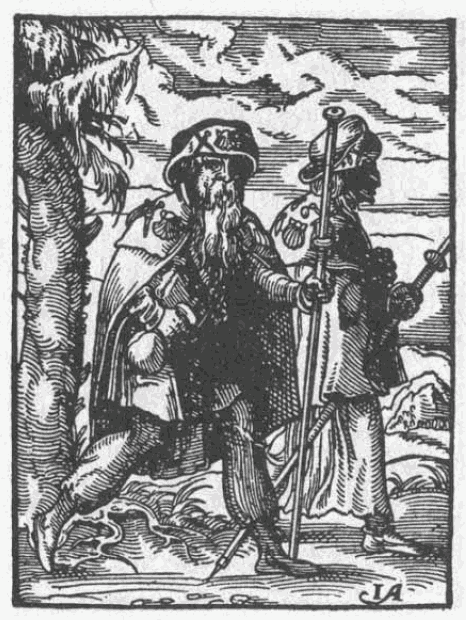
Jakobspilger, Holzschnitt von 1568

Die romanische Kathedrale von Clairmont galt in der Mitte des 10. Jahrhunderts als ein Bauwerk ersten Ranges und erfuhr weit über die Grenzen der Region hinaus Anerkennung. Es gäbe sie vielleicht heute noch, wenn nicht das Kapitel 1248 beschlossen hätte, sie abzureißen, um eine neue, dem damaligen Zeitgeschmack entsprechende gotische Kathedrale zu errichten.
Die recht späte Fertigstellung – erst gegen Ende des 12. Jahrhunderts – von Notre-Dame du Port als typische Pilgerkirche mit Chorumgang und Kapellen, ließ sie kaum noch von den Wallfahrten nach Santiago de Compostela in der ersten Hälfte des 12. Jahrhunderts profitieren. Die Pilgerbewegungen gingen Mitte des 12. Jahrhunderts, beginnend mit dem Streit zwischen Frankreich und England um Aquitanien, wesentlich zurück. Die Kriege des 13. und 14. Jahrhunderts brachten dramatische Einbrüche der Pilgerfahrten im Südwesten des heutigen Frankreich, die erst in unseren Zeiten wieder auflebten.
Clermont-Ferrand liegt an einer Nebenroute des Jakobswegs, etwa mittig zwischen den Hauptrouten der Via Lemovicensis (mit Beginn in Vézelay) und der Via Podiensis (mit Beginn in Le Puy).
Der Hundertjährige Krieg und die Religionskriege hinterließen offensichtlich an Notre-Dame-du-Port keine wesentlichen Spuren.
Stattdessen fiel dem großen Erdbeben von 1478 der Vierungsturm zum Opfer. Er ist wohl eingestürzt und konnte damals wegen fehlender Mittel nicht wiederhergestellt werden. Vielleicht trifft das auch für die beiden Fassadentürme zu. Sie werden allerdings in den Archivalien nicht erwähnt.

### Neuzeit

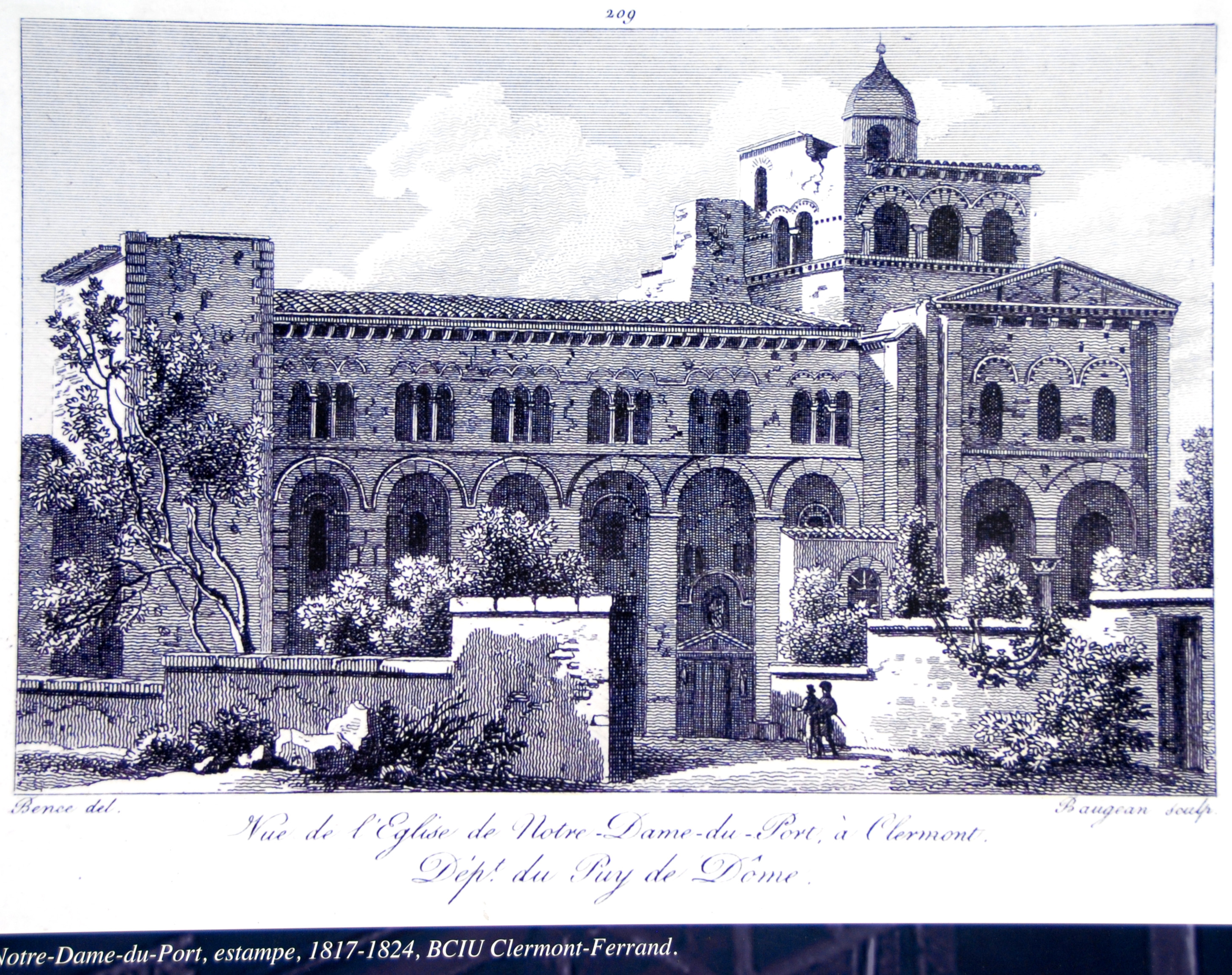
Notre-Dame-du-Port, Zustand vor der Restaurierung Anfang des 19. Jahrhunderts

Die Stadt Clairmont wurde 1631 mit Montferrand vereinigt zur Stadt Clermont-Ferrand.
Im 17. Jahrhundert gewann Notre-Dame du Port wieder an Bedeutung als Wallfahrtskirche. Die in dieser Kirche verehrte schwarze Madonna, die lange nach der romanischen Epoche von einer thronenden Madonna ersetzt wurde, ist in der Kirche Notre-Dame de La Souterraine zu sehen.
Infolge der Revolution von 1789 wurde die Inneneinrichtung der Kirche teilweise und einige Skulpturen des Südportals zerstört. Vermutlich wurden in dieser Zeit die Stiftsgebäude abgebrochen.
Eine Druckgrafik aus der Zeit von 1817 bis 1824 zeigt die Südseite des damaligen Zustandes. Darauf ist zu erkennen, dass zwar der achteckige Vierungsturm fehlt, aber das massif barlong mit der Vierungskuppel und dem achteckigen Turmsockel erhalten ist. Es sind dementsprechend lediglich die beiden oberen Geschosse des Turms mit ihrem Helm infolge des Erdbebens von 1478 eingestürzt. Auf dieser Grafik ist der geschlossene Unterbau des Südturms des Westwerkes dargestellt, in einem Zustand, wie er etwa auch heute zu sehen ist.

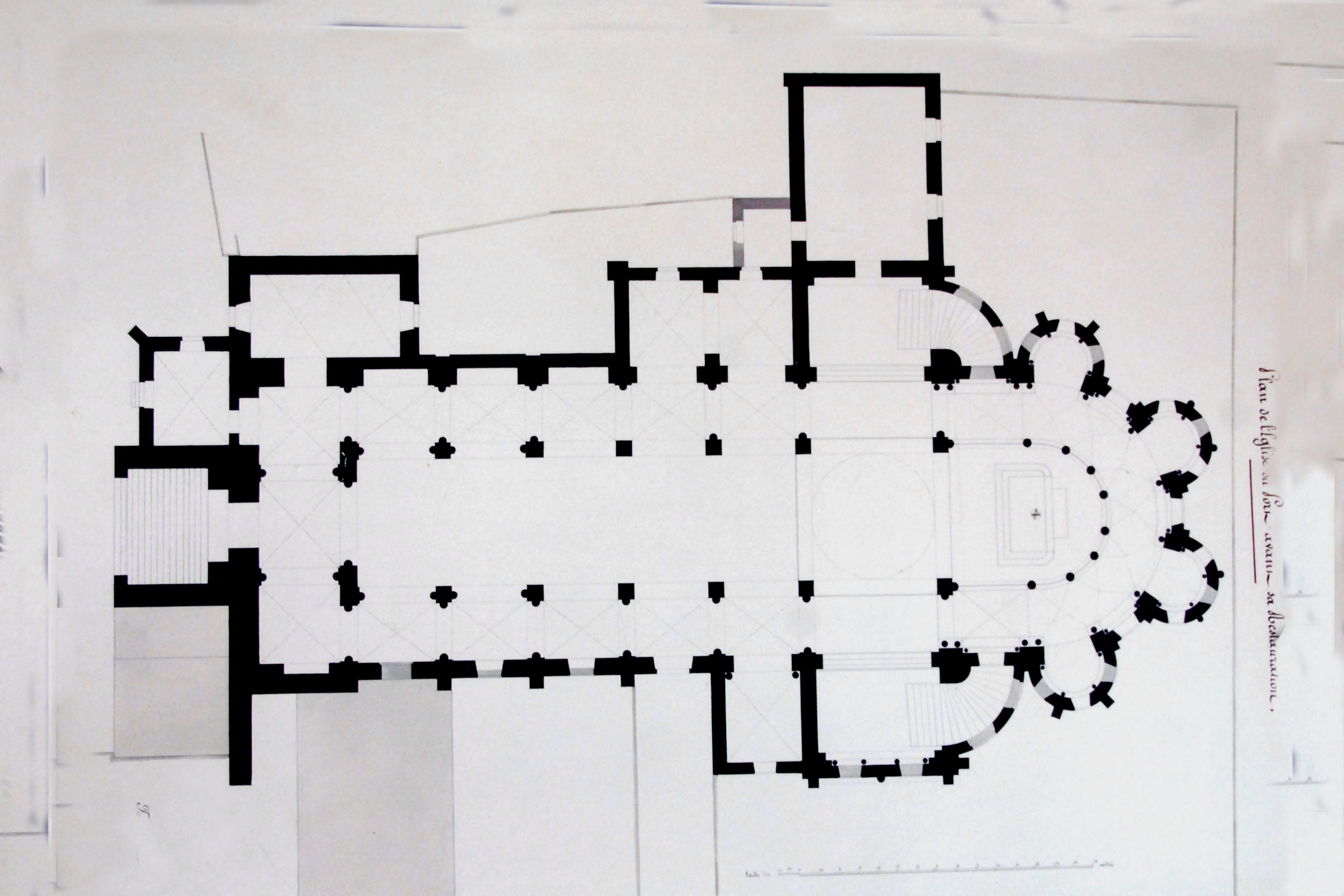
Notre-Dame-du-Port, alter Grundrissplan, Zustand vor der Restaurierung Anfang des 19. Jahrhunderts

Von 1823 bis 1825 errichtete man über dem Narthex einen mittleren Turm aus dunklem Andesitgestein aus Volvic. Das ursprüngliche Gebäude kannte nur die beiden Westwerktürme, ähnlich der Kirche Saint-Nectaire.
1841 wurde Notre-Dame du Port unter Denkmalschutz gestellt. Aimon-Gilbert Mallay (1805–1883) leitete wenig später ihre Restaurierung. In dieser Zeit sind wohl auch die beiden Querhauskapellen rekonstruiert worden, entsprechend dem Vorbild der Radialkapellen. Ein alter Grundriss mit der Anmerkung „vor der Restaurierung“ zeigt statt der Kapellen je eine viertelkreis-gewendelte Treppe, aus dem Vierungsarm, um 90 Grad geschwenkt, in das erste Joch des Umgangs (oder der Krypta), und ihre viertelkreisförmige Einhausung.
Mallay ist der wenig authentische Vierungsturm zu verdanken. Er ließ auch die vermutlich marode ursprüngliche Hohlziegeleindeckung gegen dunkle Dachplatten aus Volvic austauschen, wie dies auch bei anderen Kirchen der Region erfolgt ist. Das wurde allerdings bei Restaurierungen in den letzten Jahren rückgängig gemacht. Die Dächer sind wieder mit roten Hohlziegeln eingedeckt.
Mitte des 19. Jahrhunderts zeichnete Viollet-le-Duc einen Schnitt durch das Langhaus, in dem das Mittelschiff ein wenig die Dächer der Seitenschiffe überragt. Ob es sich dabei um eine Darstellung der Substanz oder um einen Restaurierungsvorschlag handelt, ist nicht bekannt. Die Druckgrafik vom Beginn des 19. Jahrhunderts zeigt diesen Versatz jedenfalls nicht.

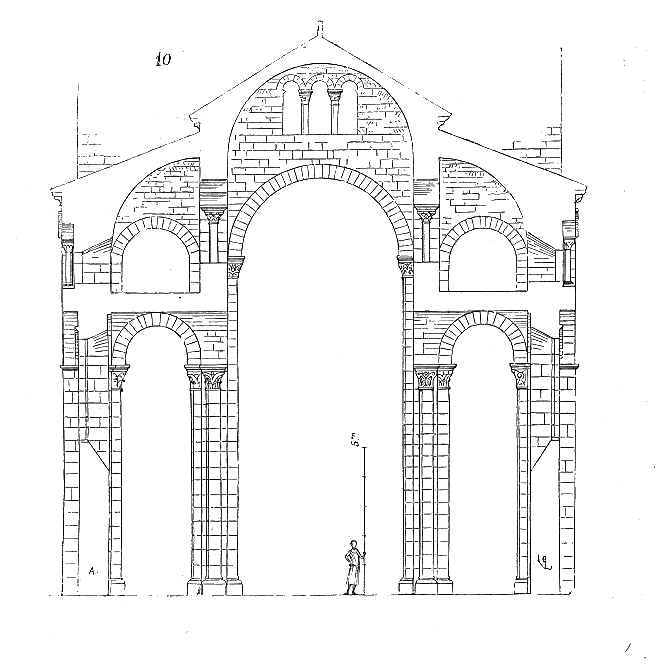
Aufriss Langhaus Mitte des 19. Jahrhunderts von Viollet-le-Duc

Das in den 1920er Jahren begonnene Abbeizen der Oberflächen des Innenraumes wurde durch den Ersten Weltkrieg unterbrochen, konnte aber kurz danach abgeschlossen werden.
Im Jahr 1974 wurde die Restaurierung der Westfassade vollendet, bei der die Stümpfe der beiden ursprünglichen Türme wiederhergestellt wurden. Bei dieser Gelegenheit hat man die 1930 im Mittelfeld über dem Narthex unter Verputz entdeckten Blendarkaden freigelegt und gesichert. Die dabei eingefügten Säulchen gehören sicher nicht zum ursprünglichen Bestand. Auch der darüber angeordnete Giebel entstand neu. Man orientierte sich bei seiner Ausschmückung an den Inkrustationen des Giebels des südlichen Querhausarms.
Da man das Chorhaupt und die „auvergnatische Pyramide“ vom Umgebungsniveau in ihrer Gesamtheit nicht überschauen kann, hat man in einem Haus gegenüber, in Verlängerung der Mittelachse des Chors, etwa in Höhe der Chorapsisfenster, einen Aussichtsbalkon namens „Belvedère“ öffentlich zugänglich gemacht. Von dort aus genießt man einen phantastischen Überblick über das ganze Ensemble.
Von August 2006 bis Ende 2008 wurde der Innenraum der Kirche gründlich restauriert und in hellen gelblichen Farbtönen gefasst. Nach einer französischen Quelle soll das Innere der Kirche so um 1900 ausgesehen haben.

## Bauwerk
Abmessungen innen (circa):
- Gesamtlänge 45,00 m
- Langhausbreite 13,50 m
- Mittelschiffbreite 6,00 m
- Querhauslänge 25,00 m
- Querhausbreite 6,10 m
- Mittelschiffhöhe 18,00 m
- Seitenschiffhöhe 9,00 m
- Kuppelhöhe 22,00 m

Abmessungen außen (circa):

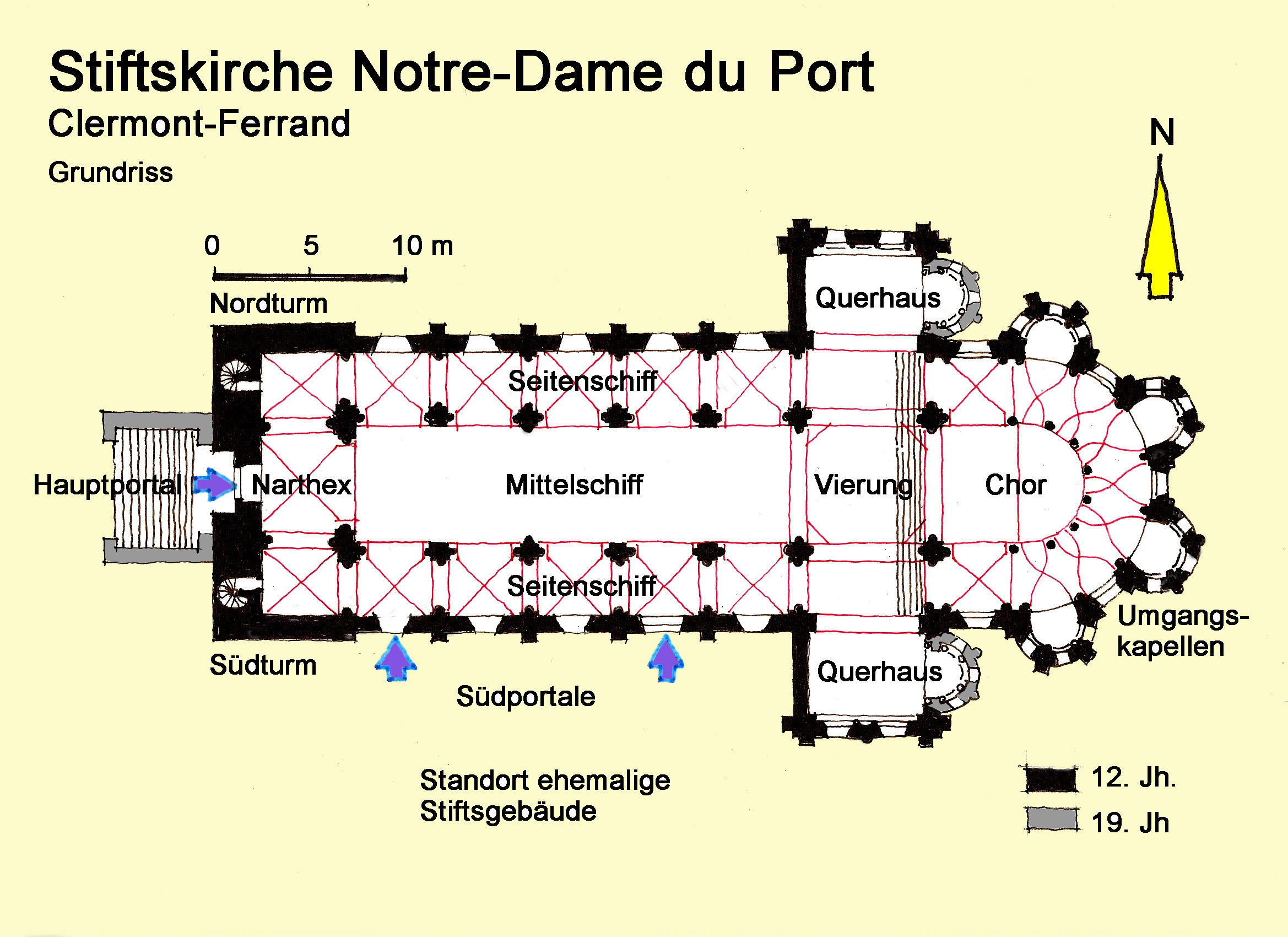
Grundriss, Handskizze

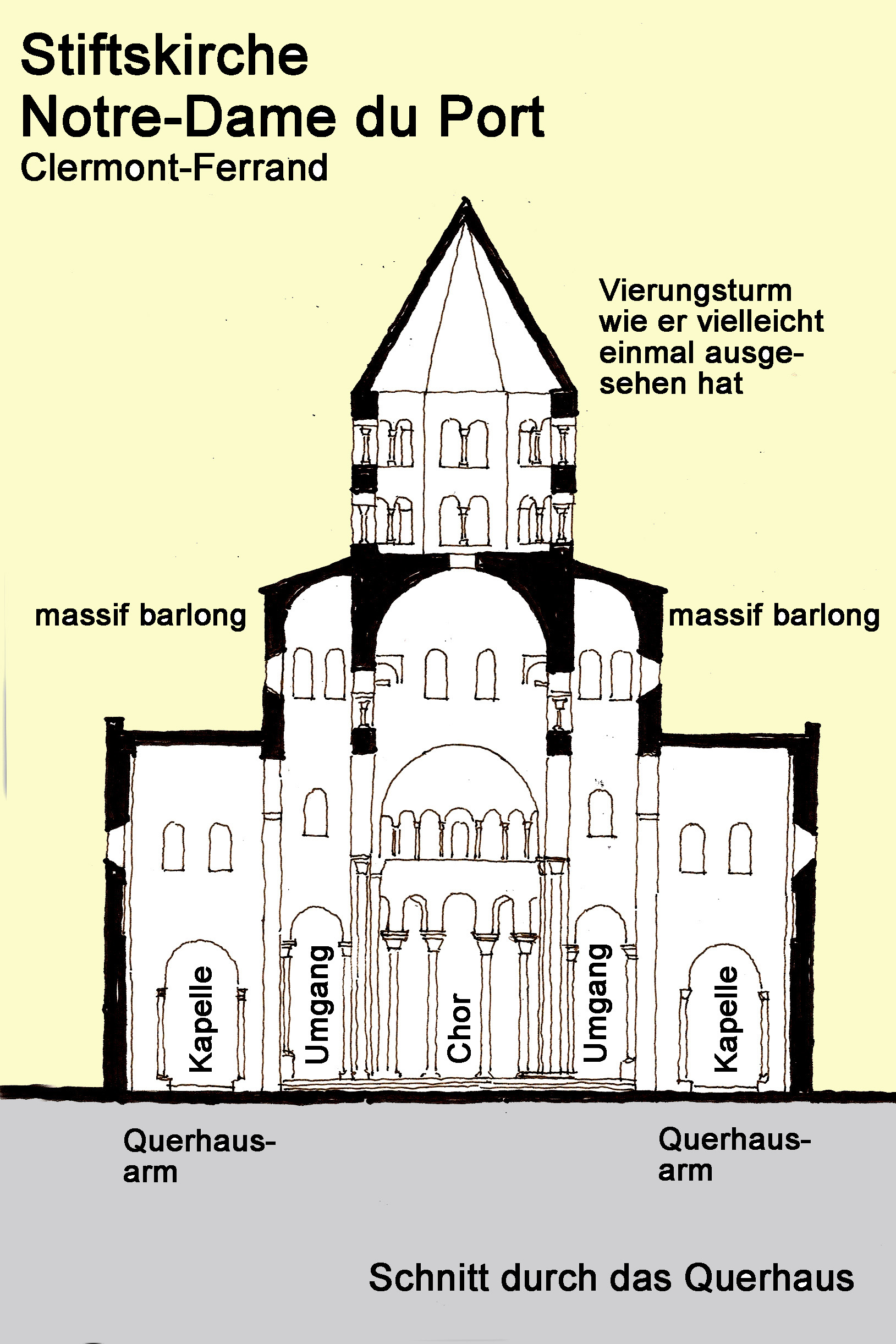
Schnitt Querhaus, Handskizze

- Gesamtlänge, ohne Kapellen: 50,00 m
- Langhausbreite: 15,50 m
- Querhauslänge: 33,20 m
- Querhausbreite: 7,70 m

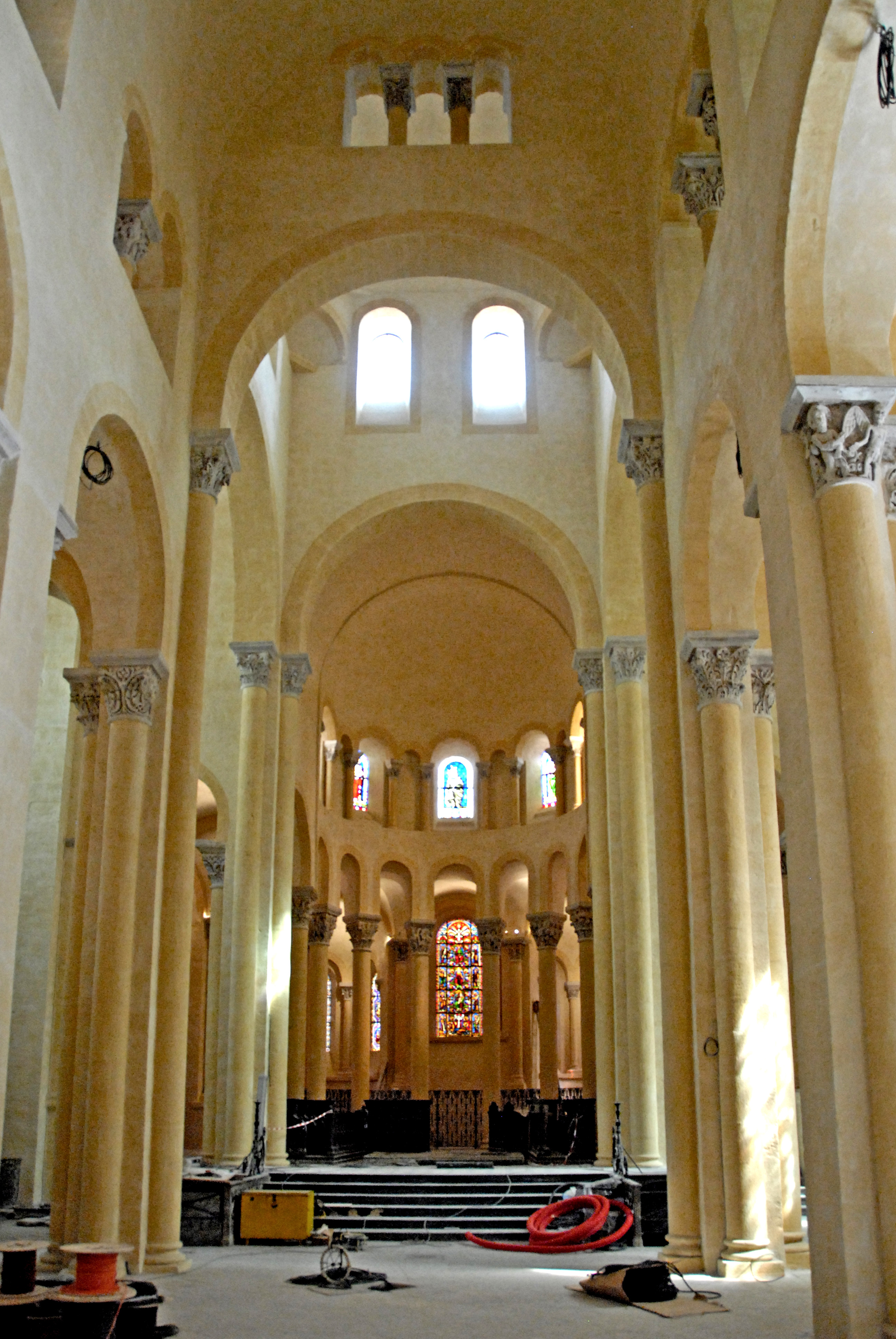
Blick aus Mittelschiff zu Vierung und Chor

Notre-Dame du Port besitzt, wie die anderen Hauptkirchen der Niederen Auvergne, einen regelmäßigen und komplexen Grund- und Aufriss, und weist wie sie eine seltene nahezu einzigartige Homogenität und Kontinuität auf. Abgesehen von geringen Resten eines älteren Bauwerks im Narthex, erkennt man im Bauwerk keinerlei Weiterentwicklung des Baustils, auch wenn man die Hauptkirchen untereinander vergleicht. Dabei entsteht der Eindruck, als ob man bei allen diesen Kirchen nach den Plänen eines einzigen Baumeisters gefolgt sei.
Vergleicht man damit etwa die Kirche Saint-Julien in Brioude, deren Errichtung verhältnismäßig langsam voranging, erkennt man dort viele nachträgliche Ausbesserungen und Änderungen. Ihr Mittelschiff und der Chor scheinen einer ganz verschiedenen Romanik anzugehören.
All das spricht für eine zügige und kurze Bauausführung von Notre-Dame du Port. Nicht zuletzt hat das mit den angewandten Bauverfahren zu tun. So findet man hier, wie auch bei den anderen Hauptkirchen, materialsparende Verfahren wie geringere Dicken der Wände und Pfeiler oder die überwiegende Verwendung von un- oder geringbearbeitetem Bruchstein statt ausschließlich Werkstein. Die Ausführung des Tonnengewölbes im Mittelschiff ohne Gurtbögen, verbunden mit den dadurch weitgehend eingesparten Diensten, gehören zu den zeitsparenden Ausführungen, wie auch die Herstellung der Arkadenbögen, die vollständig in Wand und Gewölbe aufgehen, mit nur einem einzigen Bogengerüst.
Weniger Material und geringere Bearbeitung desselben bedeuteten Einsparungen beim Transport und an Arbeitszeit der Steinmetze wie auch Erleichterungen in Bau und Handhabung der Bogengerüste. Die Baustellen der Hauptkirchen der Limagne sind dementsprechend schneller vorangekommen als andere. Der Stifter Stephanus, der auch auf Kapitellen dargestellt ist, hat dadurch zu Lebzeiten die Kirchen, die er hatte bauen oder ausstatten lassen, in fertigem Zustand gesehen.

### Innenräume

#### Narthex

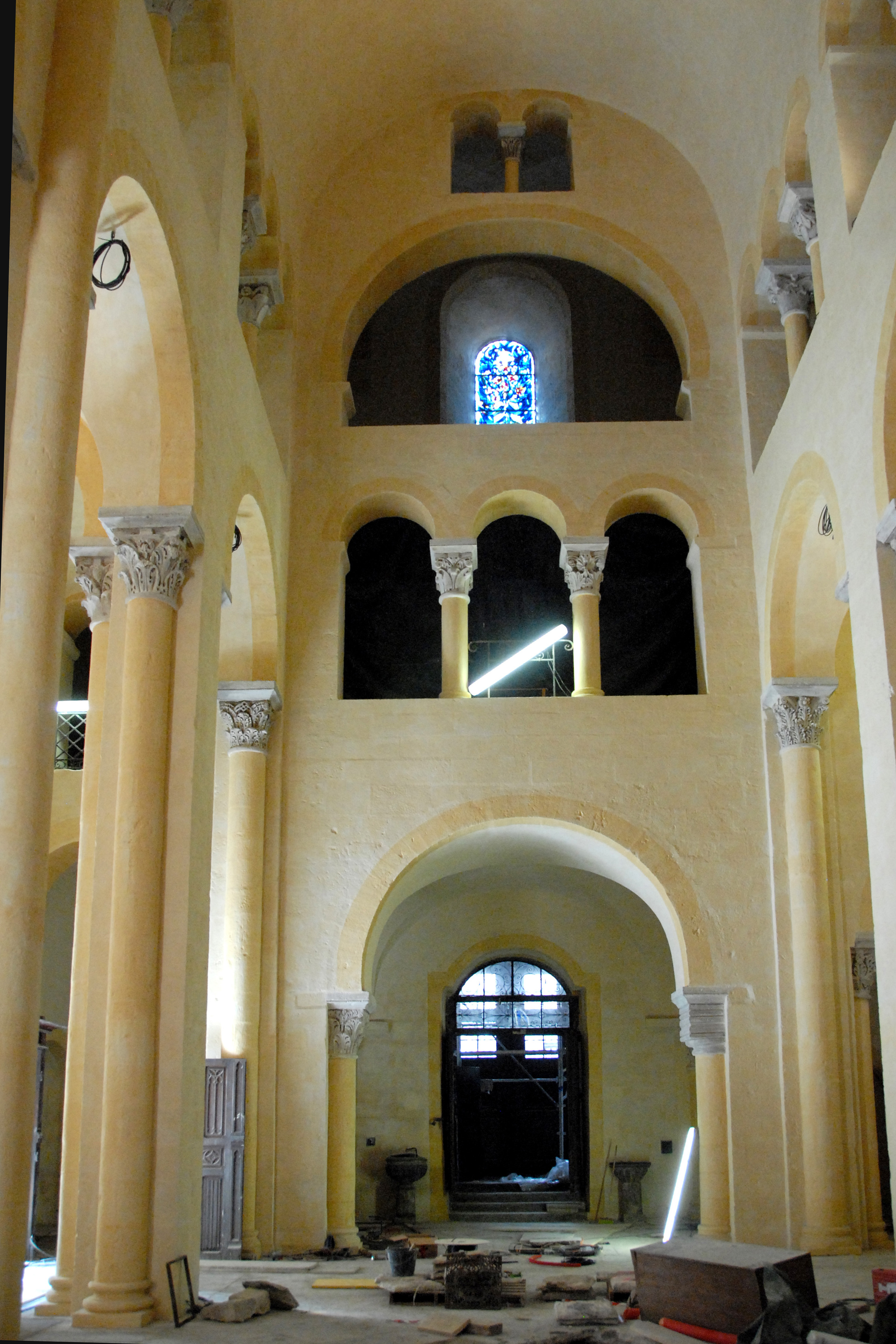
Wand zum Narthex

In der Auvergne ist der Narthex Teil des inneren Baukörpers und reicht über lediglich ein Joch, mit einem zu einer Empore ausgestalteten Obergeschoss, in ganzer Breite des Langhauses. Durch die kräftigen Pfeiler, ihre niedrigen Kreuzgratgewölbe im Erdgeschoss und das dort herrschende Dämmerlicht ergibt sich ein mächtiger und kraftvoller Eindruck, wie das Vestibül einer anderen Welt. Interessant sind die Querschnitte der die Empore tragenden Pfeiler. Sie weisen im Grundriss ein lang gestrecktes Rechteck auf, das im Osten und Westen von versetzten Diensten flankiert wird. Das mittlere Kreuzgratgewölbe geht, ähnlich denen der Seitenschiffe, nahtlos in den halbkreisförmigen Bogen zum Schiff über. Dieser steht auf halbrunden Diensten, die mit skulptierten Kapitellen und profilierten Kämpfern ausgerüstet sind. Die Öffnungen zu den Seitenschiffen entsprechen denen zwischen den Seitenschiffjochen.
Auf die Empore gelangt man über die im Innern der Mauern des Westwerkes hochführenden Wendeltreppen. Die Mauern des Narthex sind dicker als die des Mittelschiffs, weil sie zum Tragen der Türme bestimmt waren. Die Empore öffnet sich weit auf das Mittelschiff. Noch in Höhe der Mittelschiffarkaden ist eine Drillingsöffnung installiert, mit zwei Säulchen und skulptierten Kapitellen. Darüber ist ein großer Triumphbogen in ganzer Breite der Drillingsöffnung ausgespart, der mit einem Rundbogen überdeckt wird. Darüber, knapp unter dem Gewölbescheitel, befindet sich noch eine kleine Doppelöffnung, die von einem kleinen Säulchen mit Kapitell getrennt wird. Zu den Seitenschiffen weisen Doppelöffnungen mit Säulchen und Kapitell.

#### Langhaus

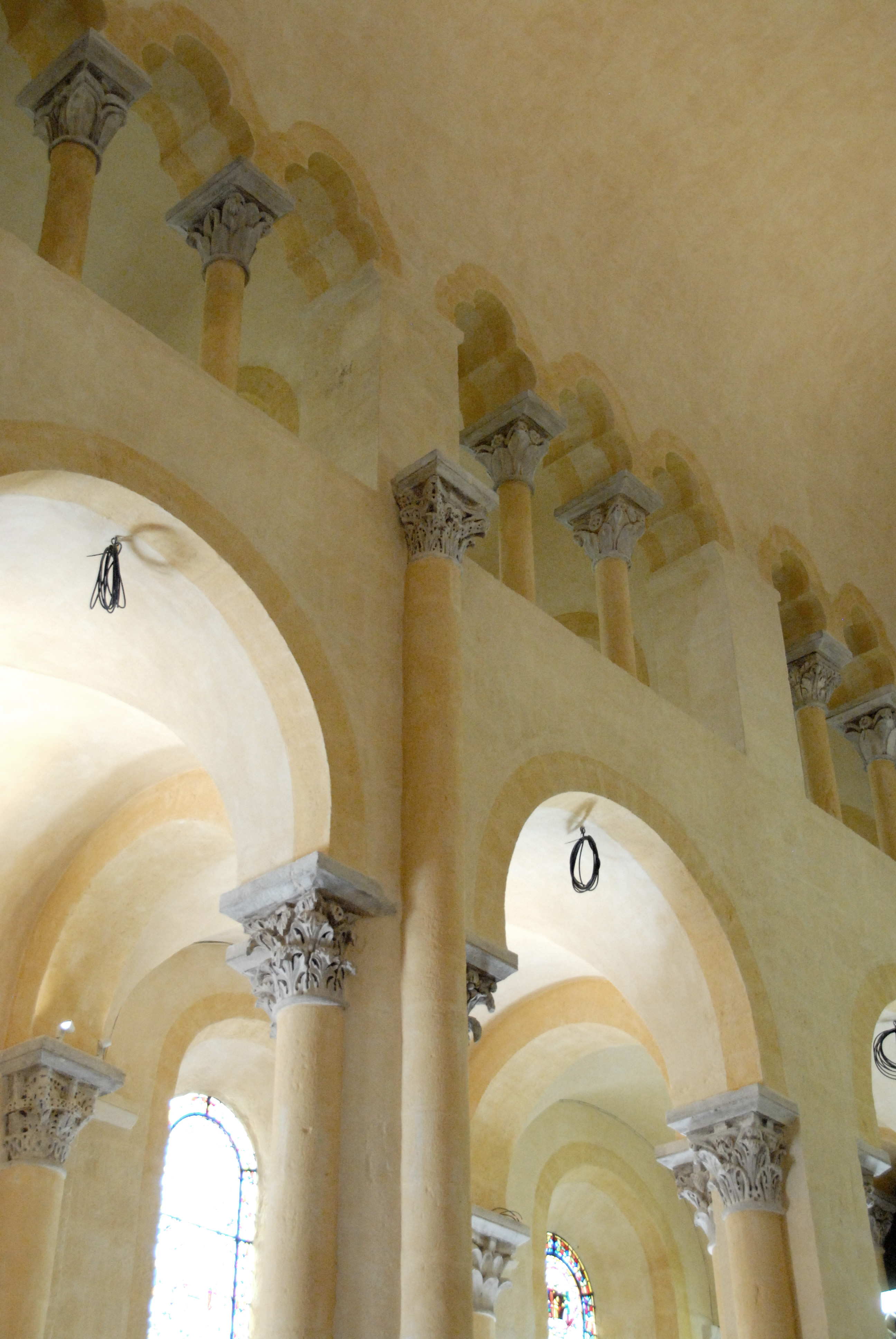
Mittelschiff, Südwand, Joche 2 und 3

Das fünfjochige Langhaus besitzt einen pseudobasilikalen Aufriss aus drei Schiffen ohne direkte Durchfensterung der Obergaden. Das Mittelschiff ist doppelt so hoch wie die Seitenschiffe. Es ist mit einer glatten Rundtonne überwölbt, die von den Wänden des Mittelschiffs getragen wird. Die Wände gehen ohne horizontalen Abschluss fließend in das Tonnengewölbe über.
Die Last des steinernen Gewölbes erzeugt nicht nur senkrecht wirkende Kräfte, die von den Mittelschiffwänden über die Pfeiler in die Fundamente abgeleitet werden, sondern insbesondere nach außen wirkende Schubkräfte, die hier von Halbtonnengewölben der Tribünengeschosse über den Seitenschiffen aufgefangen und über die Außenwände der Seitenschiffe in die Fundamente abgeleitet werden. Die Scheitel der Halbtonnengewölbe setzen etwa in halber Höhe der Rundtonne an, wo die Schubkräfte am stärksten wirken. Diese Konstruktion bildet eine Art fortlaufenden Strebebogen, wie man ihn aus der späteren Gotik kennt. Die eigentlichen Seitenschiffe im Erdgeschoss, die für die zeittypischen Prozessionen bestimmt waren, werden von einem Emporengeschoss überdeckt, rein funktionell, mit Querwänden zwischen den Jochen, zur Verstärkung der Halbtonnengewölbe, die wesentlichen Bestandteile des Konstruktionssystems.
Die Emporen sind kaum zugänglich und nicht für den liturgischen Gebrauch bestimmt.

#### Mittelschiff

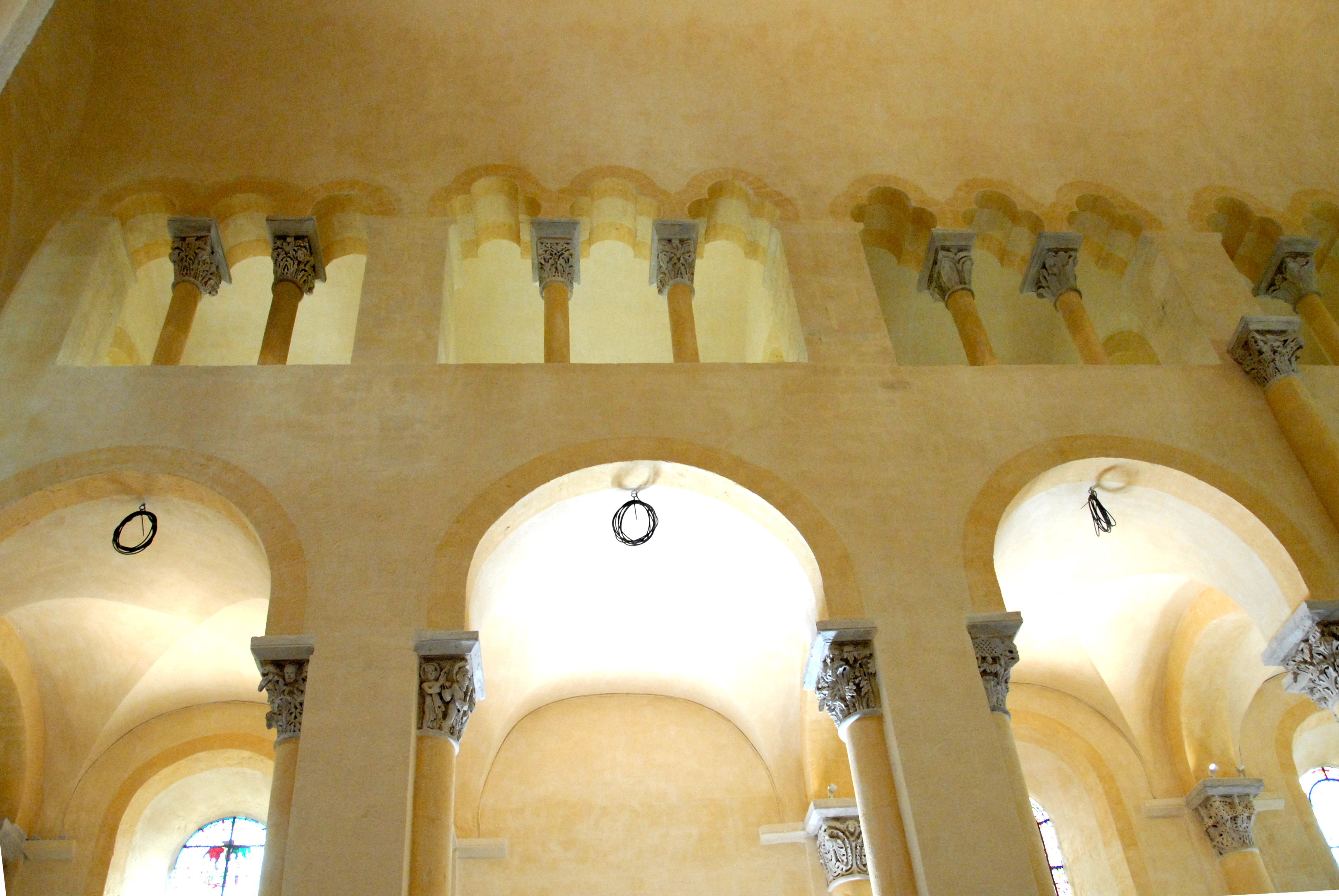
Südwand Mittelschiff, zwei Etagen

Da die Baumeister in das vorstehend beschriebene von ihnen entwickelte Konstruktionssystem großes Vertrauen setzten, haben sie die Stärke der Bauglieder, wie Wände und Pfeiler, auf ein Minimum verringert. Die Mauerstärke beträgt hier nur 85 cm, wie auch die Seitenlänge der quadratischen Pfeilerquerschnitte. Das durchgehende Widerlager der Rundtonne durch die Halbtonnen machten Gurtbögen und deren halbrunde Dienste auf den Mittelschiffseiten überflüssig. Es gibt allerdings eine Ausnahme zwischen den Jochen 2 und 3. Hier stehen zwei Halbsäulen sich gegenüber, die aber keine Auflasten, etwa die eines Gurtbogens tragen. Sie ragen bis auf die Höhe der Brüstung der Emporenöffnungen hinauf und werden dort von skulptierten Kapitellen gekrönt. Man vermutet, dass sie einmal einen Holzbalken trugen, an dem ein Radleuchter aufgehängt wurde.

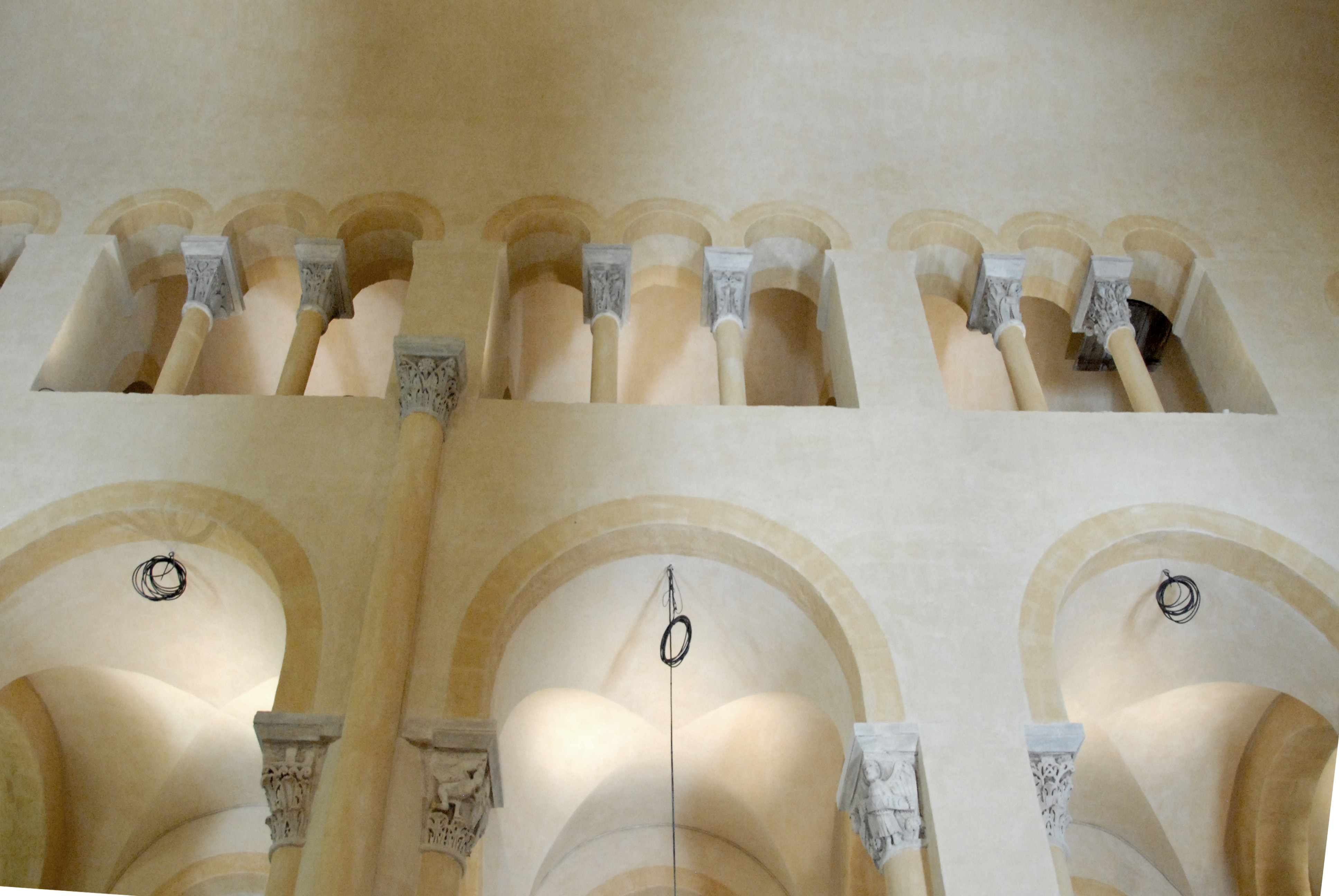
Nordwand Mittelschiff

Der Aufriss des Mittelschiffs erstreckt sich über zwei Geschosse. Die Scheitel der Arkadenbögen des Erdgeschosses reichen etwa bis auf die halbe Schiffhöhe. Darüber trennt eine knappe Brüstung die Drillingsöffnungen des Emporengeschosses, auf der Südseite mit kleeblattförmigen Bögen und je zwei schlanken Säulen und skulptierten Kapitellen. Auf der Nordwand sind es Rundbögen. Die Wände des Mittelschiffs stehen auf rundbogigen Arkaden und quadratischen Pfeilern mit halbrunden Diensten. Die Kapitelle liegen auf gleicher Höhe wie die der Seitenschiffe, etwas unter den Bogenansätzen (Stelzung).
Der Innere der Kirche zeichnet sich durch eine klare Gliederung und durch Schlichtheit und Sparsamkeit in Dekor und Binnengliederung der Wände aus. Dadurch wird der monumentale Charakter des Innenraums wirkungsvoll unterstrichen. Diese strenge Architektur, die in keiner Weise schwerfällig wirkt, strahlt Eleganz und Harmonie aus. Verstärkt wird dieser Eindruck vor allem durch die schlanken Pfeiler und die Proportionen der schmalen und hohen Arkaden. Hier scheinen sich schon neue Vorstellungen und Impulse der französischen Gotik anzukündigen, mit dem Höhenzug ihrer Kathedralen, der Auflösung der massiven Wände und der Durchlichtung der Innenräume.

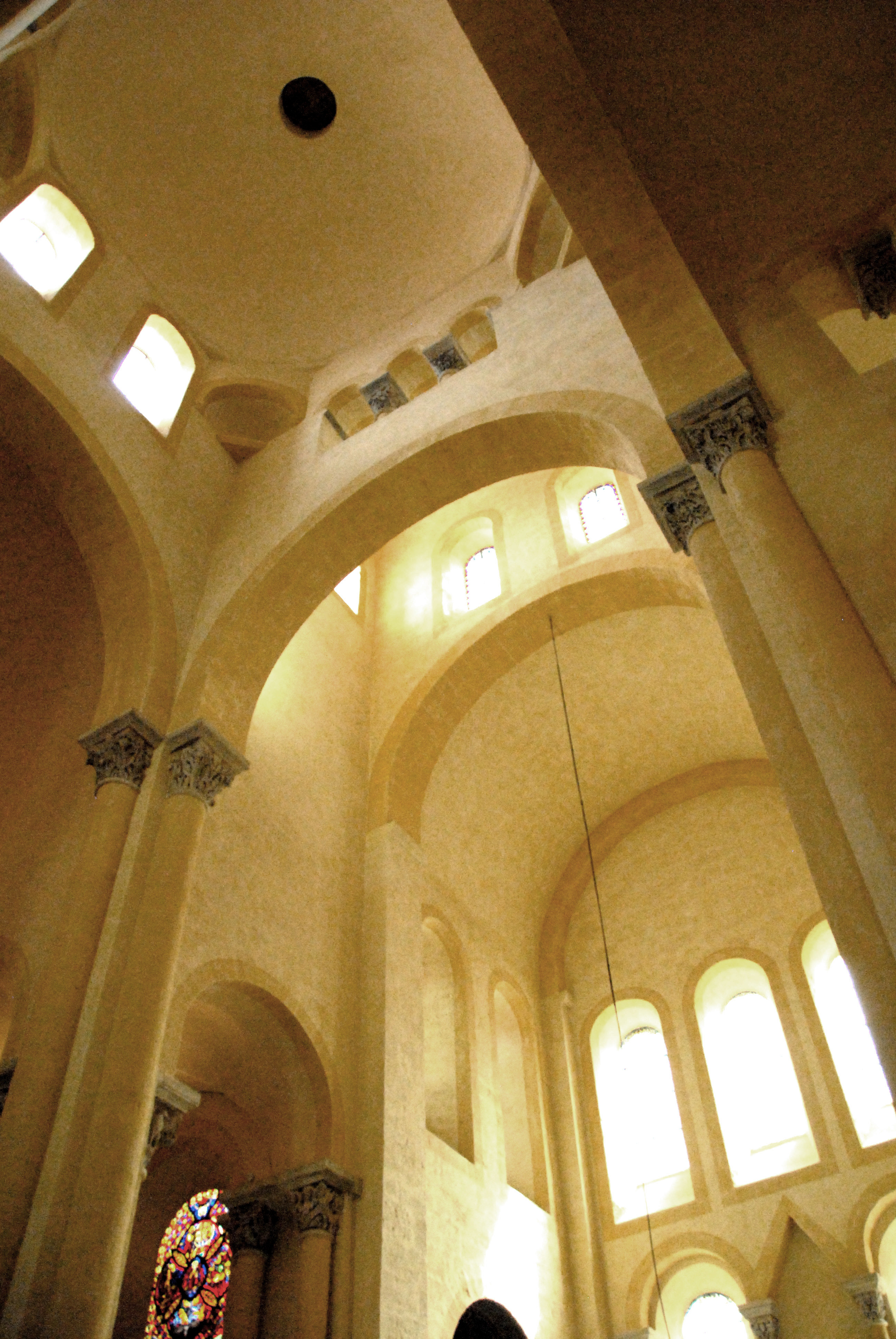
Querhaus: Vierung, massif barlong, südlicher Arm

Das Mittelschiff besitzt keine Fenster, die es unmittelbar belichten. Es wird lediglich indirekt durch die großen Fenster der Seitenschiffe und durch die winzigen Fenster der Emporen erhellt.

#### Seitenschiffe
Die beiden Seitenschiffe sind wesentlich komplexer gestaltet. Hier findet man wieder eine deutliche Gliederung in Joche, die man beim Mittelschiff nahezu vollständig umgangen hat. Den Pfeilern der Arkaden gegenüber stehen gleich breite aber flache Wandpfeiler. Halbkreisförmige, kantige Gurtbögen in Breite der Pfeiler stehen auf halbrunden Diensten mit skulptierten Kapitellen. Jedes Joch hat sein eigenes Kreuzgratgewölbe. Auf der Seite zum Mittelschiff entstand ein Stück Tonnengewölbe, das in die Innenfläche des Arkadenbogens übergeht.
Die Seitenschiffjoche werden von je einem großen rundbogigen Fenster mit abgeschrägten glatten Gewänden erhellt, auf der Südseite stark mit natürlichem Licht durchflutet, bis weit in das ganze Schiff hinein. Im 4. Joch des südlichen Seitenschiffs fehlt ein Fenster, dort ist die rechteckige Tür eines Eingangs zum ehemaligen Kreuzgang eingebaut. Dieser deutlich bequemere Zugang, ohne die hohe Treppe vor dem Hauptportal, macht diesen Zugang zu dem wesentlich häufiger benutzten. Im ersten Joch wurde nachträglich in der gotischen Epoche eine weitere rechteckige Tür durchgebrochen, die außen mit gotischen Stilelementen geschmückt ist. Die Brüstung des dort erhaltenen Fensters musste jedoch etwas angehoben werden.

#### Querhaus und Vierung

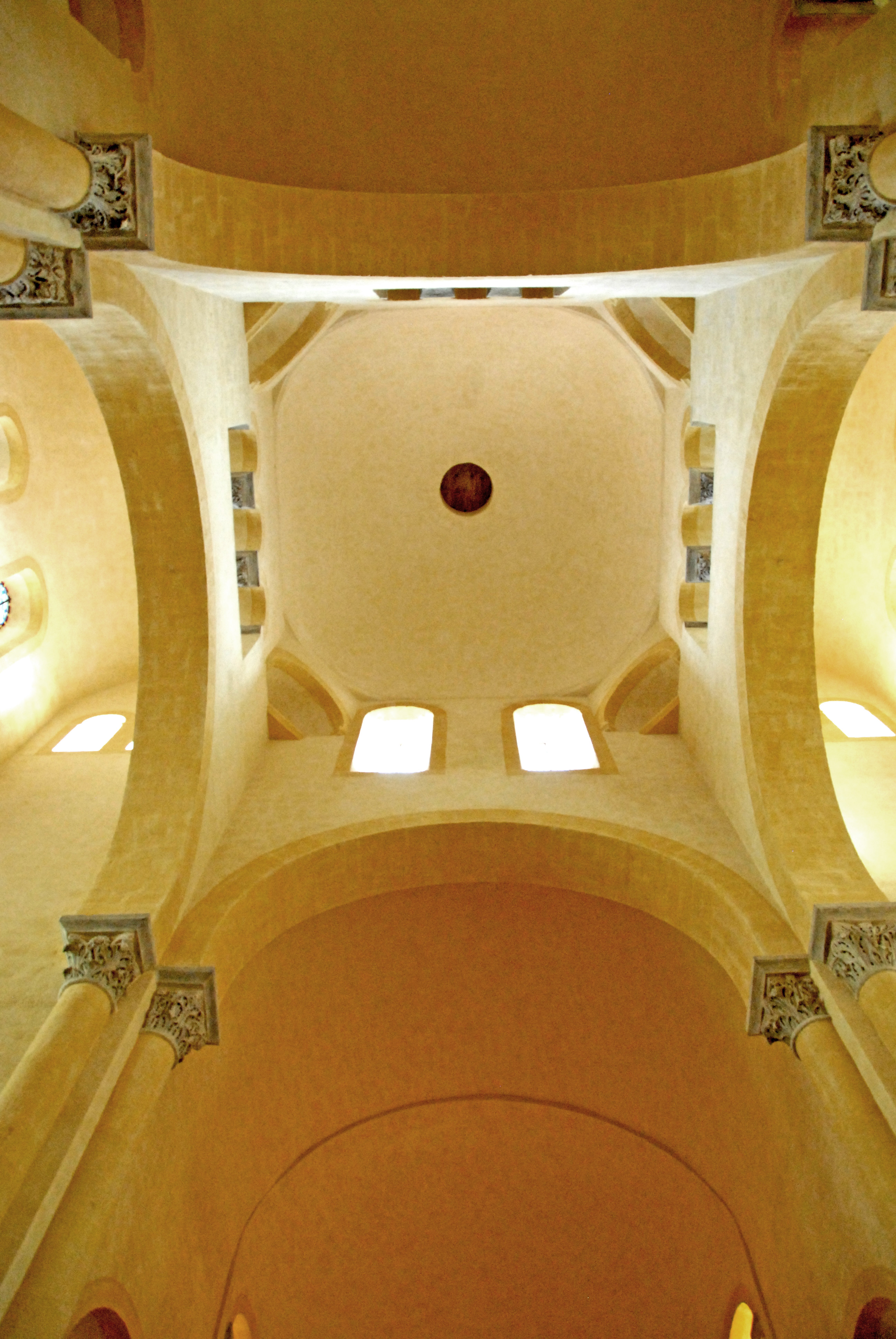
Vierungskuppel

Die Baumeister der niederen Auvergne blieben dem sonst allgemein aufgegebenen Motiv der alten karolingischen Schwibbögen über der Vierung treu. Sie hatten erkannt, welches ästhetische Gestaltungspotential in diesen gewaltigen Mauerbögen schlummerte. Auf ihnen ruht die Kuppel mit dem Vierungsturm.
Die Schwibbögen der Vierung sind große Einzelarkaden in der Breite des Mittelschiffs, in Höhe des deutlich niedrigeren Chorgewölbes. Darüber reichen die Vierungswände hinauf, bis unter die Gewölbeansätze der Kuppel. In diese Wände sind hoch oben Drillingsöffnungen mit je zwei Säulchen und Kapitellen und auf der Ostseite zwei rundbogige Fenster eingeschnitten. Über diese Öffnungen und Fenster wird die Vierung erhellt. Die vier Pfeiler der Vierung haben denselben quadratischen Querschnitt wie die des Mittelschiffs. Sie werden allseitig von halbrunden Diensten bekleidet, die mit skulptierten Kapitellen und profilierten, weit ausladenden Kämpfern gekrönt werden. Die darauf stehenden Bögen sind gestelzt, das heißt, ihre untersten zwei Meter verlaufen zunächst senkrecht bis zum eigentlichen Bogenansatz.
Bemerkenswert ist der Typus der Trompen unter der Kuppelwölbung. Sie dienen üblicherweise dazu, das Vierungsquadrat in die Form eines Achtecks zu überführen, auf dem dann die Kuppel aufliegt. Trompen bestehen aus kleinen Rundbögen, die eine möglichst gleichmäßige Nische einrahmen. Hier nimmt ein flacher Konsolstein den unteren Teil ein. Hierbei könnte es sich um Widerlager von Schalungsträgern bei der Erbauung der Kuppel handeln. Vielleicht handelt es sich auch um eine geschickte Lösung, den heiklen Übergang der Nischen und den Vierungsecken zu überbrücken. Im Scheitel der Kuppel gibt es eine kreisrunde Öffnung für den Transport der Glocken.

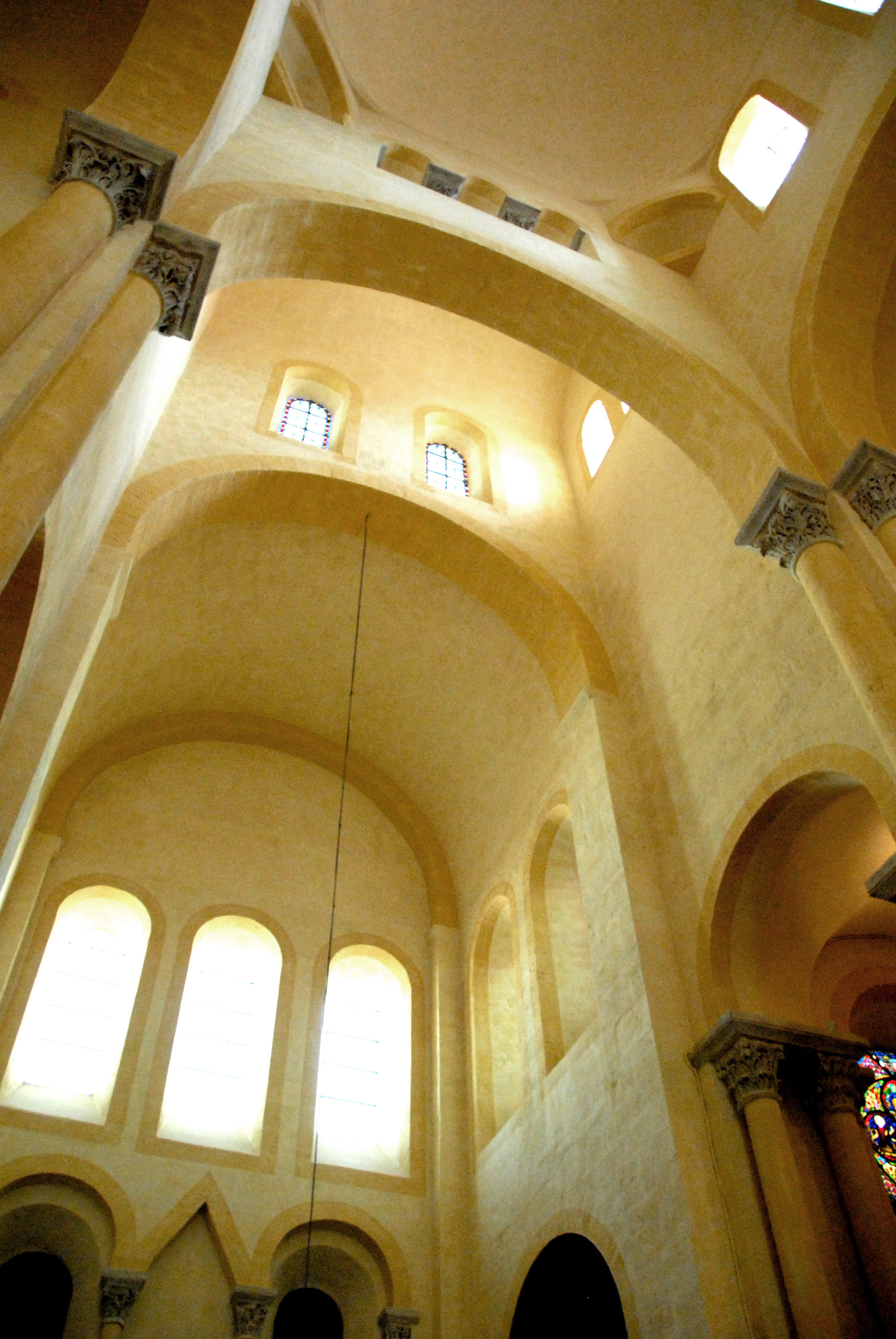
Nördliches Querhausarm

Die beiden Raumabschnitte auf der Nord- und Südseite der Vierung in Verlängerung der Seitenschiffe reichen in Breite der Vierung bis in die Höhe des Kuppelscheitels hinauf und werden dort von halben Tonnengewölben abgedeckt, die sich mit ihrem Scheitel gegen die Vierung lehnen. Von unten blickt man in eine Art riesiges über dem leeren Raum schwebendes Gehäuse. Allein in Höhe der Trompen gibt es jeweils vier große rundbogige Fenster auf der Nord- und Südseite der Vierung. Über dieses Gehäuse fällt das Licht in Kaskaden durch die Drillingsöffnungen in die Vierung ein, die damit hell erstrahlt. Die Lichtfülle wird noch ergänzt durch je acht große Fenster in den Querhausarmen und die beiden Fenster in der Ostwand der Vierung.
Die beiden vorstehend beschrieben „Lichtgehäuse“ nehmen von außen gesehen den achteckigen Stumpf des Turmes in Höhe der Kuppel zangenartig in den Griff. Das Ganze sieht aus wie ein rechteckiger Unterbau quer unter dem Turm, das so genannte massif barlong, ein eigentümliches Bauteil, das es nur in der auvergnatischen Bauschule gibt.

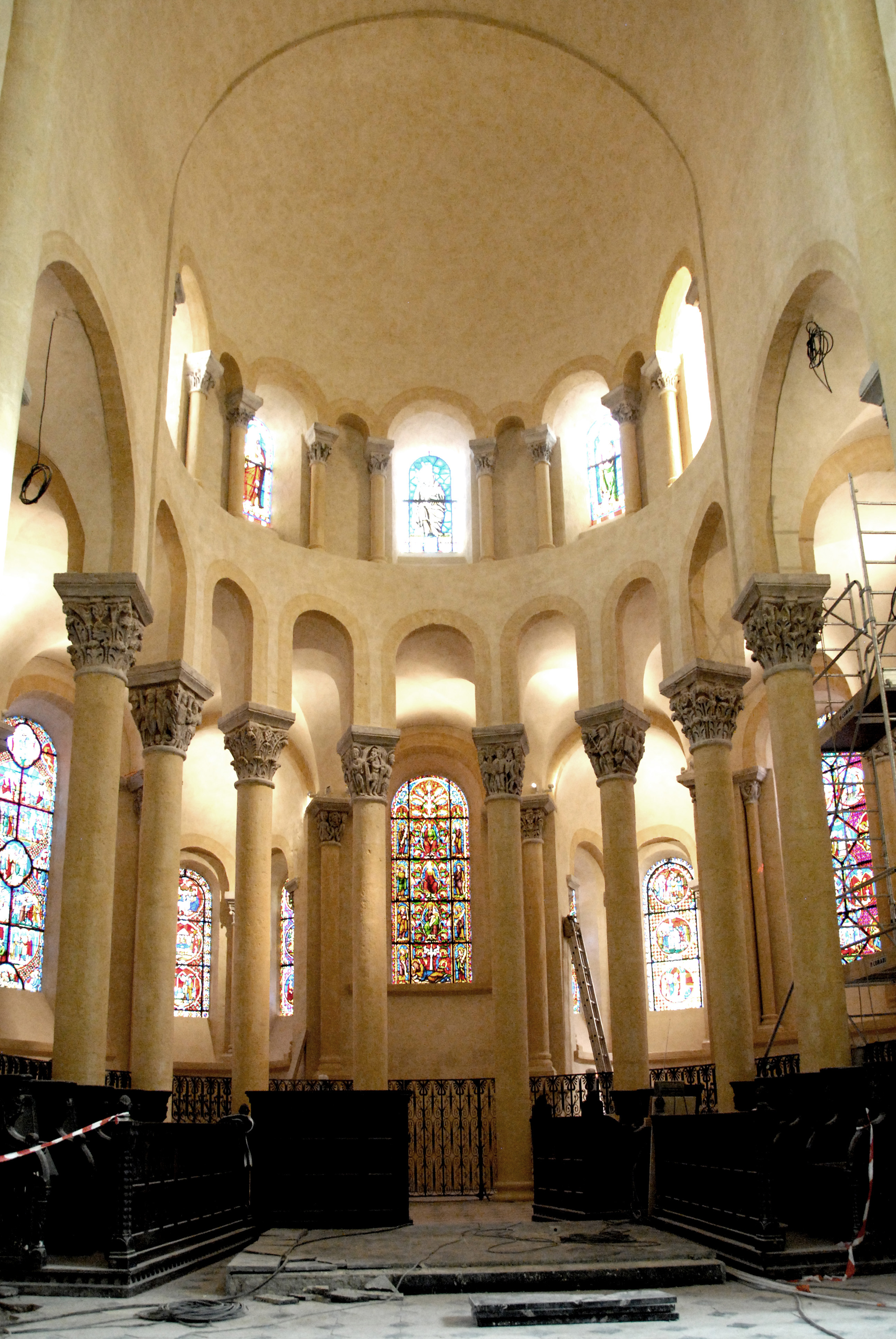
Chor

Die ähnlich dem Mittelschiff äußerst schlichten Querschiffarme ragen über das Langhaus seitlich hinaus und werden in Querrichtung zum Mittelschiff von einem Tonnengewölbe überdeckt. In Verlängerung der Seitenschiffaußenwände ragen die Außenwände des massif barlong auf. Diese stehen auf großen Einzelarkaden, in Breite und Scheitelhöhe den gegenüberliegenden Schwibbögen der Vierung entsprechend. Der Arkadenbogen seht auf flachen Wandpfeilern in Breite der Wand darüber, der in Höhe des Bogenansatzes ein profiliertes Kämpferprofil aufweist, ein hier etwas archaisch anmutendes Detail. Die Giebelwand des Querhausarms wird umfasst von einer großen Blendarkade, in der Frontalansicht exakt der zuvor beschriebenen gegenüberliegenden Arkade entsprechend. Innerhalb dieser großen Arkade sind im oberen Bereich drei große rundbogige Fenster ausgespart, mit abgeschrägten Gewänden. Darunter befindet sich eine Dreiergruppe von Arkaden, die auf schlanken Säulchen mit skulptierten Kapitellen ruhen. In den äußeren Arkaden sind rundbogige Fenster ausgespart, ein wenig größer als die oberen. Ihre Gewändekanten besitzen einen Rückversatz. Die mittlere ist eine Blendarkade. Sie wird mit einem dreieckigen Giebelbogen überdeckt, wieder ein archaisch anmutendes Dekor.
In den Ostwänden der Querschiffarme hat man je eine halbrunde Kapellenapsis mit Kalotteneinwölbung untergebracht, vermutlich eine Rekonstruktion des frühen 19. Jahrhunderts. Ihre Öffnung zum Querhausarm wird flankiert von schlanken Säulchen in Wandrücksprüngen mit skulptierten Kapitellen und profilierten Kämpfern und Basen. In den Apsiswänden sind je drei kleine rundbogige Fenster ausgespart. Sie werden von Arkadenbögen überdeckt, die von schlanken Säulchen getragen werden, mit der sonst üblichen Ausstattung. Sie stehen auf einem Sockel, der um die ganze Apsis herumgeführt ist. Die Ostwände der Querhausarme sind mit je zwei Fenstern ausgestattet, in Form, Größe und Höhenlage der oberen Fenster auf den Giebelwänden.
Für das Querhaus ist noch auf die harmonische Abstufung der Öffnungen hinzuweisen, ausgehend von den Kapellenöffnungen über die etwas höheren Durchlässe in den Chorumgang, bis hin zu dem hohen Triumphbogen des Chorraumes.
Knapp vor dem Triumphbogen zum Chor und den Durchlässen in den Chorumgang führt eine großzügige sechsstufige Treppe hinauf zum Chor und Umgang. In dieser Zone führen zwei schmalere Treppen gegenläufig hinab in die Krypta.

#### Umgangschor

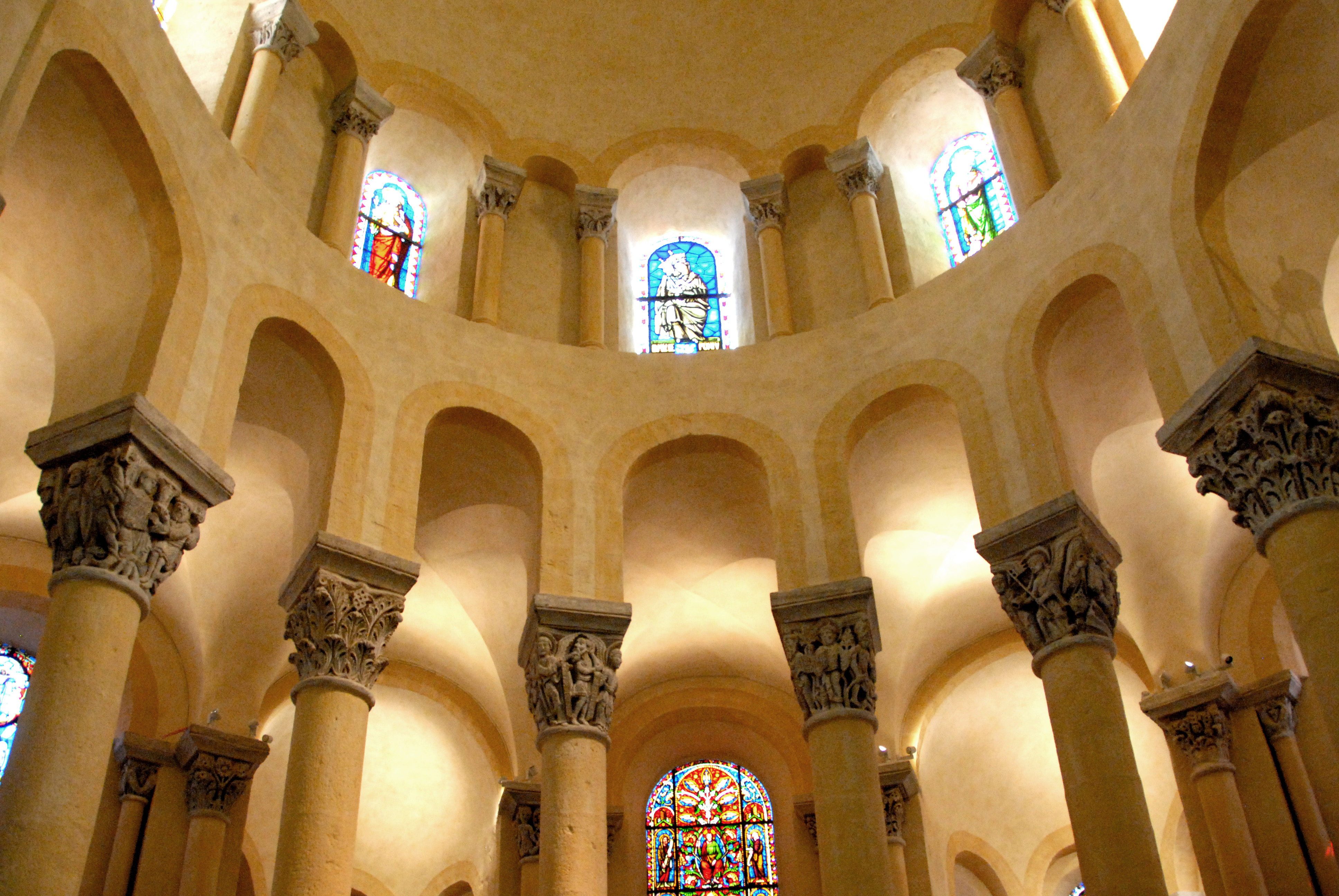
Chorapsis mit Arkaden

Der Chor ist auch hier das Bravourstück des auvergnatischen Baumeisters. Seine ganze Architektur zielt darauf ab, den Blick der Gläubigen auf den Altar zu lenken, als der geheiligte Ort, als das Allerheiligste. Dazu tragen nicht zuletzt Umfang und Komplexität der gesamten Anlage bei, inklusive Umgang und Kapellenkranz, und ihre besonders prächtige Ausschmückung, deutlich reichlicher als im Mittelschiff, wie auch die große Anzahl der Fenster. Die mit äußerster Sorgfalt skulptierten Figuren- und Blattkapitelle treten besonders stark in Erscheinung, weil ihr architektonisches Umfeld sich schlicht zurückhält. Die sieben Arkaden der Chorapsis sind in die halbrunden Mauern scharfkantig eingeschnitten. Sie weisen wohlüberlegte geringfügige Unterschiede ihrer Abstände auf. Der mittlere ist etwas breiter als seine Nachbarn, die äußeren sind die breitesten. Die Arkaden des Chors sind stark gestelzt, das bedeutet, ihre Bogenansätze beginnen erst ein gutes Stück über ihren Auflagern, den Kämpferplatten. Genau wie bei Mittelschiffarkaden sind auch hier die Arkadenbögen gleichzeitig auch die Stirnbögen der dahinter befindlichen Gratgewölbe des Umgangs.
Über den im Halbkreis aufgereihten Arkaden der Chorapsis ruht ein niedriger Streifen der glatten Apsiswand, der oberseitig mit einem Rücksprung der Wand abschließt. Dahinter verbergen sich die Anschlüsse der Umgangsgewölbe und deren Überdachung. Darüber steht eine halbkreisförmige Aufreihung von fünf Rundbogenfenstern mit schrägen Gewänden, im Wechsel mit vier im Grundriss gebogenen Pfeilern, deren Innenseiten den oben genannten Rücksprung bilden. Die Fensteröffnungen sind innenseitig etwa so breit wie die mittlere Chorgalerie. Das mittlere Fenster ist chormittig, die äußeren Fenster sind über den äußeren Galeriebögen angeordnet, die beiden übrigen Fenster jeweils genau mittig zwischen den äußeren Fenstern und den mittleren, oder zentriert über den beiden dritten Pfeilern, von außen gezählt. Vor den Pfeilern zwischen den Fenstern stehen etwas von den Gewändeecken eingerückt schlanke Säulchen, die mit skulptierten Kapitellen und profilierten Kämpfern ausgerüstet sind. Auf ihnen ruhen die Arkadenbögen der Fenster, die in die Bögen der Gewände übergehen. Zwischen diesen Arkaden sind noch kleine Blendarkaden untereinander oberflächenbündig und wandbündig eingefügt. Oberhalb dieser Folge von größeren und kleinen Bögen geht die halbkreisförmige Wandoberfläche der Chorapsis nahtlos in deren halbkuppelförmige Kalotte über.
Das Chorjoch, zwischen dem Triumphbogen und der Apsiskalotte, ist mit einer stark überhöhten Rundtonne eingewölbt, die geringfügig höher und breiter ist als das Apsisgewölbe.
Der Umgang des Chors in Form eines halben Ringes ist mit einem geschickt ausgetüftelten Gratgewölbe überdeckt, das von den Arkaden der Chorapsis und den Außenwänden des Umgangs getragen wird, letztere unterstützt von dort vor den Wänden frei stehenden Säulen, mit skulptierten Kapitellen und profilierten Kämpfern und Basen ausgerüstet und stehen auf brüstungshohen Sockeln. Bei den einzelnen Gewölbesegmenten in Trapezform sind dabei leicht geschwungene Grate entstanden. Bei den Kämpferplatten hat man es nicht versäumt, diese entsprechen der Krümmung des Umgangs zu formen. Die drei großen Fenster des gerundeten Umgangs werden in Wandrückversätzen von schlanken Säulchen flankiert. Sie sind wie die anderen Säulen ausgestattet und stehen auf hohen Sockeln. Die beiden Fenster im ersten Chorjoch, eingangs des Umgangs, werden auf beiden Seiten mit Zwillingssäulen flankiert, ausgestattet wie die anderen Säulen, jedoch mit gemeinsamen Kämpferplatten und auf hohen Sockeln stehend.

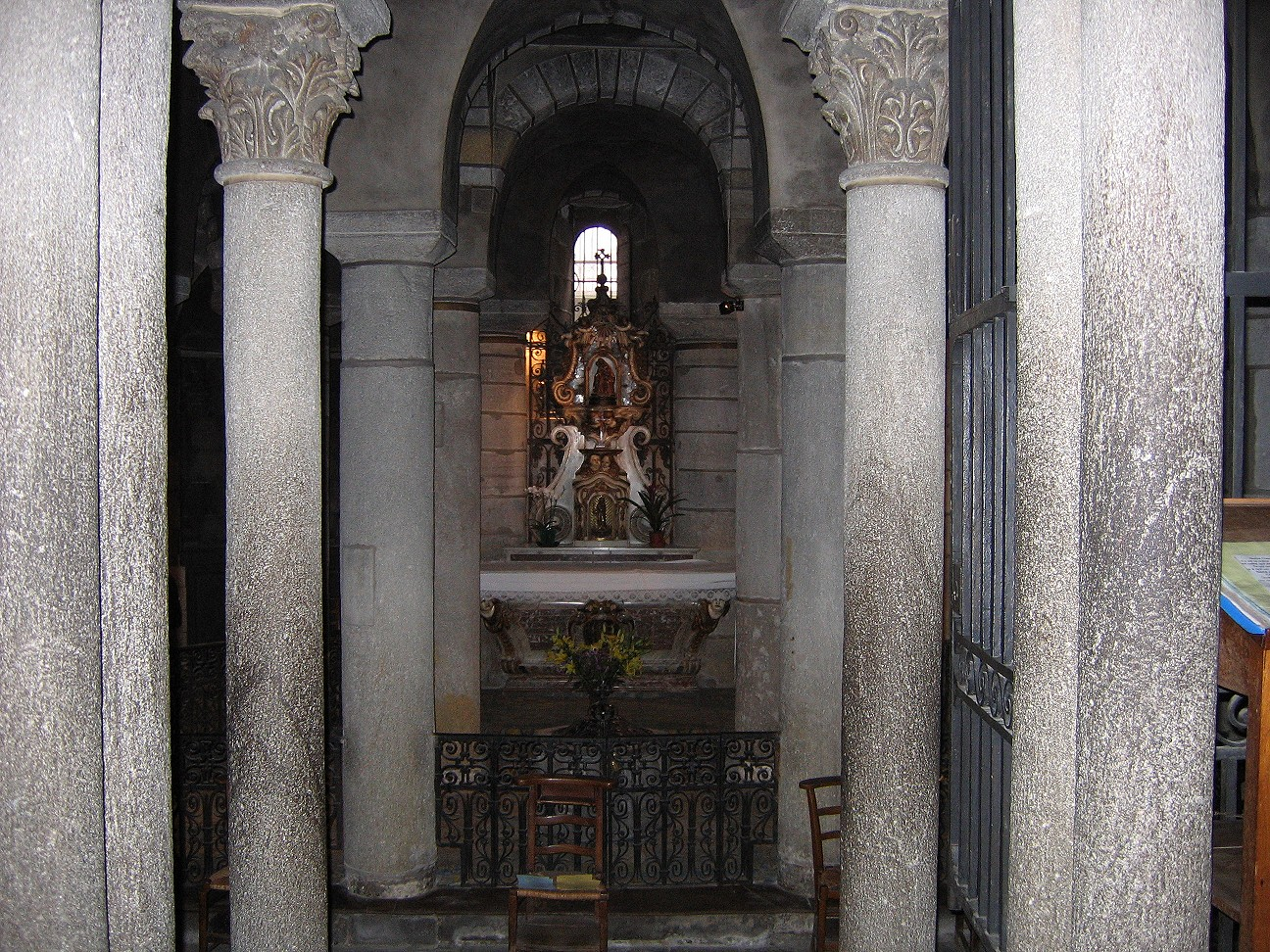
Krypta, vor der Restaurierung

Die vier Kranzkapellen bestehen jeweils aus der halbkreisförmigen Apsis mit entsprechender Kalotte.
In den Apsiswänden sind je drei rundbogige Fenster ausgespart. Sie werden untereinander verbunden durch eine auf einen um die Apsis herumgeführten Wandvorsprung stehenden Arkatur mit schlanken Säulchen, mit der bekannten Vollausstattung.

#### Krypta

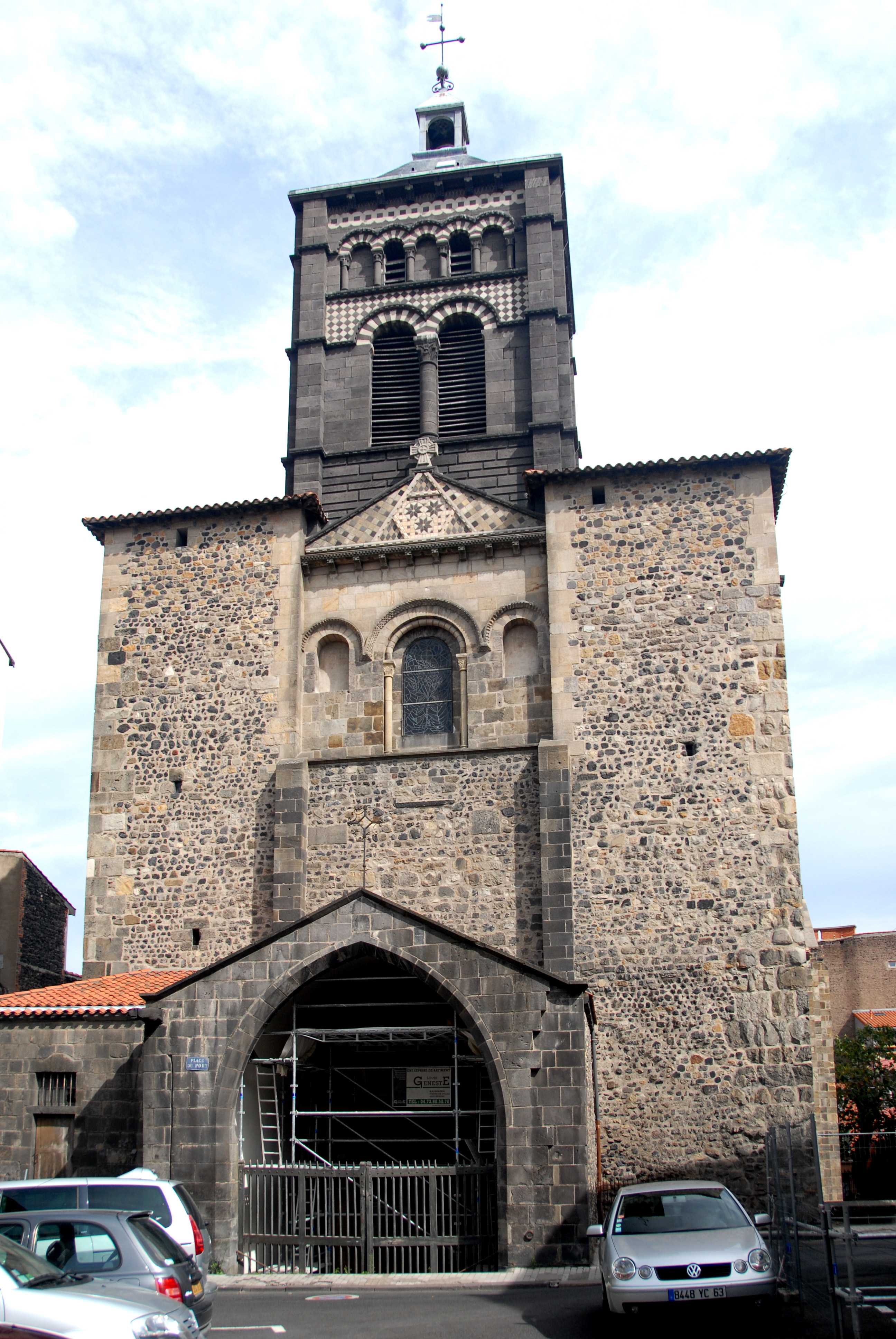
Westwerk

Unter dem höher als Lang- und Querhaus angelegten Umgangschor erstreckt sich teils unterirdisch die Krypta, über kleine Fenster spärlich mit Tageslicht versorgt. Die Treppenabgänge aus dem Querhaus wurden im 19. Jahrhundert abgeändert. Der Grundriss entspricht nahezu demjenigen des Umgangschors mit seinen Kapellen. Kurze mächtige Säulen entsprechen in ihrer Lage denen im Chor darüber. Statt mit Kapitellen werden sie mit schlichten abgeschrägten Deckplatten gekrönt. In Chormitte sind zusätzlich vier schlankere Säulen im Quadrat aufgestellt, zur Stütze des großflächigen Chorbodens und des schweren Altars. Die Grate der Gewölbe treffen sich auf den Deckplatten der Säulen. Eine funktionelle Konstruktion großer Einfachheit. Auf der Westseite, unter den zum Chor hinaufführenden Treppenstufen öffnet sich eine dreifache tiefe, rechteckige Nische, das so genannte Martyrion.
Hier wurden die der Kirche gehörenden Reliquien hinter Gittern verschlossen aufbewahrt. Früher gab es in den Treppenstufen darüber eingelassene Öffnungen, durch die man die für die Reliquien aufgestellten Lichter wahrnehmen konnte. In dieser Krypta existiert in der Achse vor dem Altar ein gegrabener Brunnen.

### Äußere Erscheinung

#### Fassade / Westwerk

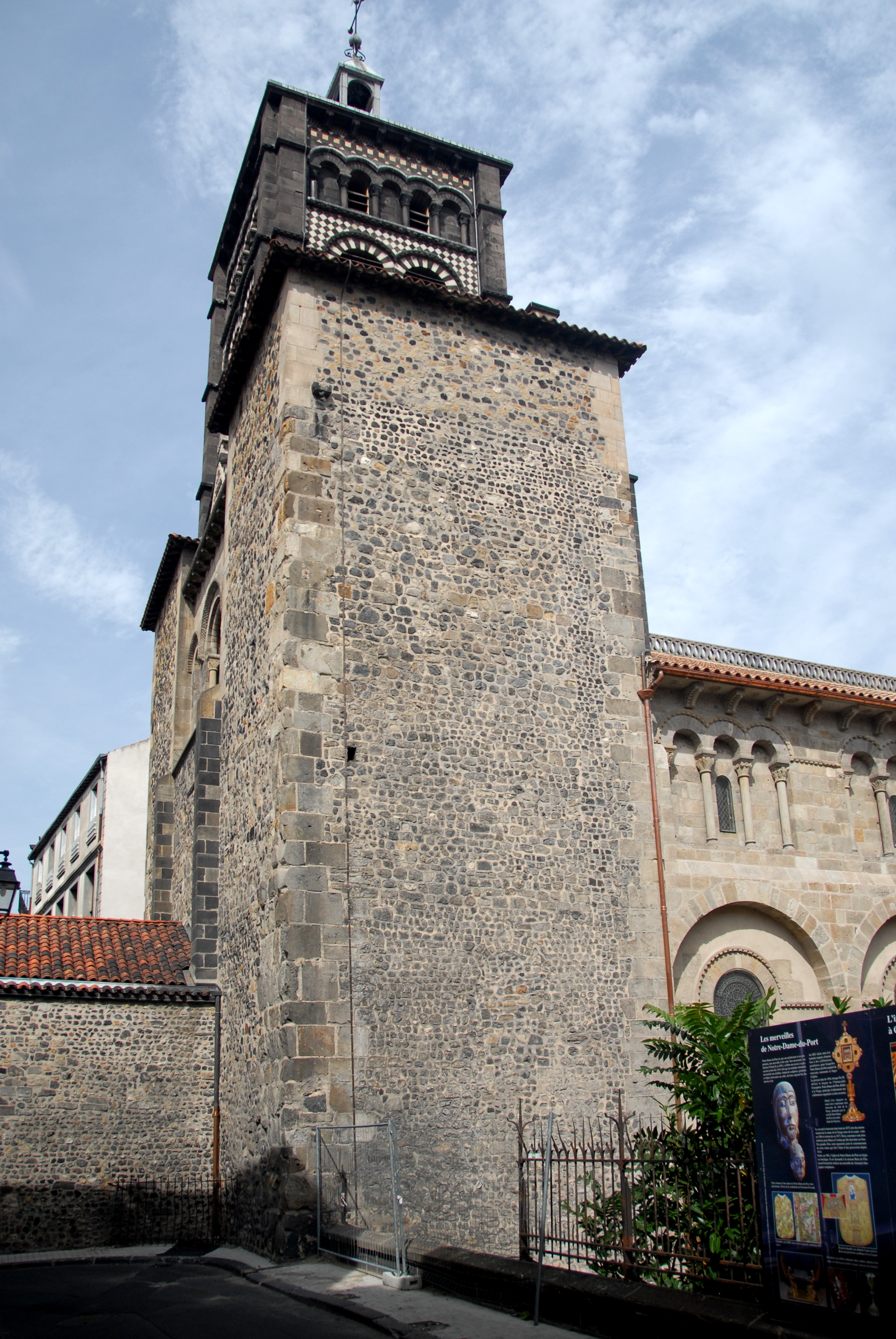
Südturm des Westwerks

Wie auch die anderen Hauptkirchen der niederen Auvergne hat auch Notre-Dame du Port keine Fassade, die diese Bezeichnung wirklich verdient. Einzig diese Kirche besaß immerhin in der Fensterzone eine verhältnismäßig reiche, aber späte Dekoration. Die sicher ursprünglich vorgesehenen beiden Fassadentürme existieren heute nur bis in Höhe knapp über dem First des Langhauses, vermutlich eine Rekonstruktion jüngerer Zeit. Diese Turmstümpfe weisen keinerlei architektonische Strukturen auf, etwa größere Öffnungen oder Arkaden. Ihr glattes Mauerwerk besteht im Wesentlichen aus unbearbeiteten Bruchsteinen in wildem Verband. Lediglich die Turmkanten sind aus großen Werksteinen gemauert.
Der zu Beginn des 19. Jahrhunderts über der Mitte des Narthex errichtete Glockenturm mit Verblendungen aus dunklem Gestein aus Volvic hat nichts mit der ursprünglichen Substanz zu tun. Die heute rekonstruierten Turmstümpfe sind die Reste zweier Glockentürme ähnlich denen bei Saint-Nectaire.
Zwischen den beiden Fassadentürmen ist eine Drillings-Arkatur erhalten, mit einem mittleren rundbogigen Fenster, und zwei schmaleren, es flankierenden Blendarkaden.
Darüber ist ein dreieckiges Giebelfeld angeordnet, dessen Gestaltung sich am Giebelfeld des südlichen Querhausarms orientiert. Es wird bekrönt von einem Kreuz, dass dem Tatzenkreuz der Templer ähnelt.
Die heute vorhandene eingeschossige Vorhalle, mit angespitzter Wölbung, vor dem Narthex der Ursubstanz, ist deutlich jüngerer Entstehungszeit. Sie überdeckt eine vielstufige Treppe, die von dem hoch liegenden Niveau vor der Fassade hinunter führt, zum Haupteingang in die Kirche.

#### Langhaus

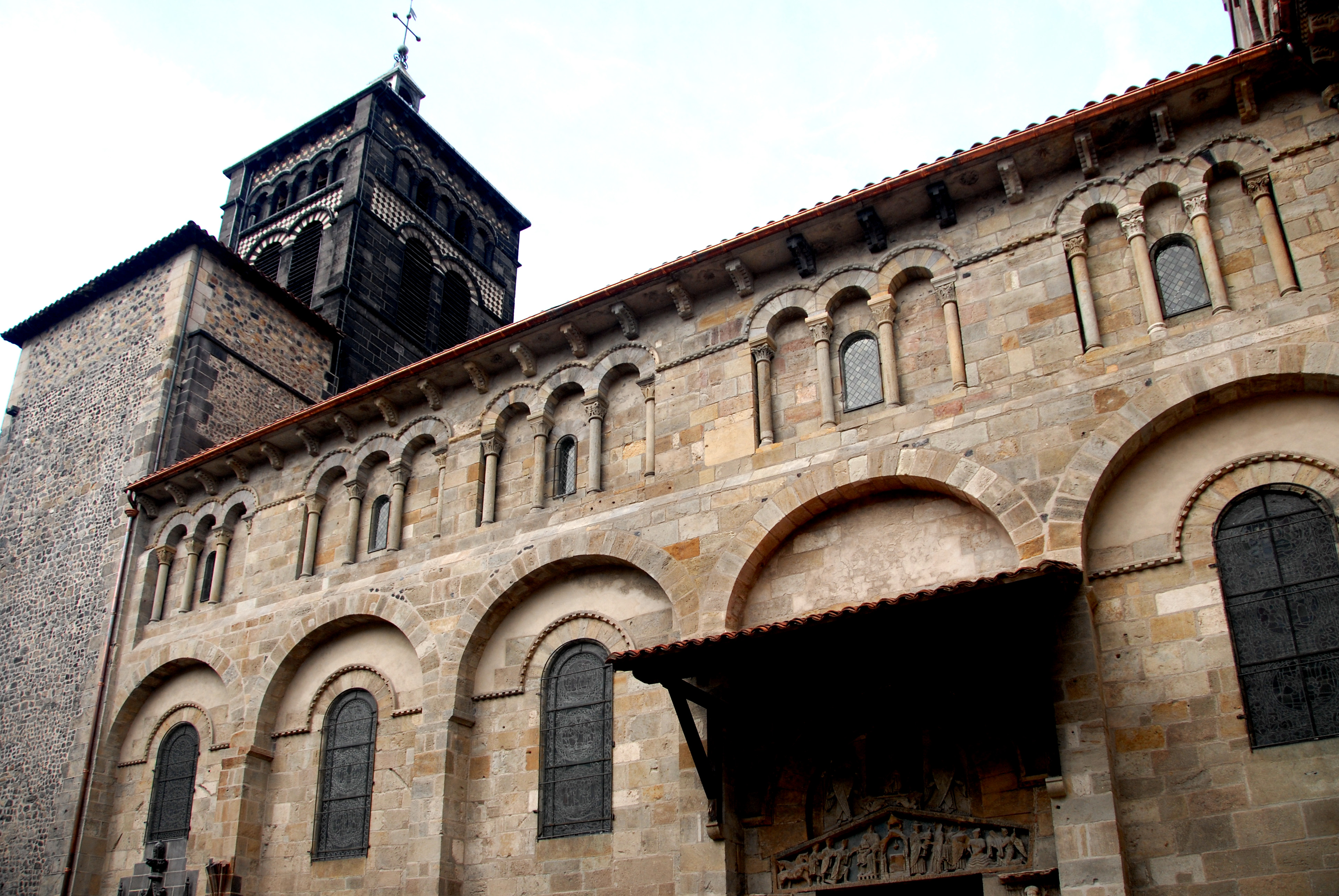
Langhaus, Südwand

Die Südseite des Langhauses ist sehr aufwändig gegliedert und sorgsam ausgeführt. Fünf große Blendarkaden nehmen die Jochgliederung der Schiffe auf. Die Arkadennischen weisen recht große Tiefen auf. Unterhalb der gestelzten Bögen werden die Wandpfeiler etwas tiefer und funktionieren als Strebepfeiler. Im oberen Bereich der Arkadennischen, außer im 4. Joch sind große rundbogige Fensteröffnungen ausgespart. Deren Bogensteine werden von einem geometrisch ornamentierten Kragprofil, mit dem so genannten Rollenfries, halbkreisförmig überfangen, das in Höhe der Bogenansätze waagerecht nach außen schwenkt und gegen die Wandpfeiler geführt wird.

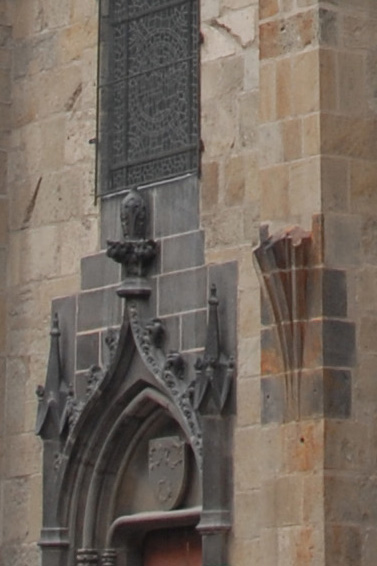
Relikte des got. Kreuzgangs

Die Südportale werden in einem späteren Abschnitt behandelt.

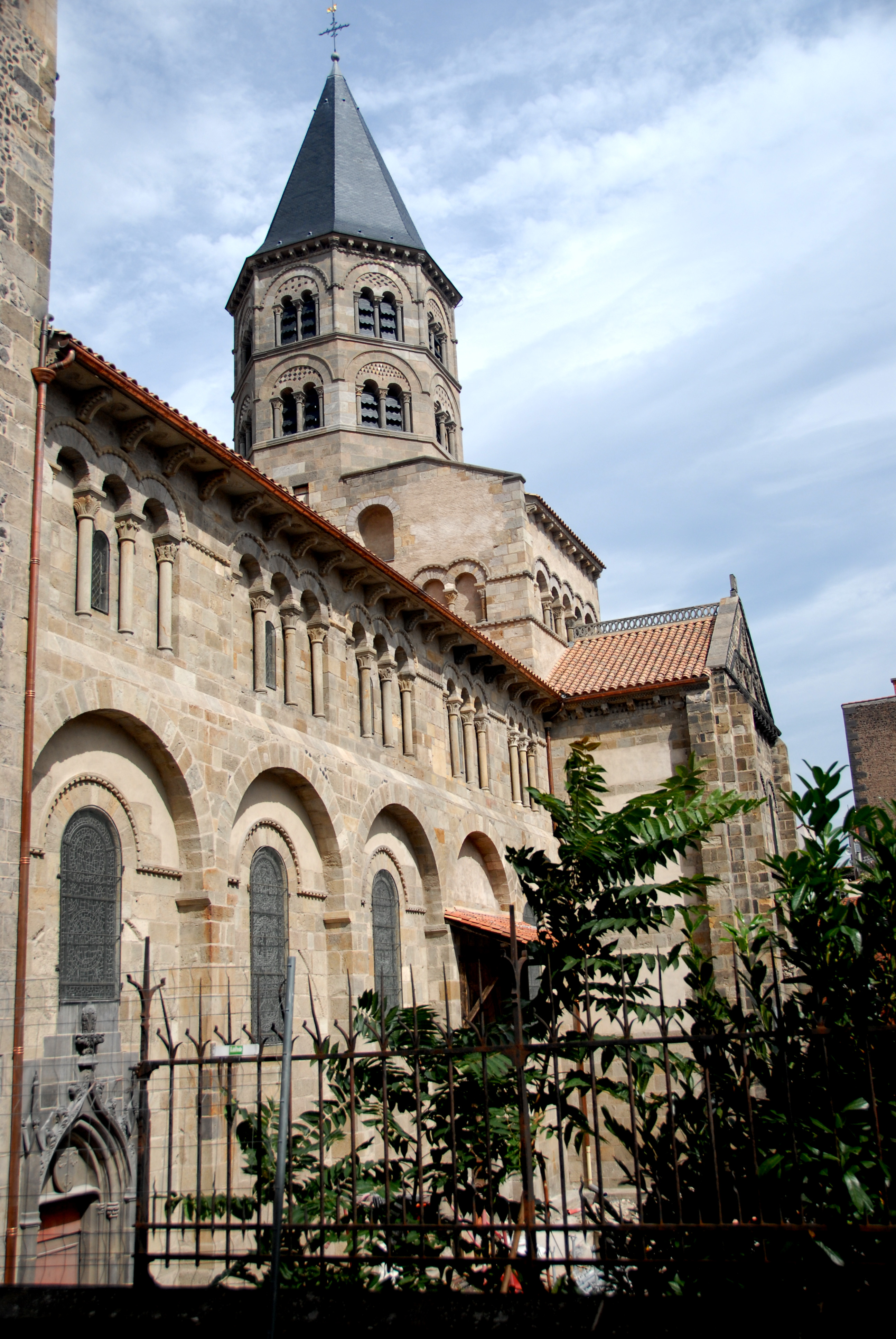
Langhaus von SW

Beide Portale auf der Südseite der Kirche waren Zugänge vom Kreuzgang des ehemaligen Stifts, das vom 10. Jahrhundert bis in die Zeit der Revolution existiert haben soll. Auf dem Strebepfeiler zwischen dem 1. und 2. Joch, neben dem gotischen Portal, ist ein Relikt der ehemaligen gotischen Kreuzgangwölbung noch erhalten. Es handelt sich um das Auflager mehrerer Gewölberippen an diesem Wandpfeiler. Schaut man sich die Arkadennischen des 1. und 2. Jochs etwas näher an, so erkennt man noch die Konturen der ehemals dort anschließenden spitzbogigen Gewölbe Diese Gewölbe haben aber damals große Teile der Fenster verdeckt.
Knapp unter den Traufen sind in Emporenhöhe in jedem Joch elegante Dreiergruppen von Arkaturen in die Wand eingelassen. Die jeweils drei Arkadenbögen aus Bogensteinen ruhen auf schlanken Säulchen, mit skulptierten Kapitellen, profilierten Kämpfern und Basen. Nur in den mittleren Arkaden sind sehr kleine rundbogige Fenster ausgespart, die die Emporen schwach erhellen. Die Wandstücke zwischen den Drillingsarkaden sind im Wechsel breiter und schmaler. Die Bogensteine werden von dem gleichen Kragprofil, wie bei den großen Fenstern, überfangen, das in Höhe der Kämpferplatten waagerecht über die Wandstücke verläuft. Dieses Profil wird noch an allen Außenwandflächen zu sehen sein.
Auf der kaum einsehbaren Nordwand wurde auf den großen Aufwand der großen und kleinen Arkaturen verzichtet. Nicht verzichten konnte man allerdings auf die Strebepfeiler zwischen den Jochen.

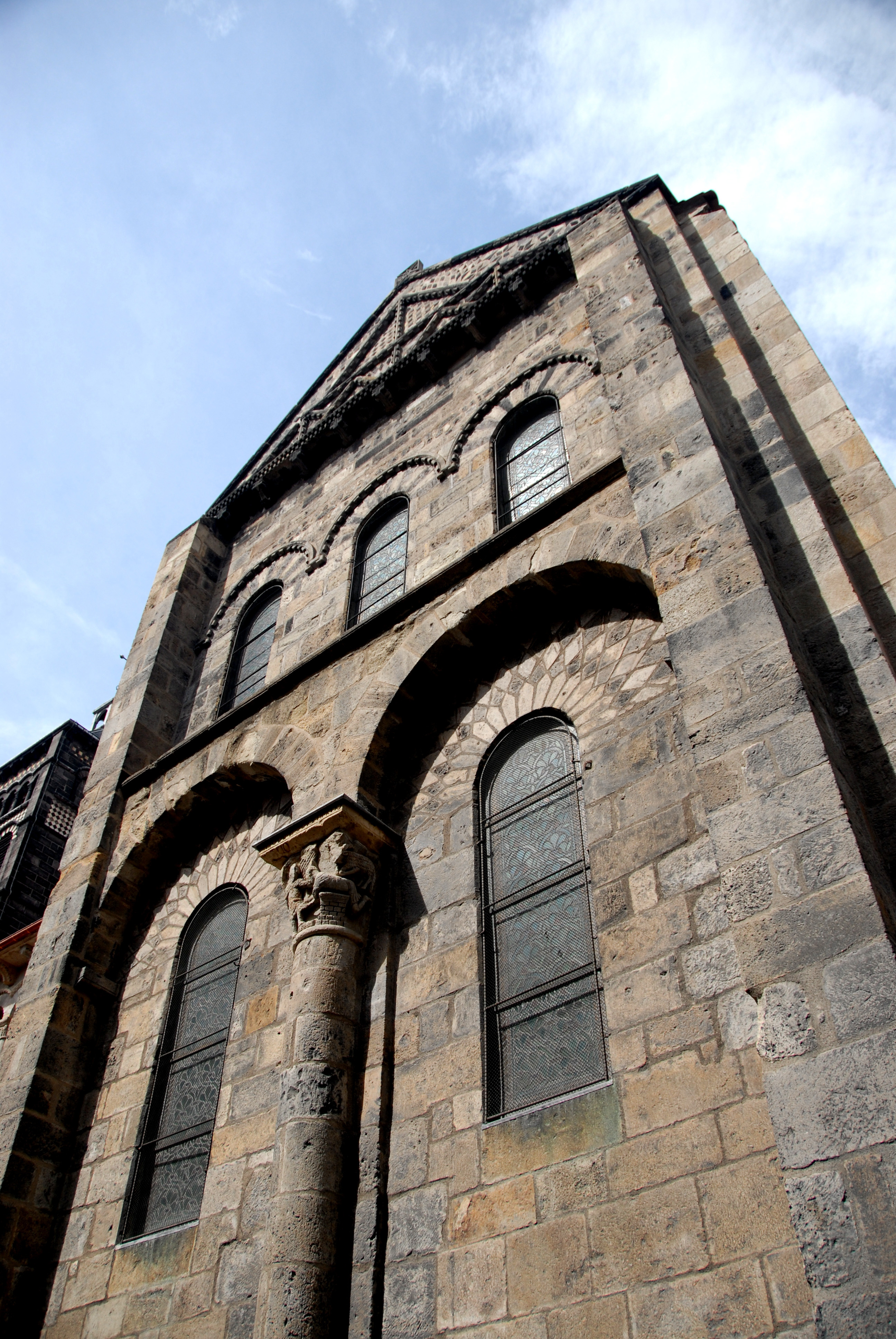
Südl. Querhausarm, Südwand

Ein einziges großes Satteldach überdeckt die drei Langhausschiffe und liegt ohne eigentlichen Dachstuhl auf den Gewölbekappen auf. Die im 19. Jahrhundert verwendete Eindeckung mit dunklen Steinplatten aus Volvic, wurde bei den jüngsten Außenrestaurierungen wieder mit den ursprünglichen roten Hohlziegeln in römischer Form (auch Mönch-Nonnenziegel genannt) eingedeckt. Die Traufüberstände des Daches laden weit aus. Die Traufsparren liegen auf einem Gesims aus waagerechten Steinplatten auf, das von kaum weniger ausladenden Hobelspan-Kragsteinen unterstützt wird. Auf das ursprünglich freie Abtropfen des Regenwassers an den Traufen wurde verzichtet, und stattdessen „moderne“ Regenrinnen mit Fallrohren aus Kupferblech installiert. Der First wird bekrönt von einem steinernen Dachkamm, eine Rekonstruktion in ursprünglicher Form. Man kann sich die Form dieser Dachkämme auf den niedrigeren Dächern des Chors und seiner Kapellen näher ansehen.

#### Querhaus und Vierungsturm
Die bis in Höhe der Vierungskuppel auf der Nord- und Südseite der Vierung hinaufreichenden Raumabschnitte in Verlängerungen der Seitenschiffe, in Länge der Breite der Querhausarme, nehmen oberhalb der Dächer der Schiffe die äußerlich achteckige Kuppel „in die Zange“. Die äußeren Oberflächen ihrer Ost- und Westwände gehen bündig in die nach Osten und Westen weisenden Seiten des achteckigen Grundrisses der Kuppel und des Turmes über.

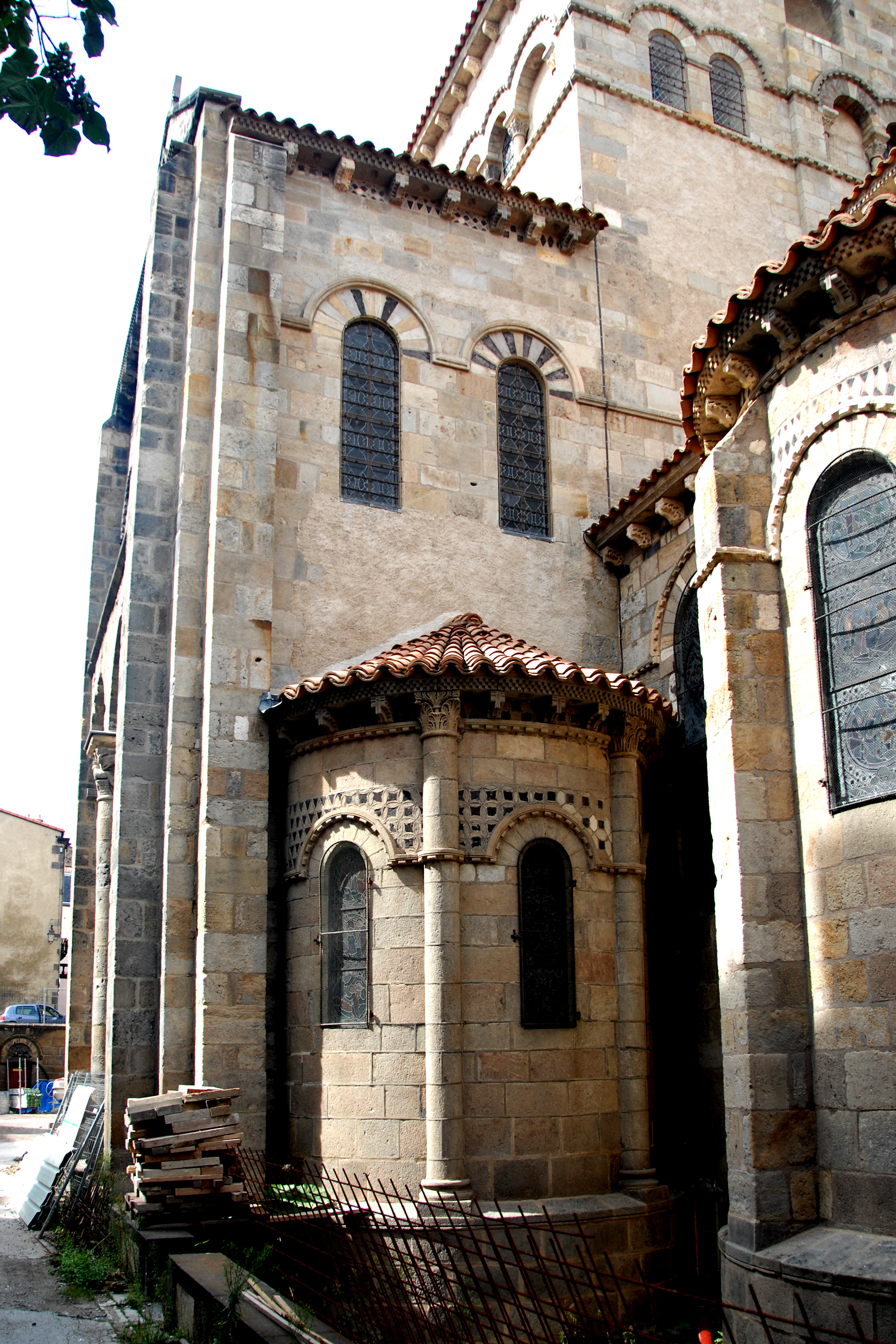
Südl. Querhausarm, von O

Dieses Gebilde wird massif barlong genannt, welches zusammen mit der Vierungskuppel den hoch aufragenden Glockenturm trägt und abstützt. Es findet sich bei allen Hauptkirchen der Basse Auvergne. Um diesem wuchtigen Unterbau die Schwere zu nehmen, wurden seine Wände und die darin befindlichen Fenster, auch auf der Ostseite, und dort über die Vierung hinweg, mit teils durchlaufenden Arkaturen bestückt, von denen einige Arkaden Fenster enthalten. Ihre Bögen werden von Säulchen getragen, ähnlich denen der Südwand des Langhauses. Auf der westlichen Seite gibt es nur über den Seitenschiffen je eine Zwillingsblendarkade. Der Mittelteil wird dort vom oberen Teil des Langhaussatteldachs verdeckt. Die Arkaturen des massif barlong werden über ihren Bogensteinen und unterhalb von Kragprofilen mit dem Kraggesims mit Rollenfries, wie die bei den Langhausfenstern, begleitet und untereinander waagerecht verbunden und um das ganze Gebilde herumgeführt. Auf der Ost- und Westseite ist oberhalb der Arkaturen auf beiden Seiten in Turmnähe je eine rundbogige Mauernische ausgespart, mit halbrundem Grundriss. Die nördlich und südlich über den Turm hinausreichenden Teile des massif barlong sind oberseitig mit flach nach außen geneigten Pultdächern überdeckt, die mit Ziegeln des Langhausdachs eingedeckt sind. Die Traufausbildung ähnelt der des Langhauses, kragt jedoch nicht so weit aus. Das Regenwasser tropft hier frei ab, auf die Dächer darunter.
Die Querhausarme weisen die gleichen Traufen, Traufhöhen, Dacheindeckungen und Dachkämme auf, wie diejenigen des Langhausdachs. Die Ecken der Querhausarme werden auf beiden Wandseiten leicht zurückversetzt in ganzer Wandhöhe von kräftigen rechteckigen Strebepfeilern verstärkt. Das dreieckige Giebelfeld steht kurz hinter der Vorderkante der Strebepfeiler. auf einem Kraggesims, dass von Hobelspan-Kragsteinen getragen wird. Seine schrägen Oberseiten steigen geringfügig steiler an als die dahinter befindliche Dacheindeckung und wird von flachen Steinplatten abgedeckt. Das Giebelfeld wird von so genannten Inkrustationen bedeckt, das sind Steinmosaiken aus meist weißen und schwarzen Steinplättchen, zu verschiedenen geometrischen Mustern zusammengestellt. Ihre Ursprünge sind keineswegs orientalisch, sondern gallorömisch oder frühchristlich. Das Giebelfeld wird zusätzlich noch plastisch gegliedert mit einem fachwerkähnlichen „Gerüst“ aus horizontalen, vertikalen und schrägen „Balken“ aus Kragprofilen mit Rollenfriesen. Auch am Kraggesims und unter den Giebelwandabdeckplatten findet sich dieser Rollenfries.

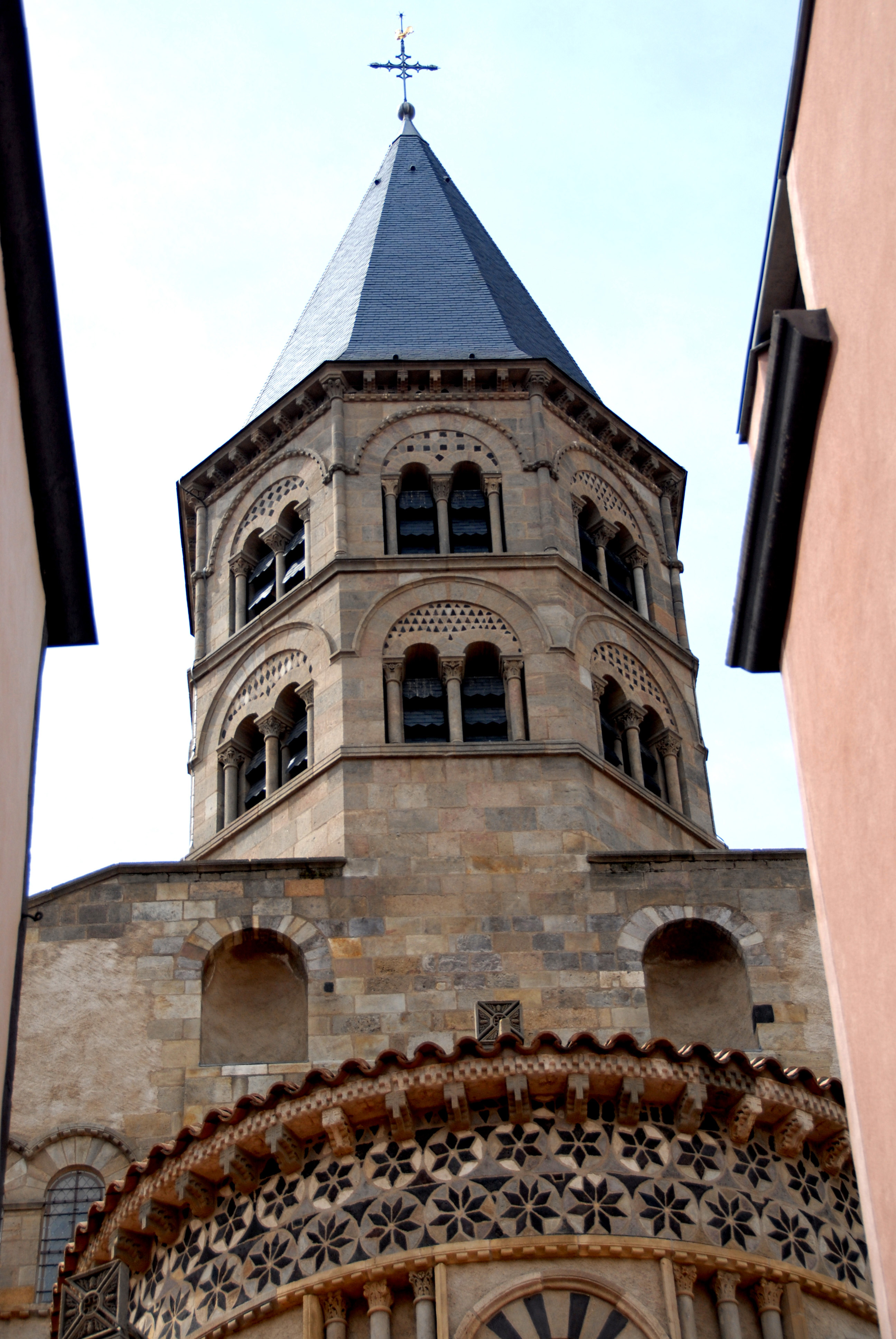
Vierungsturm von O

Die große hohe Wandfläche zwischen den Strebepfeilern ist etwa in halber Höhe waagerecht mit einem schmalen Kraggesims unterteilt, dass auf einer doppelten Stützarkade liegt, deren Oberfläche nur knapp hinter denen der Strebepfeiler liegt. Die Bogensteine der beiden Arkaden gehen seitlich in die Strebepfeiler über und stehen in der Mitte gemeinsam auf einer kräftigen dreiviertelrunden Säule, vor einem flachen Wandpfeiler, ausgestattet mit einem figural skulptierten Kapitell, mit weit ausladender Kämpferplatte. Die beiden größeren Fenster sind zentriert in den Arkadennischen ausgespart, und zwar so hoch, dass der seitliche Abstand der Leibungskante zum Strebepfeiler zwischen dem Fensterbogen und dem Arkadenbogen gleich bleibt Diese Fläche zwischen den Arkaden- und den Fensterbögen ist mit oberflächenbündig vorgeblendeten Inkrustationen geschmückt. In der Wandnische darüber stehen drei etwas kleiner Fenster auf dem oben genannten Kraggesims. Ihre Bogensteine werden außenseitig von dem bekannten Kragprofil mit Rollenfries überfangen.
Der Vierungsglockenturm entspricht nicht mehr dem romanischen Original, dessen beide oberen Geschosse bei dem großen Erdbeben von 1478 gänzlich eingestürzt waren. Mangels der finanziellen Mittel konnte er lange nicht wiederhergestellt werden. Erst etwa 350 Jahre später, zwischen 1823 und 1825 wurde ein neuer Vierungsturm erbaut. Obgleich Saint-Saturnin nahe war, wo der Originalturm erhalten ist, und man dort hätte abschauen können, kann man das Werk nur als misslungen abhaken.

#### Chorhaupt

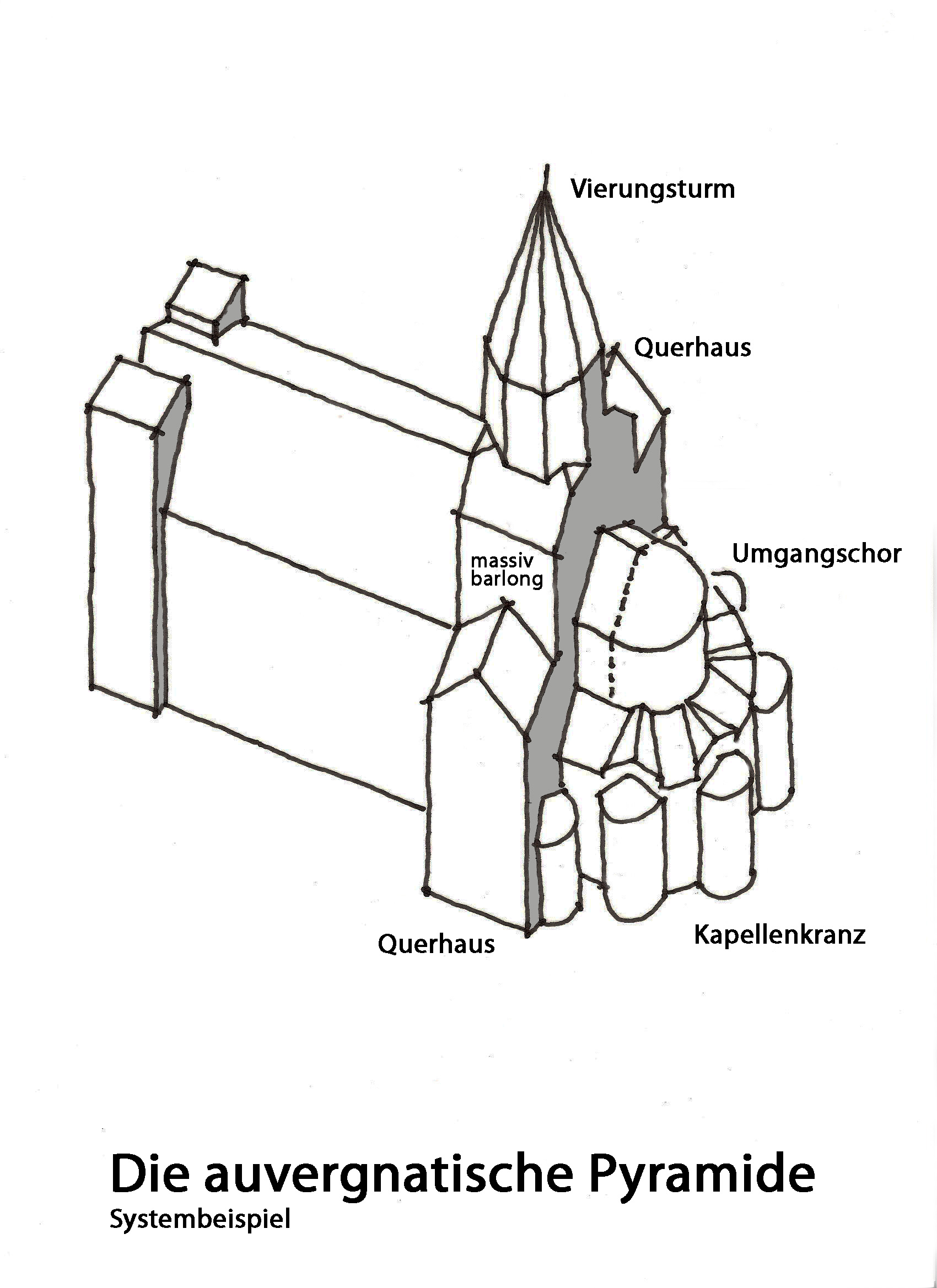

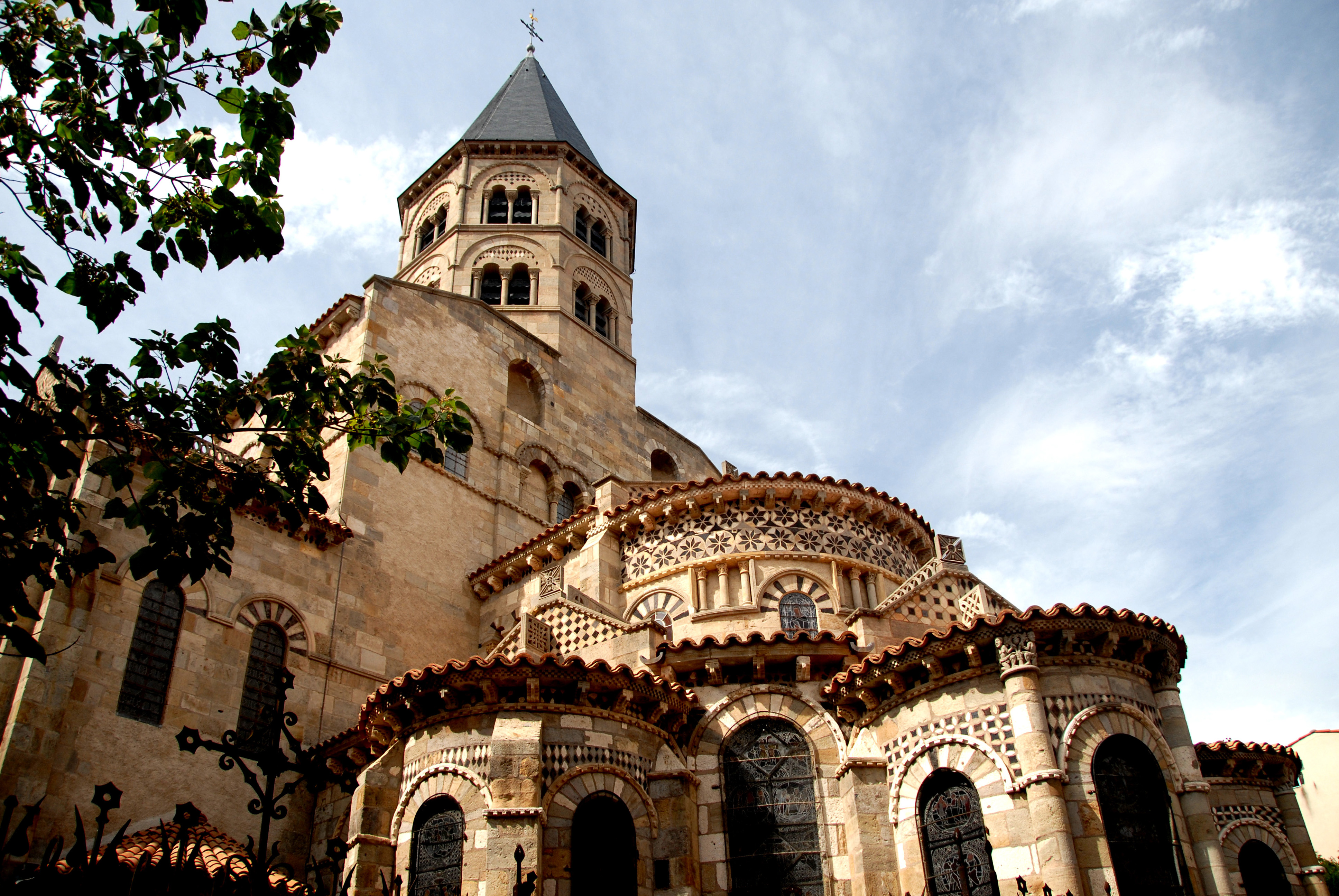
Chorhaupt, auvergnatische Pyramide

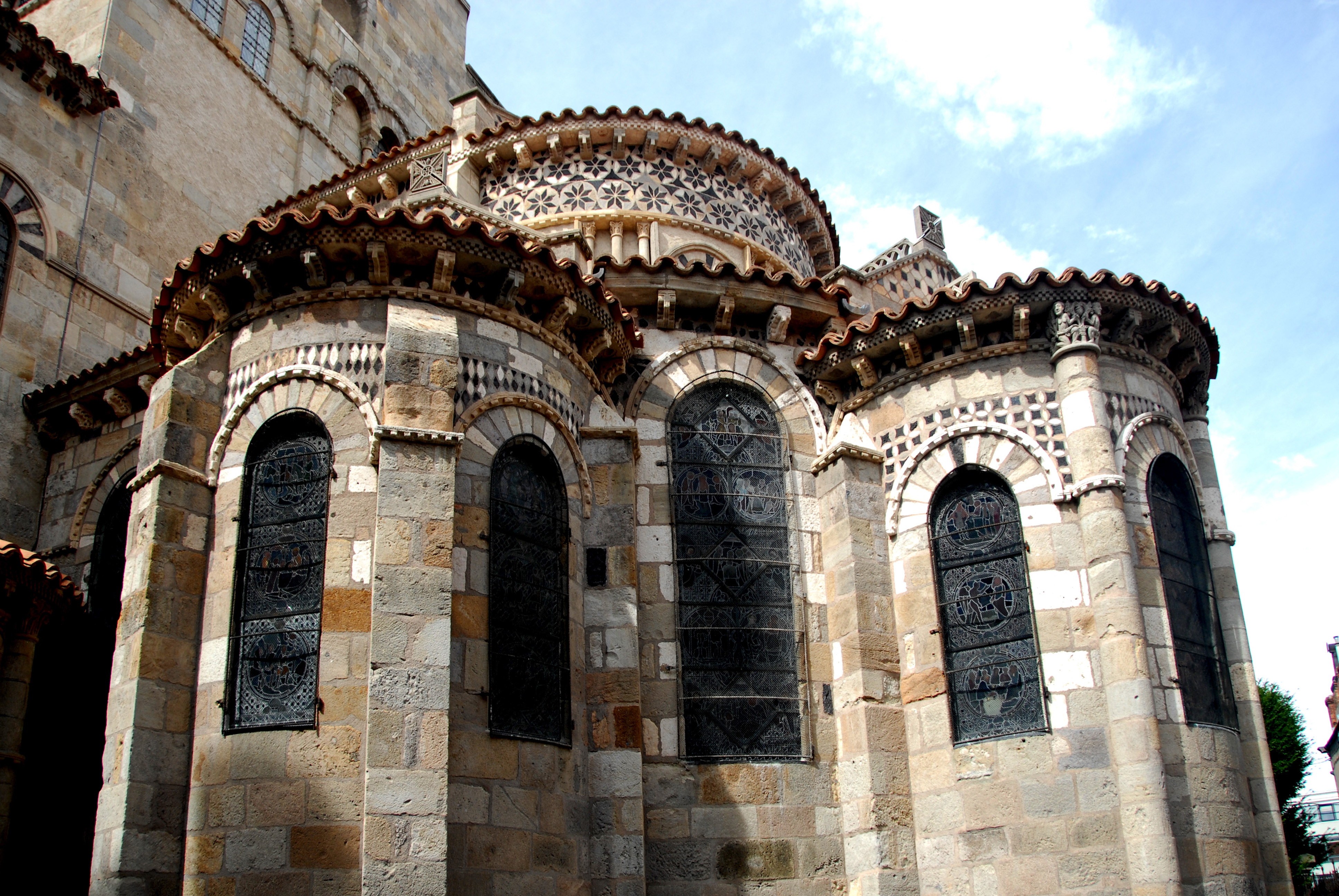
Chorhaupt, zwei Chorkapellen

Der sicherlich schönste Teil der Kirche ist ihr Chorhaupt, von innen wie von außen betrachtet, einmal abgesehen von dem durch die Altstadtbebauung fast immer eingeengten Überblick. Mit vollendeter Meisterschaft sind hier, wie auch bei den anderen Hauptkirchen der niederen Auvergne, grundverschiedene Bauteile wie Umgangskapellen, Umgang, Chor mit seiner Apsis, Querhaus, massif barlong und der (ehemalige) Glockenturm zu einem harmonisch ausgewogenen Ganzen übereinander getürmt worden. In wohldurchdachter Abstufung schweift der Blick des Betrachters von der breiten Basis aus dem Kranz kleiner Apsiden über die sich stets verjüngenden Bauteile bis hinauf zur Turmspitze. Dafür wurde der treffende Begriff „auvergnatische Pyramide“ geprägt.

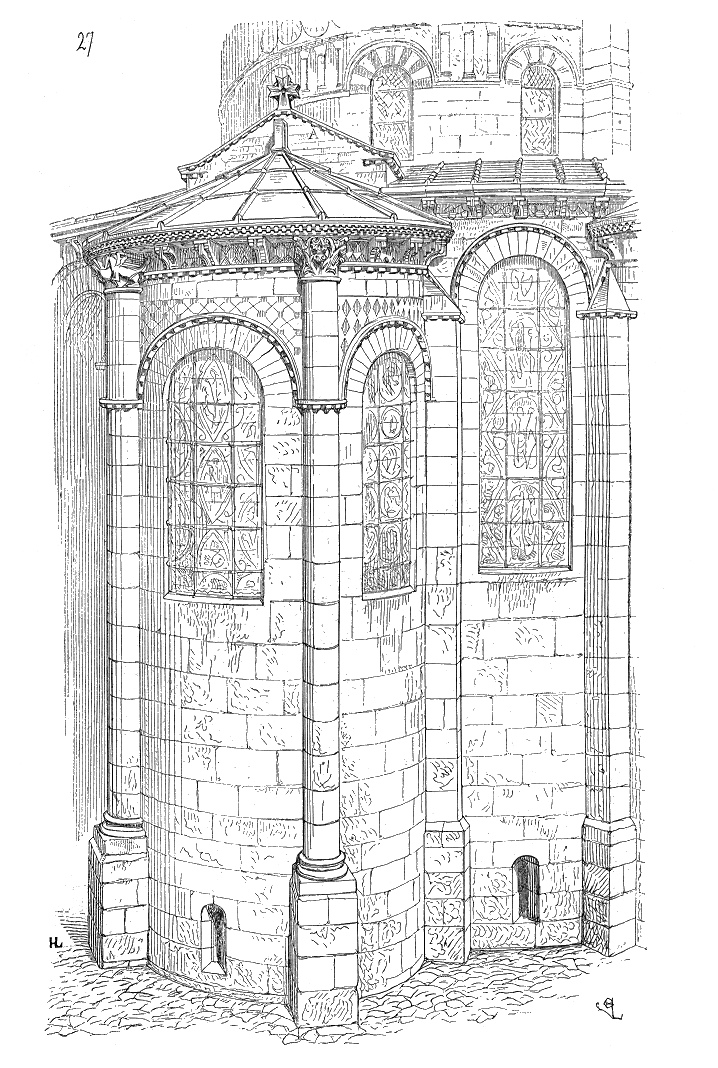
Notre-Dame du Port, Umgangskapelle u. Umgang, Zeichnung v. Viollet-le-Duc, Mitte 19. Jh.

Das Werkstein-Mauerwerk des Chorhauptes – aus (wieder) heller Arkose – strahlt heute, nach der kürzlich durchgeführten Restaurierung in hellen klaren Farben in unterschiedlichen Farbtönen. Es ist zwar nicht so „bunt“ wie bei der Kirche von Issoire, aber trotzdem noch recht lebendig. Bei den Bogensteinen der Fenster trifft man häufigen Farbwechsel an, ebenso bei den Inkrustationen.

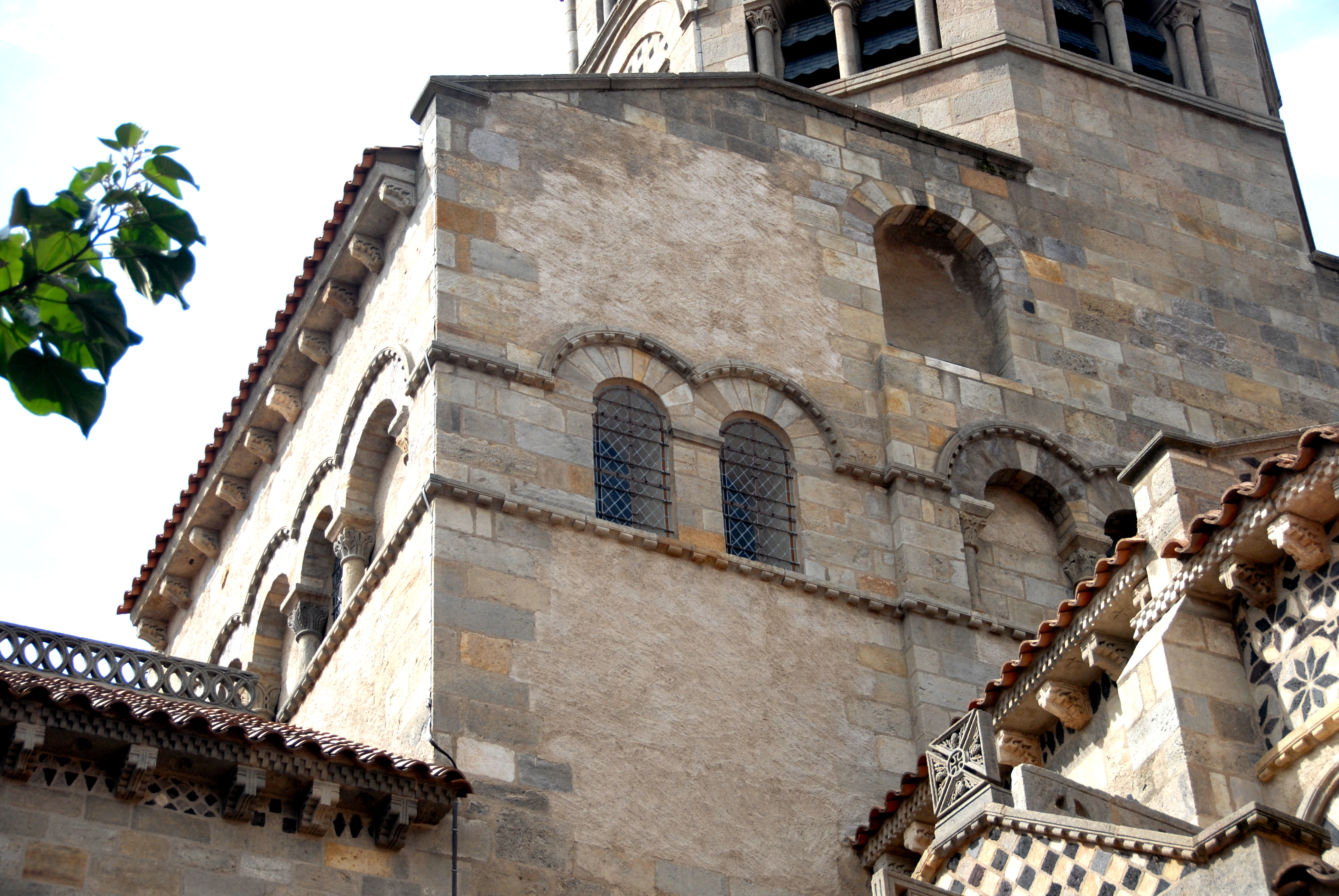
Chorhaupt, massif barlong

Alle Dächer sind in flacher Neigung mit roten Hohlziegeln in römischer Form eingedeckt, eine Rekonstruktion der ursprünglichen Eindeckung, die bei Restaurierungen der letzten Jahre erfolgt ist. Für die Kegeldächer der Apsiden wurden die Tonziegel in unterschiedlichen Breiten und konisch zulaufend produziert, um ein sauberes Verlegebild zu erhalten. An allen Traufen tropft das Regenwasser frei ab.

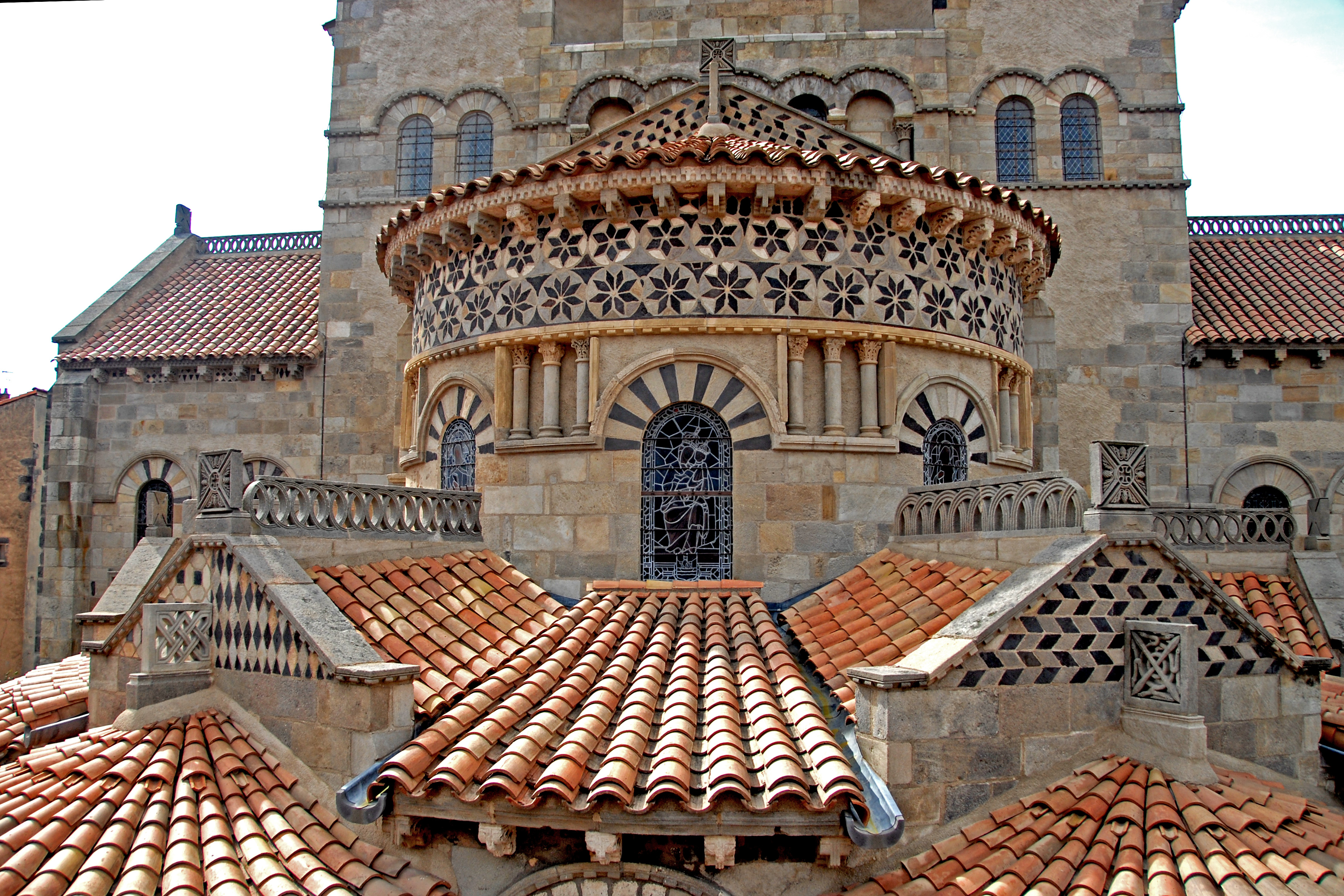
Chorapsis von O

Alle äußeren Wände der Kapellen und des Chorumgangs, zwischen den Kapellen, stehen auf einem um alle diese Bauteile herumgeführten weit ausladenden, gut einen Meter hohen Sockel, der mit flachen, oberseitig abgeschrägten Platten abgedeckt ist. Bei den Umgangskapellen und dem Umgang wird damit die Höhe des inneren Bodens über der Krypta markiert. Im Sockel zwischen den Kapellen sind kleine Fenster ausgespart, die die Krypta belichten.
Auf einer Zeichnung der Umgangskapellen von Viollet-le-Duc, um die Mitte des 19. Jahrhunderts, gibt es diesen durchlaufenden Sockel nicht. Dort stehen die Säulen auf einzelnen Wandpfeilern, in Höhe der heutigen Sockel. Die Wände der Kapellen und des Umgangs reichen hinunter, bis auf das Umgebungsniveau. Die Krypta wird dort zusätzlich durch kleine Fenster in den Kapellen belichtet.

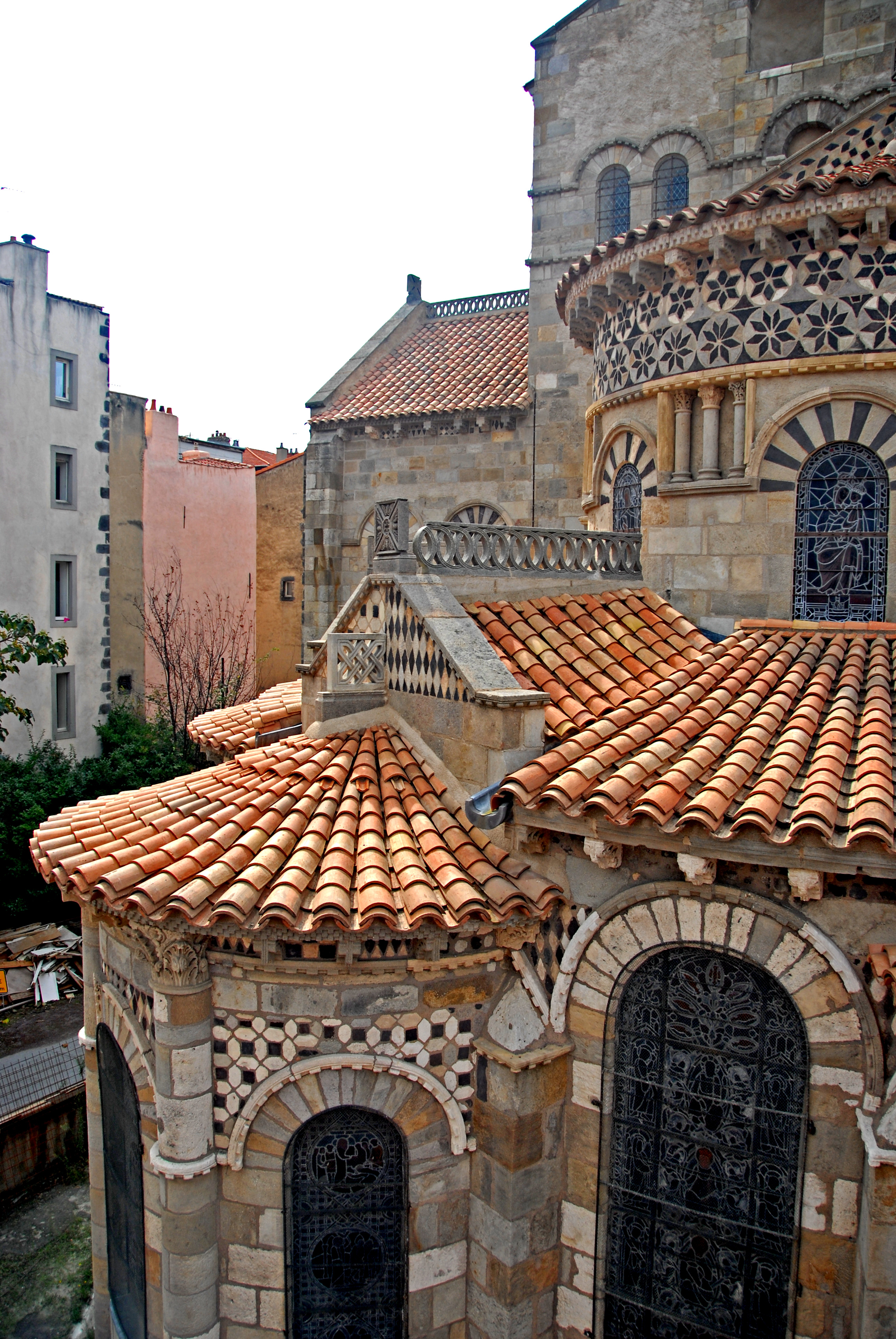
Dachlandschaft, Umgangskapellen

Die vier Kapellenapsiden haben Außenwände in Form hoch gestreckter halber Zylinder, die an den Chorumgang angeflanscht sind. Ihre Traufhöhe liegt etwas tiefer als die des Chorumgangs. Die Wände der beiden Apsiden, nahe der zentralen Achse, sind vertikal aufgeteilt von zwei dreiviertelrunden Säulen, in drei Wandabschnitte. Die Säulen werden gekrönt von aufwändig figural und pflanzlich skulptierten Kapitellen, ohne Kämpferabschlüsse. Die Kapitelle tragen unmittelbar das kräftige Traufgesims aus waagerecht aufliegenden Steinplatten, deren leicht abgeschrägte Stirnseiten mit einem dreidimensionalen kleingliedrigen Schachbrettmuster geschmückt sind. Sie kragen deutlich geringer aus, als die beim Langhaus. Ihre Unterseiten sind glatt. Bei den äußeren Umgangskapellen stehen statt der Säulen rechtwinklige Wandpfeiler, mit oberseitig steiler Abschrägung. Sie tragen nicht das Traufgesims und enden unter dem obersten Kragprofil mit Rollenfries. In allen Ecken der Kapellenanschlüsse an den Umgang stehen rechtwinklige Wandpfeiler. Zwischen den Säulen werden die Gesimsplatten von Hobelspan-Kragsteinen getragen, bei den äußeren Kapellen ausschließlich von diesen. Unter den Kragsteinen werden die Wände von einem Kragprofil mit Rollenfries abgeschlossen.
Die Fenster der Kapellen und des Umgangs sind unterschiedlich groß. Die kleinsten befinden sich in den inneren, etwas größer sind die der äußeren Kapellen, deutlich größer sind die in den Wänden des Umgangs. Die Bogensteine der Fenster werden überfangen von dem bekannten Kragprofil mit Rollenfries, die an den Bogenansätzen waagerecht abknicken, und über die Pfeiler hinweg um die Kapellen herumgeführt werden. Darüber sind die Wandflächen bis knapp über die Bogenüberfangungen mit Inkrustationen verschiedener Strukturen dekoriert, wie auch die Flächen zwischen den Kragsteinen der Traufgesimse.

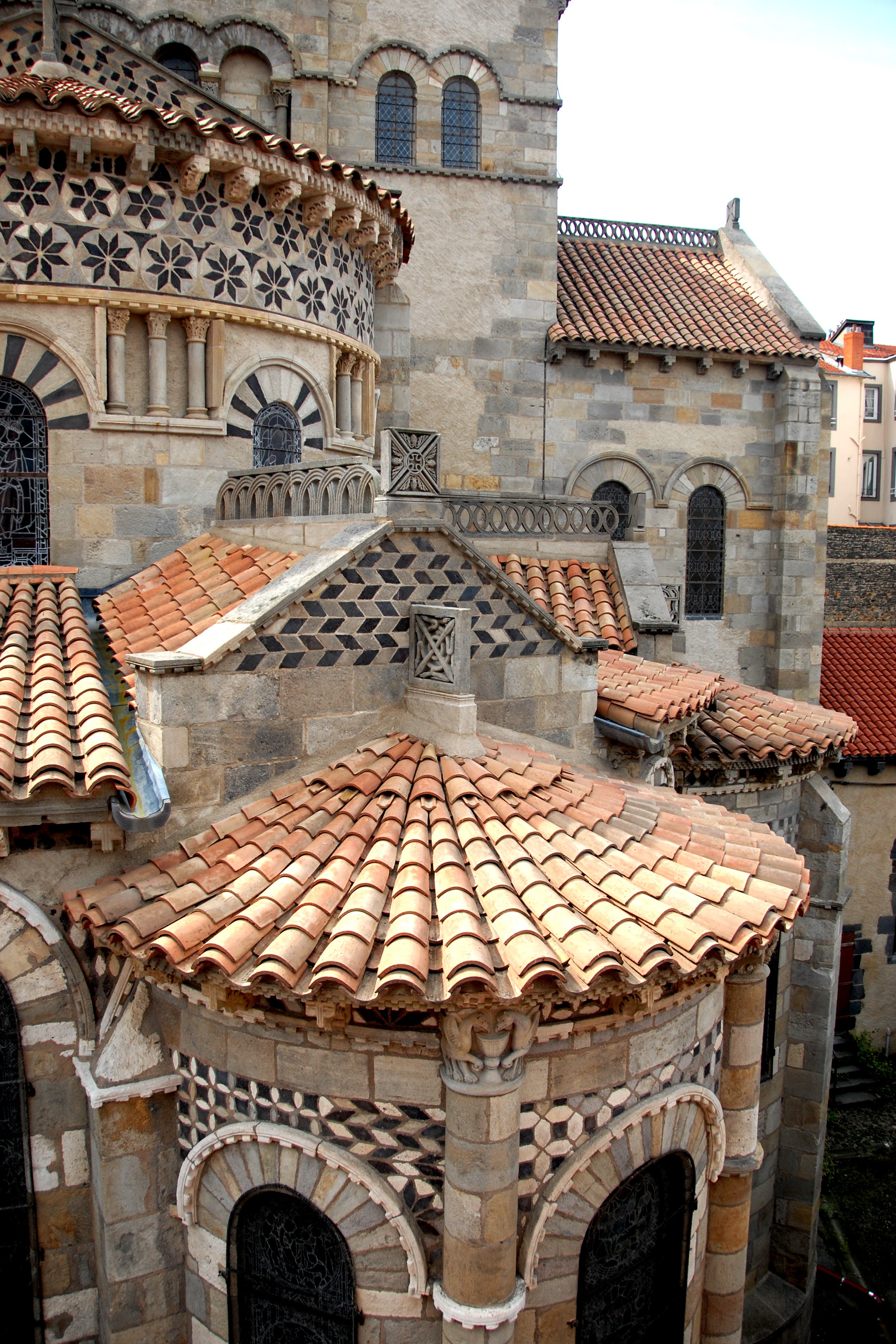
Chorhaupt von O, nördlicher Teil

Die Dächer der Kapellen weisen die Form eines flach geneigten halben Kegels auf. Zur Vermeidung komplizierter Durchdringungen dieser Dächer mit dem Dach des Umgangs, sind dessen Außenwände in Breite der Kapellen höher aufgemauert, und werden oberseitig mit Dreiecksgiebeln abgeschlossen, deren Firste leicht gekappt sind. Ihre Oberseiten sind mit glatten Steinplatten abgedeckt, deren Sichtkanten mit einem Rollenfries dekoriert sind. Die Dacheindeckungen der Kapellen stoßen gegen diese Giebel. Hinter den Giebeln sind kleine Satteldächer angeordnet, deren Firste radial gegen die aufgehenden Wände der Chorapsis stoßen, und mit steinernen Dachkämmen bekrönt sind, wie der auf dem Langhausdach. Die Giebelfelder sind geschmückt mit Inkrustationen, aus schwarzen und hellgrauen Mosaikplatten im Rautenformat. Ihr Giebelfirst wird mit einem breit gefächerten Tatzenkreuz (?) bekrönt, das im Zentrum einen Ring aufweist, in dem ein kleines Tatzenkreuz untergebracht ist. Die breiten Arme des Kreuzes sind mit je einer Frucht dekoriert, die einem Pinienzapfen gleicht, aus dem zwei Blattranken wachsen. Auf den Kapellendachfirsten stehen quadratische Rahmen, radial angeordnet und gefüllt mit verschiedenen steinernen Flechtwerken. Sie erinnern an merowingische oder karolingische Flechtwerke.

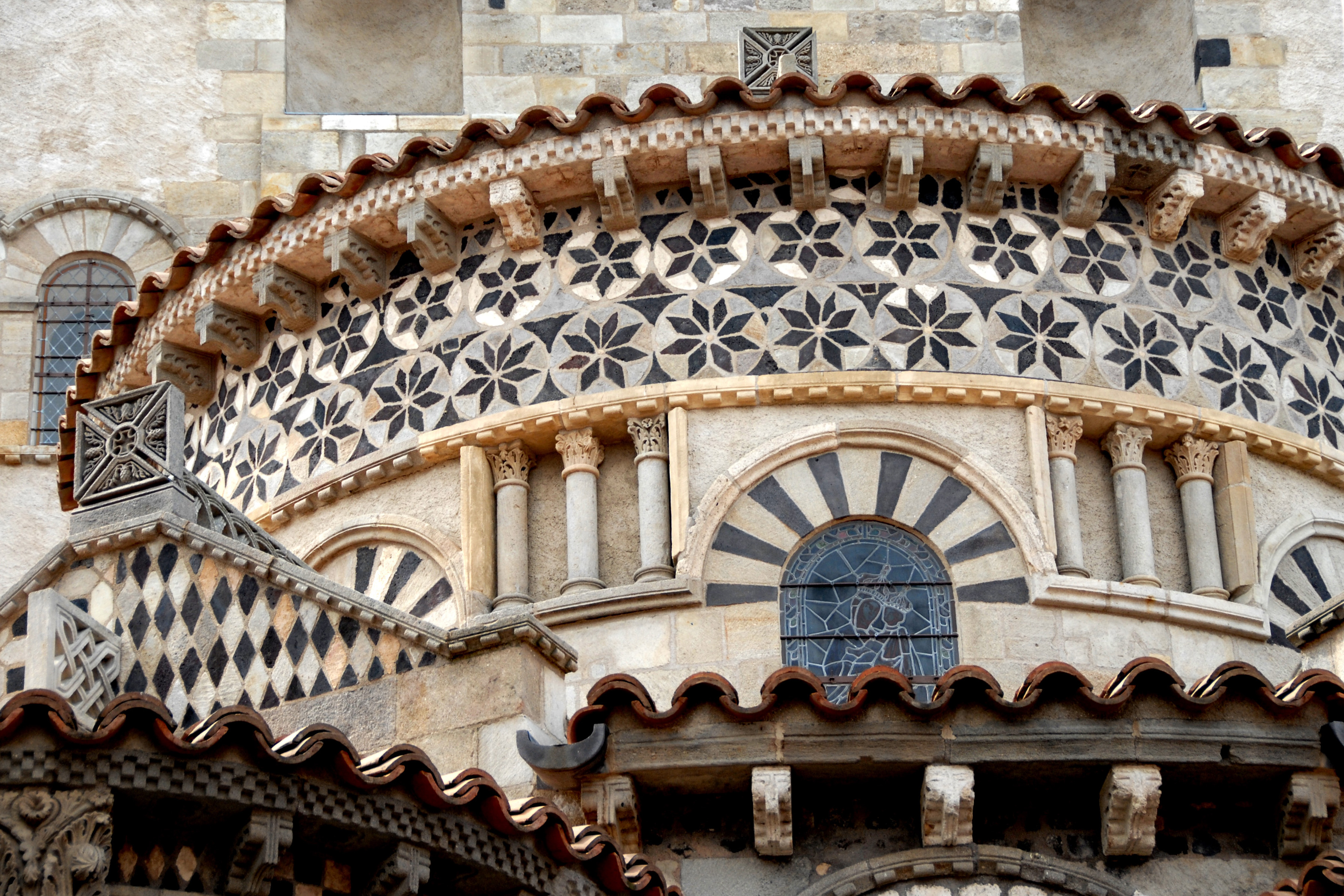
Detail, Chorapsis

Die Querhauskapellen besitzen im Grundriss die gleichen Dimensionen und Ausstattungen wie die der inneren Umgangskapellen. Lediglich ihre Höhe bleibt deutlich unter denen der anderen Kapellen. Die Querhauskapellen sind eine Rekonstruktion aus der ersten Hälfte des 19. Jahrhunderts (siehe geschichtliches).
Das Pultdach über dem Chorumgang beginnt eingangs mit rechtwinkligen Grundrissen. Es setzt sich um die Chorapsis herum in gleicher Breite fort. Die vier Kapellen unterbrechen der Verlauf der Traufe mit den oben beschriebenen, weiter hoch geführten Stücken der Umgangswand, mit den Giebelaufsätzen. Zwischen diesen Giebeln und der Chorapsiswand, unterbrechen kleine Satteldächer, mit trapezförmigem Grundriss, in radialer Anordnung, das Pultdach des Umgangs. Die Traufabschnitte des Umgangs sind so gestaltet wie diejenigen der Kapellen, jedoch sind die Stirnseiten des Traufgesimses ohne Dekor.

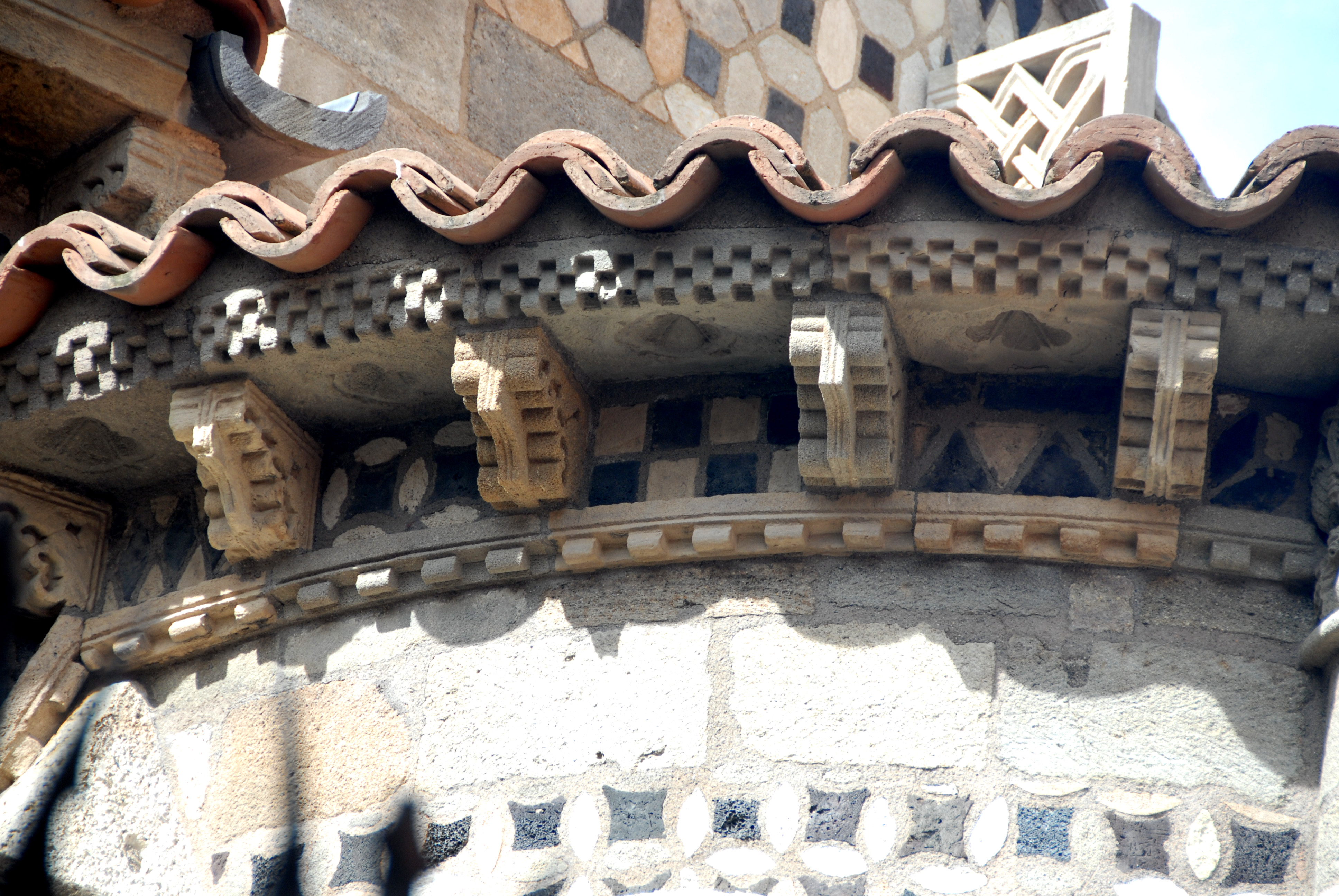
Detail, Kapellentraufe, Hobelspan-Kragsteine

Das Dach des Chors besteht im Grundriss aus einem Rechteck, über dem Chorjoch, und aus einem Halbkreis über der Apsis. Die Dachform setzt sich dementsprechend zusammen aus einem Satteldach und einem halben Kegeldach, dessen Traufe etwas tiefer liegt. Beide Dachteile werden getrennt durch eine aus den Dachflächen herausragende Mauer, die zur Mitte etwas steiler ansteigt, als die Kegeldachneigung. Ihre Oberfläche ist mit Inkrustationen dekoriert. In Fortsetzung dieser Mauer treten aus den seitlichen Chorwänden kräftige Wandpfeiler hervor. Wie bei den Giebeln hinter den Umgangskapellen ist die Spitze dieser Wand gekappt und trägt das gleiche Tatzenkreuz, wie das der Kapellen. Die Traufen sind so ausgebildet, wie bei den Kapellen, jedoch mit einer deutlich größeren Ausladung. Der Versatz der Traufen wiederholt sich im Traufgesims. Der First des Satteldachs wird wieder bekrönt von einem steinernen Dachkamm.

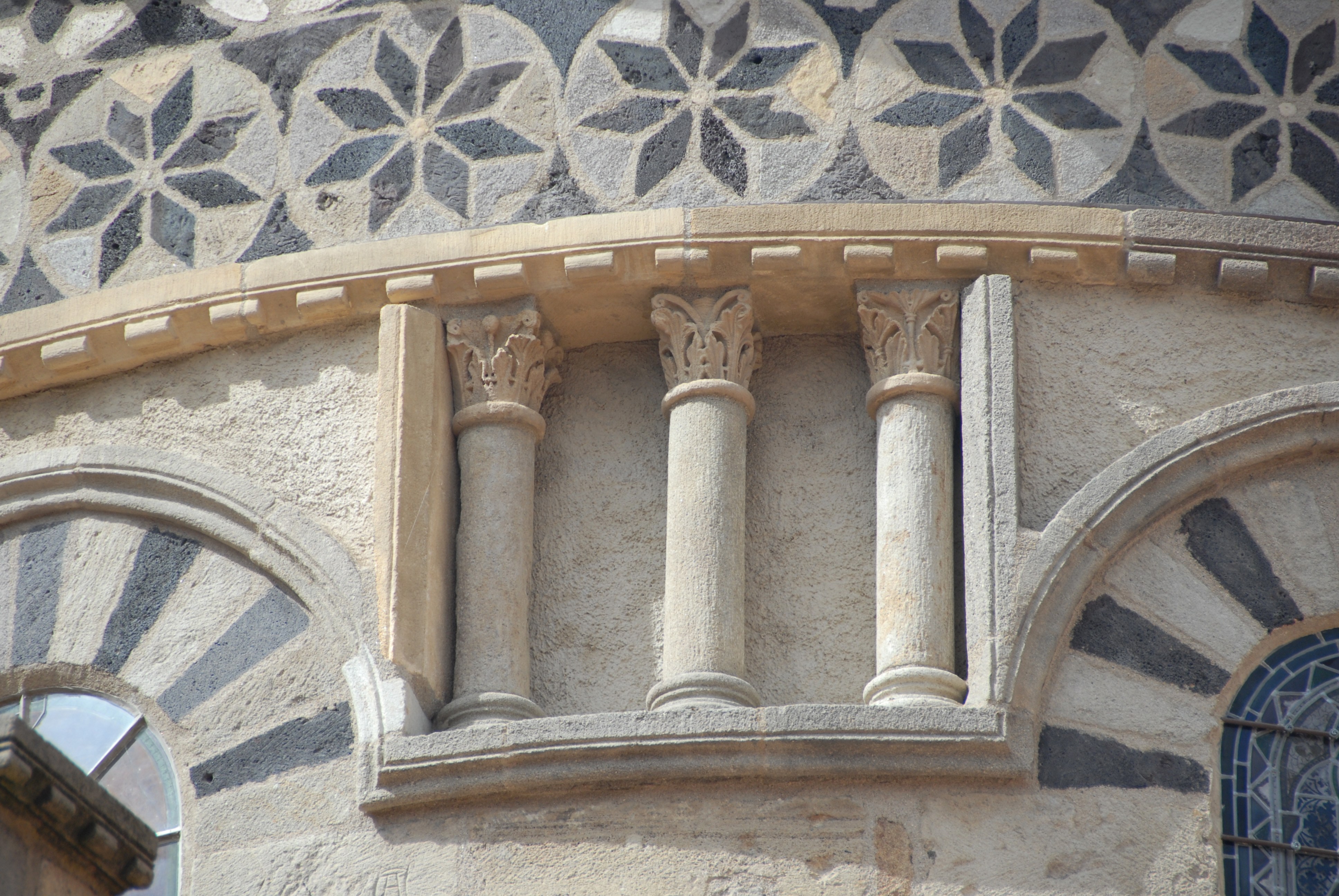
Detail, Chorapsis, 3 Säulchen im Rechteck

Die Gliederung der Chorapsis wird in zwei horizontale Abschnitte unterteilt, und zwar getrennt durch ein Kragprofil mit dem bekannten Rollenfries. Im unteren Abschnitt dominieren vier rundbogige Fenster, deren Bogensteine von einfachen Kragprofilen überfangen werden, die in Höhe der Bogenansätze waagerecht abknicken. Zwischen diesen Profilen und den Fenstern verbleiben seltsame rechteckige Nischen, die von drei Säulchen, mit Kapitellen unterteilt werden, die unmittelbar das Kraggesims tragen. Dieses Motiv ist eine Anleihe aus der römischen Antike. Außerhalb der Hauptkirchen trifft man das Motiv nur noch einmal an der nicht weit entfernten, runden Friedhofskapelle von Chambon-sur-Lac an.
Der obere Abschnitt der Chorapsiswand, der auch als „Architrav“ bezeichnet wird, zwischen dem oberen Kragprofil und den Traufgesimsplatten ist gänzlich mit Inkrustationen bedeckt aus schwarzen und weißen Mosaikplatten Diese bestehen aus zwei Reihen von kreisrunden Scheiben, die mit Rosetten gefüllt sind.
Auf den über das Umgangsdach hinausreichenden Wänden des Chorjochs sind je zwei Zwillingsblendarkaden eingearbeitet, ähnlich derjenigen der Langhausseitenwände, im Bereich des Emporengeschosses, hier jedoch gänzlich ohne Fenster.

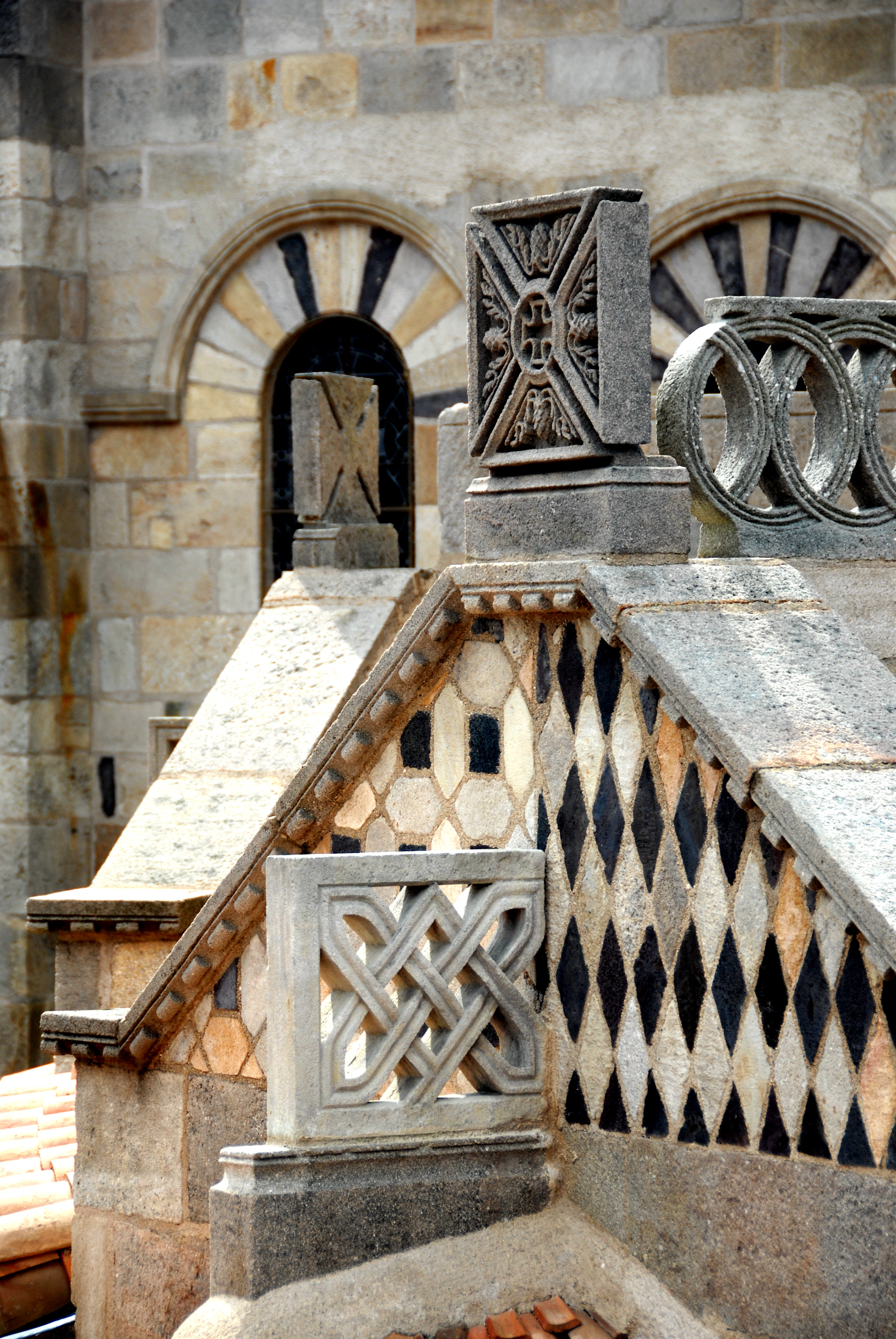
Detail, Giebel über Kapelle
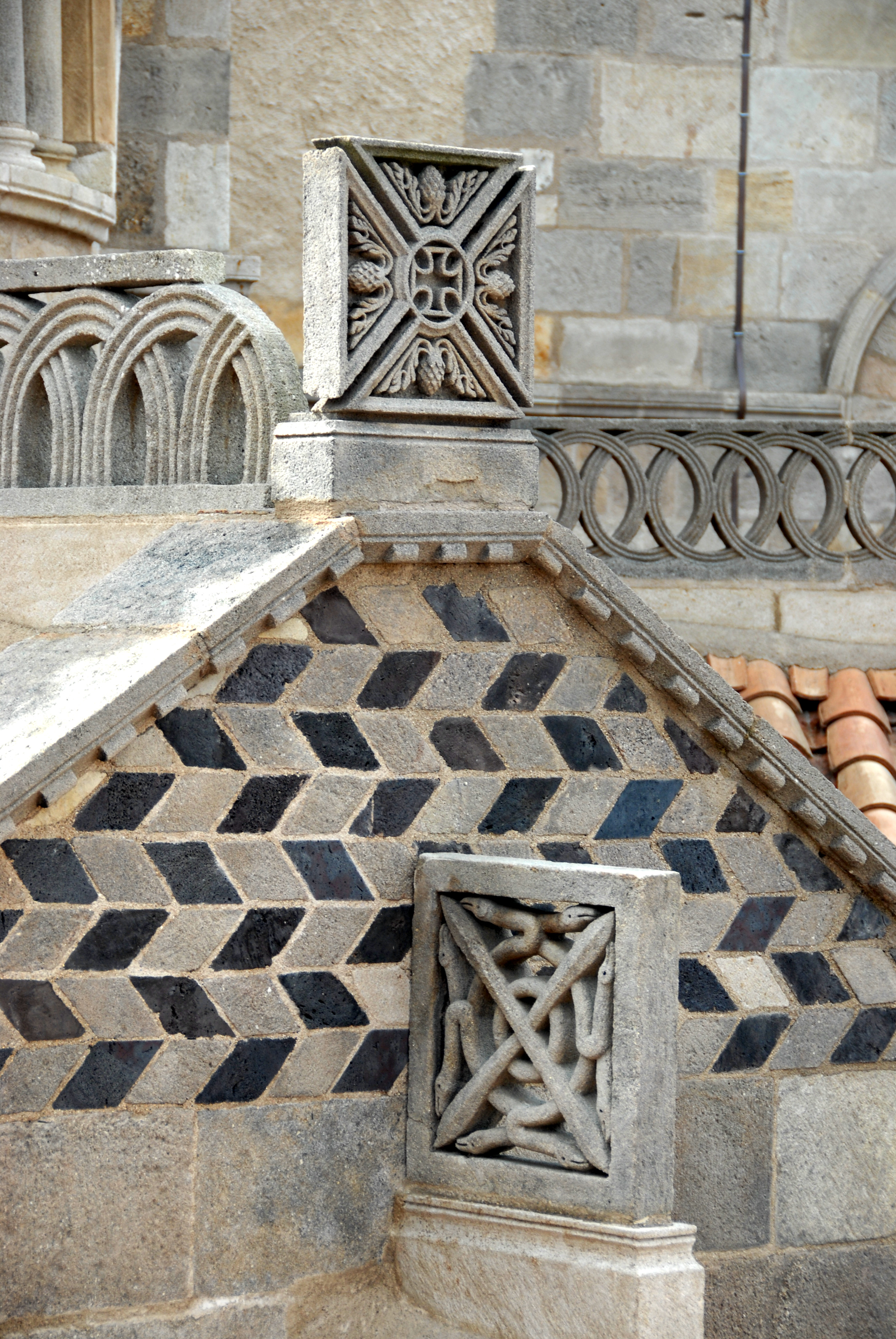
Detail, Giebel über Kapelle
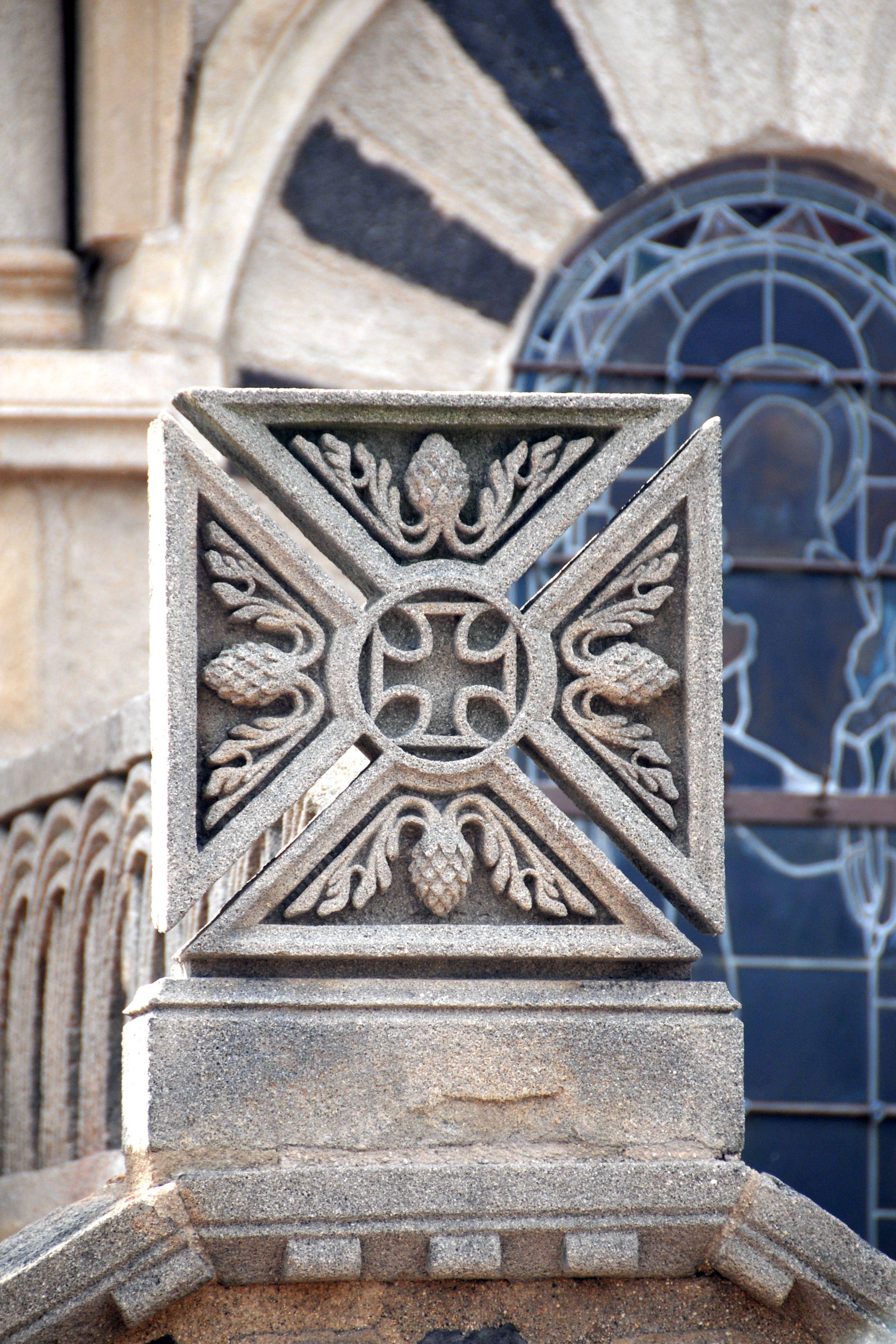
Detail, Tatzenkreuz
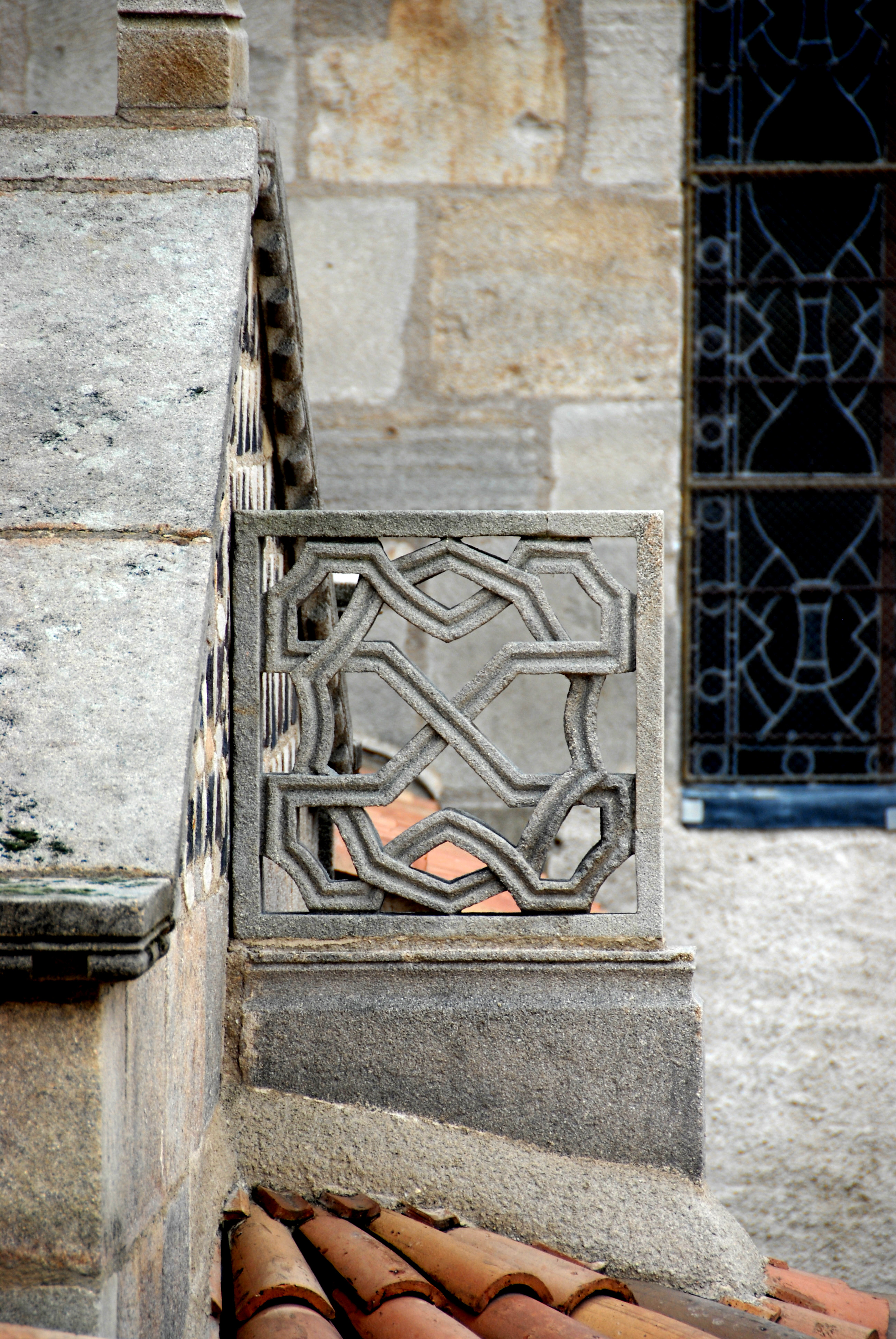
Detail, Flechtwerk in Rahmen
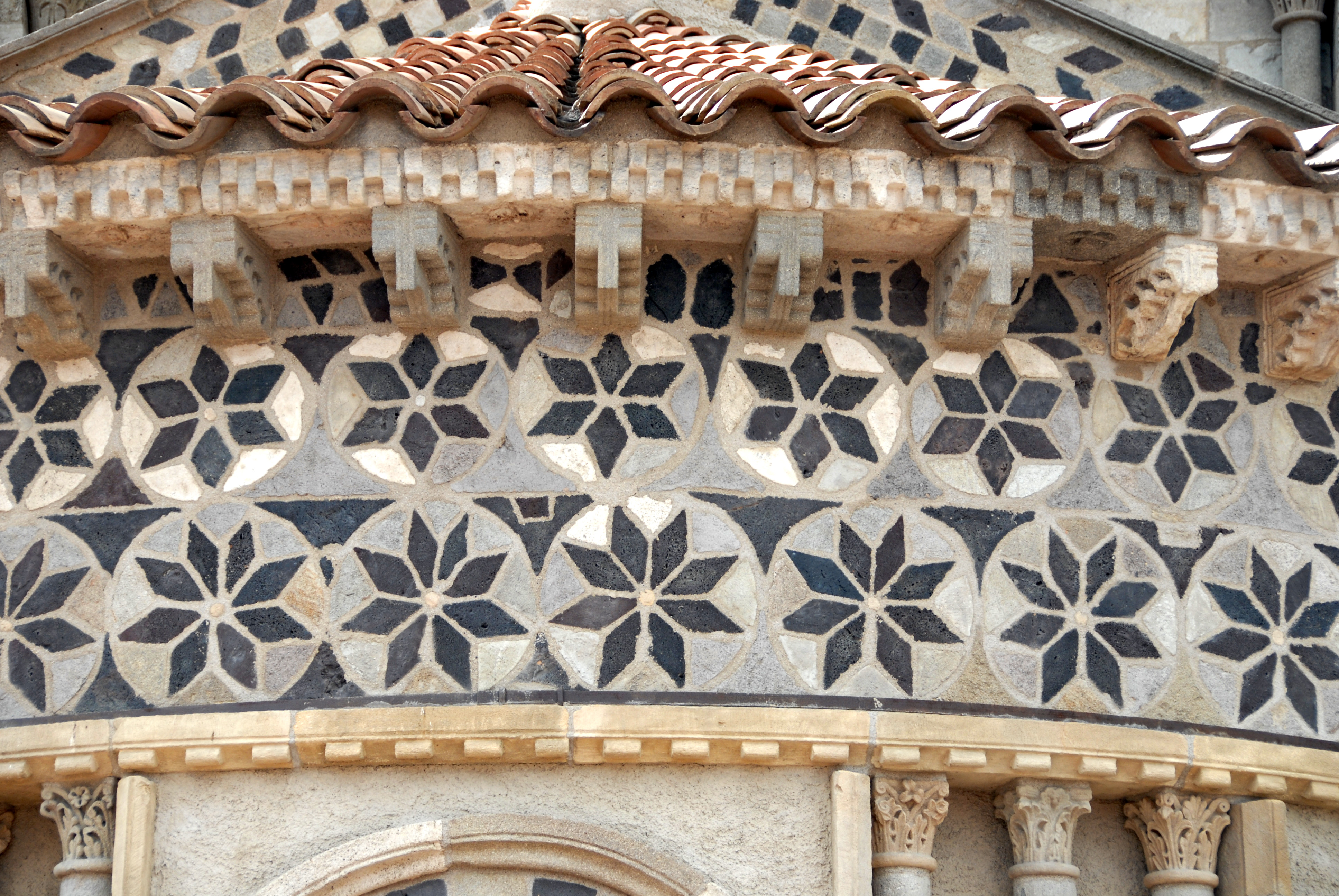
Detail, Inkrustationen auf Chorapsis
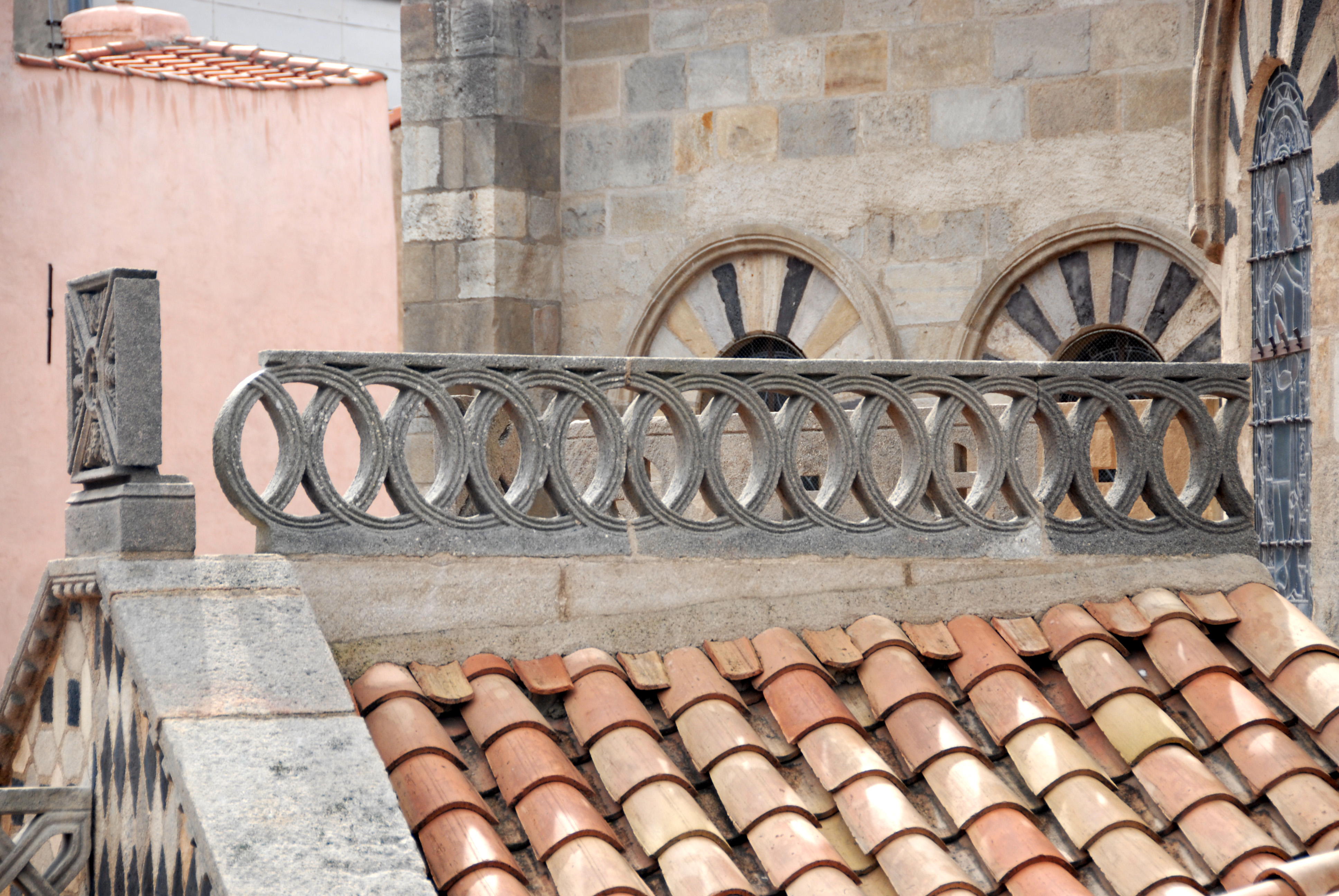
Detail, Dachkamm
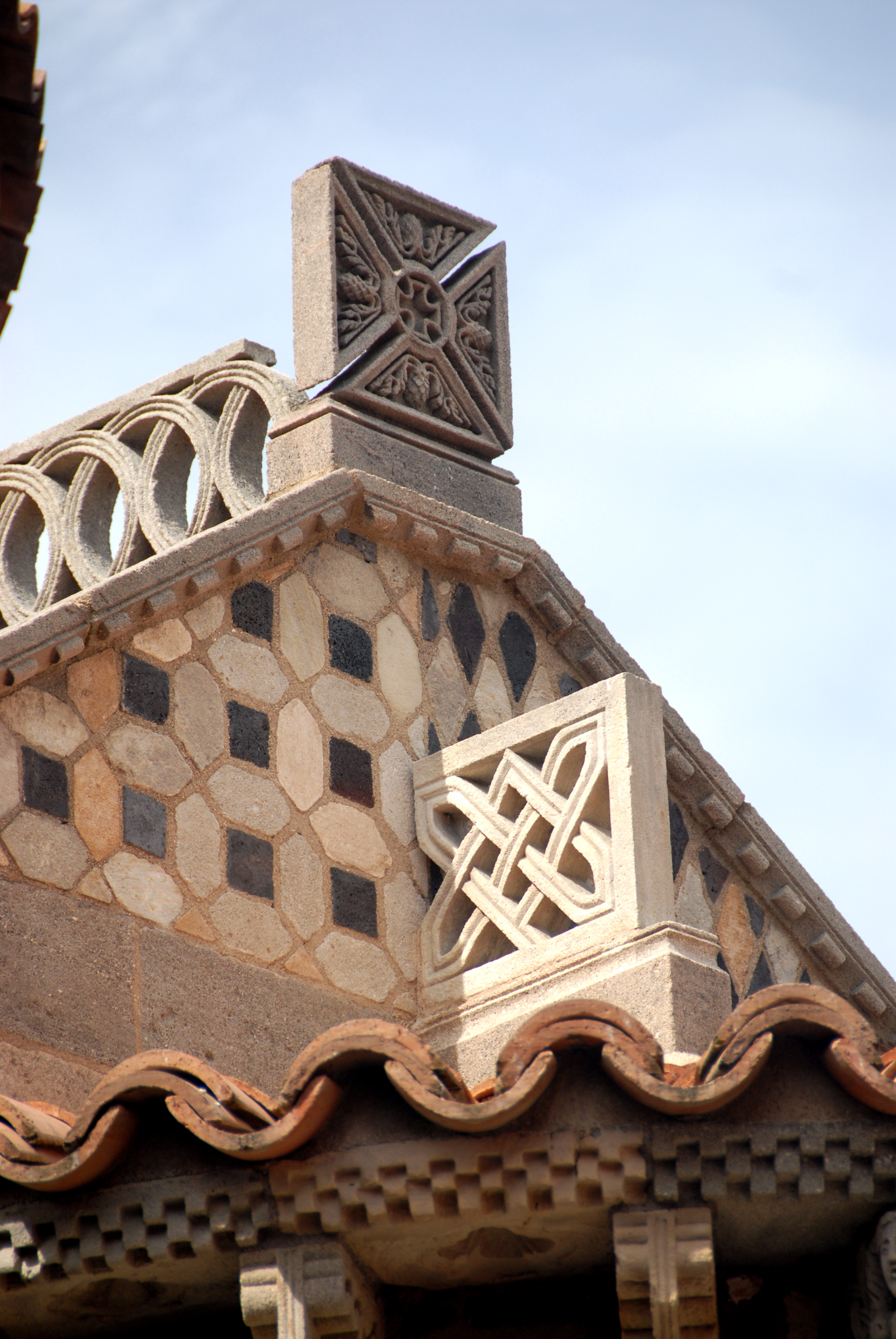
Detail, Giebel über Kapelle, Dachkamm
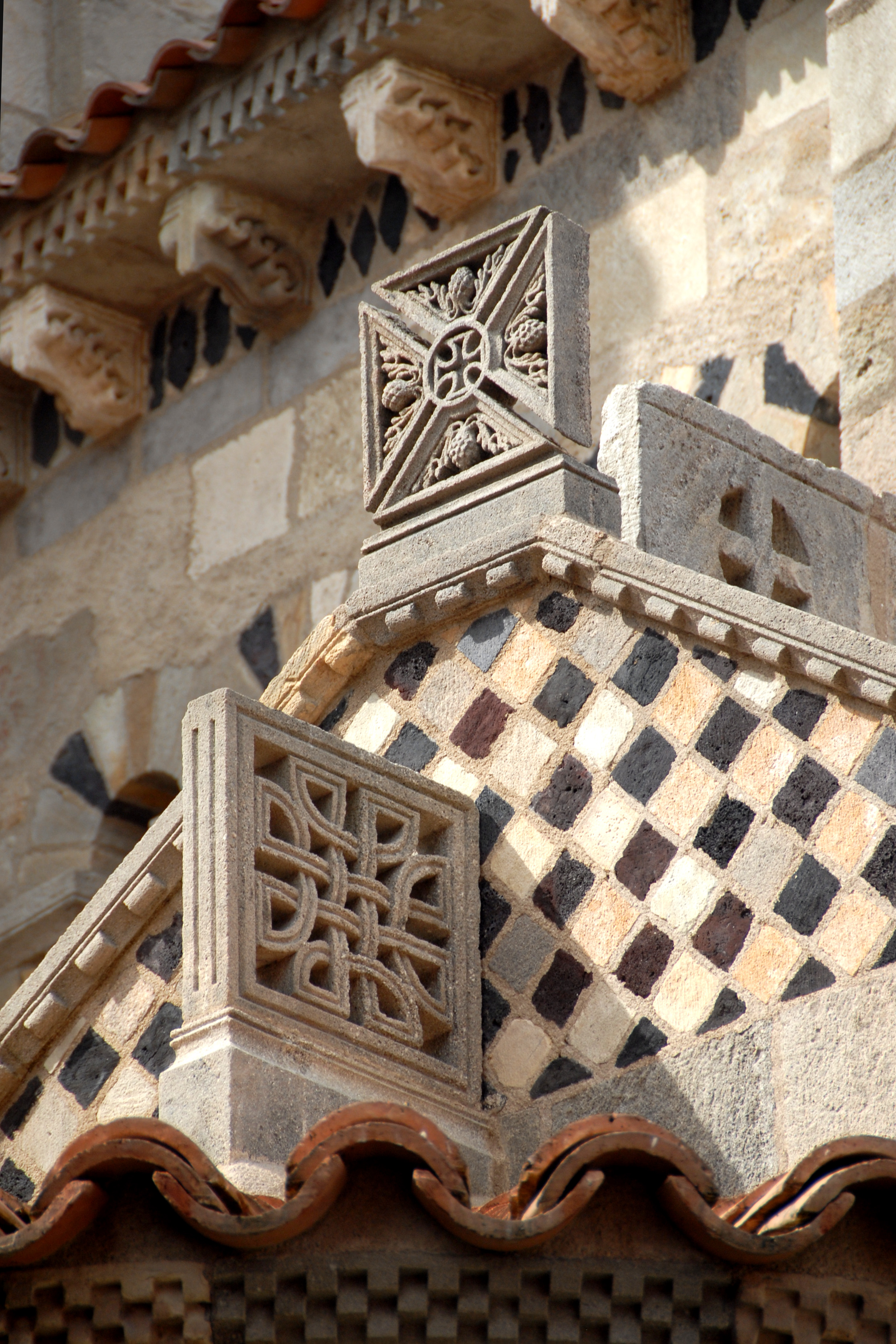
Detail, Giebel über Kapelle, statt Dachkamm Steinplatte

## Skulptur der Kapitelle
Die meisten der Kapitelle im und außerhalb des Gebäudes sind Blattwerkskapitelle, die überwiegend von meisterlicher Kunstfertigkeit zeugen. Besonders sehenswert sind die vier Kapitelle in der Chorapsis und einige im Mittelschiff, die von pflanzlicher Skulptur geschmückt sind. Die in der romanischen Epoche sehr beliebten Blattkapitelle werden hier nicht detailliert beschrieben.
Bis auf diejenigen außen an den Kapellenabsiden, werden die Kapitelle von Notre-Dame du Port von kräftigen weit ausladenden meist rechtwinkligen Kämpferplatten abgedeckt, deren Sichtkanten mehrfach gestuft profiliert sind. Gemeinsam leiten sie über, von den unteren runden oder teilrunden Schäften in die darüber aufgehenden rechtwinkligen Bauteile, wie etwa die Gurtbögen.

### Kapitelle der Chorapsis

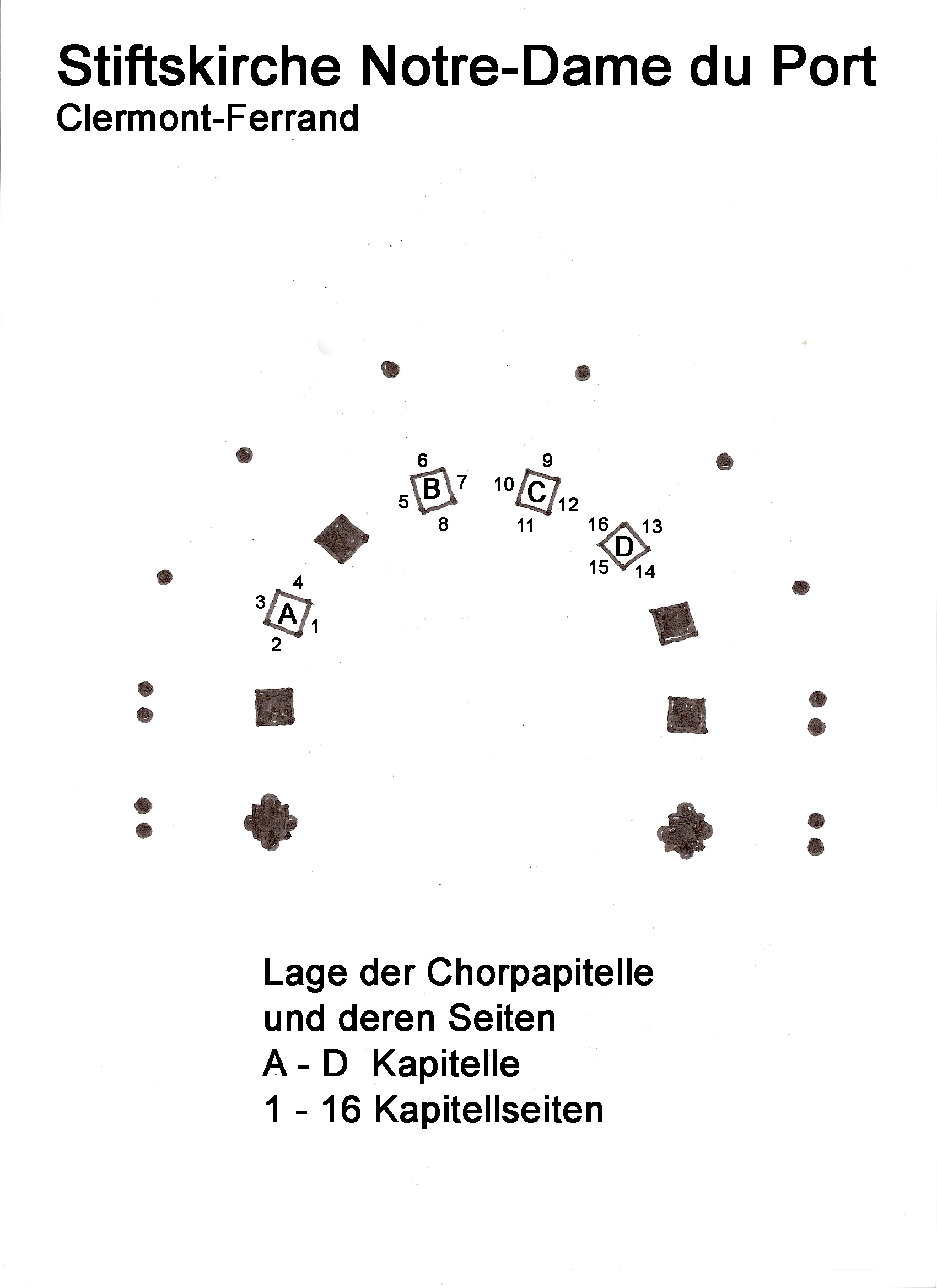
Lage Chorkapitelle

Die vier von Meister Rotbertus signierten Kapitelle verdienen unsere besondere Aufmerksamkeit, mit ihren zahlreichen Bildthemen, bezeichnend für die Auvergne. Schon die damaligen Kanoniker waren der gleichen Ansicht und haben zur Erklärung der einzelnen Szenen Inschriften anbringen lassen. Es sind insgesamt sechzehn, die nicht alle lesbar sind. Einige Wörter sind bis heute ein Rätsel geblieben, auf Grund komplizierter Buchstabenligaturen oder Monogramme. Die Kapitelle wurden seit 1892 wiederholt von Du Ranquet, später von Bréhier und letztendlich von Dom Witters und Zygmunt Schwiechowski untersucht. Die Fülle der Interpretationen der vor genannten Experten, sind noch lange nicht ausgewertet.
Drei ikonographische Grundthemen sind erkennbar. Das erste ist: Das Buch des Lebens, mit dem Kampf der Tugenden und Laster, der Himmelfahrt Mariens und andere. Dieses Thema steht in enger Beziehung zum Thema: Die Engel, den Boten des Herrn, Vollstrecker seiner Urteile und Hüter des Paradieses. Das Hauptthema ist aber Maria als Die neue Eva.
Der Name des Bildhauers Rotbertus wurde von Louis Bréhier entschlüsselt. Er las R(O)TB(ER)TUS ME FECIT: Rotbertus hat mich geschaffen eine der wenigen Künstlersignaturen der mittelalterlichen Skulptur. Der Stil des Meisters war äußerst persönlich und lebendig. Sein etwas nüchterner Realismus, seine gute Beobachtungsgabe und bildhauerische Gewissenhaftigkeit sind bezeichnend für Künstler der Auvergne. Er scheute keine Mühe, etwa bei der Gestaltung der Haare, Bärte oder Türbänder, und verstand es, verwirrendste Szenen in Klarheit abzubilden. Er hielt an alten Werkstraditionen der Provinz fest, wie etwa die untersetzten gallorömischen Figuren, oder die Betonung der Köpfe durch ihre Größe, wie auch die Platzierung der Figuren an den Ecken oder in Mitte der Kapitelle. Rotbertus verstand sein Handwerk: Er schuf wunderschöne Hände und besaß ein ausgeprägtes Gefühl für Gebärden.
Entsprechend der Höhe der Kapitelle von etwa 80 cm sind auch die Skulpturen von diesen Ausmaßen, sind aber trotzdem von monumentaler Wirkung. Kennzeichen dieser Kapitelle ist ein bewegter szenischer Aufbau. Der Gestus der handelnden Figuren spielt eine entscheidende Rolle, während die Gesichter relativ ausdruckslos und schematisch sind. Neben dem Gestenreichtum ist eine vollständige Füllung der zur Verfügung stehenden Fläche mit möglichst vielen Einzelszenen charakteristisch. Die Themen der Kapitelle sind einem theologischen Programm unterworfen. Das wird auch durch die Inschriften unterstrichen. Und dieses Programm unterscheidet sich von den üblichen Themen, die an solchen Stellen häufig dargestellt werden. Die populären Szenen der Passion oder auch die „beliebten“ bösartig dreinblickenden Dämonen fehlen völlig.
Zur Lage der Kapitelle A, B, C und D und der Kapitellseiten 1 bis 16 siehe Skizze der Chorkapitelle. Die übrigen vier Kapitelle sind mit besonders kunstvollem pflanzlichen Dekor skulptiert.
- Kapitell A: Das Kapitell des Stifters

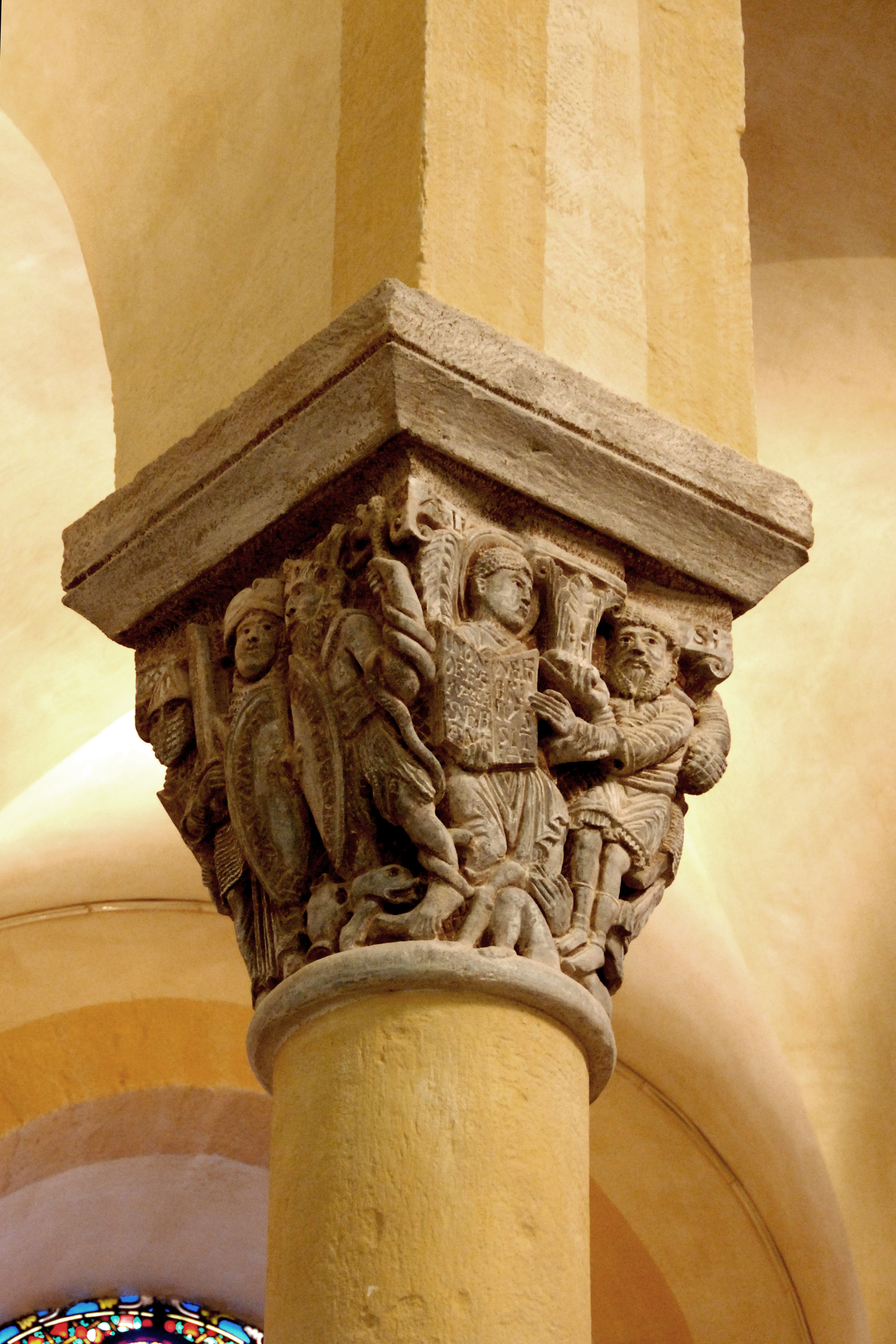
Chorkapitell A, Seiten 1 + 2

Kapitellseite 1 : Hier wird ein gewisser Stefanus dargestellt, der einem Engel ein mit Blattwerk dekoriertes Kapitell in der erhobenen rechten Hand entgegenhält. Der Engel hält in seiner Rechten ein Buch, in dem man lesen kann: IN (H)ONORE(M) S(ANC)T(AE) MARIA(E) STEFANUS ME FIERI IUSSIT : Stefanus hat mich der Heiligen Jungfrau zu Ehren errichten lassen. Die rechts anschließende Seite zeigt keinen Kampf, sondern zwei triumphierende allegorische Figuren, die Wohltätigkeit und Großherzigkeit. Das geht entweder aus einem schmalen Schriftband hervor, das über den Köpfen dieser Ritter entlangläuft, oder aus der Schrift auf den Schilden.
Die Vermutung Ranquets, dass es sich um Stephan von Polignac, den Bischof von Clermont (1053–1077) handelt, widerspricht seine weltlichen Kleidung. Der Umfang der Stiftung des Unbekannten umfasst zumindest die Kapitelle des Chors, wahrscheinlich aber deutlich mehr.
Ein Engel mit einem Nimbus hält das heilige Buch des Lebens und lässt es von Stefan berühren, in dem er seinen Arm führt. Zwei andere Hände recken sich vergeblich nach dem Buch. Sie gehören einem nackten Mann, der das Laster verkörpert, und von LARGITAS – hier Stefan – dem Sinnbild der Großzügigkeit zu Boden geworfen worden ist. Der Körper des Lasters liegt teilweise unter der Gestalt des Stifters. Rotbertus wurde zum Thema dieser Szene angeregt durch die Psychomachia, des Prudentius, die in dieser Zeit ein „Bestseller“ war. Er holte sich seine Anregung frei aus diesem Buch.

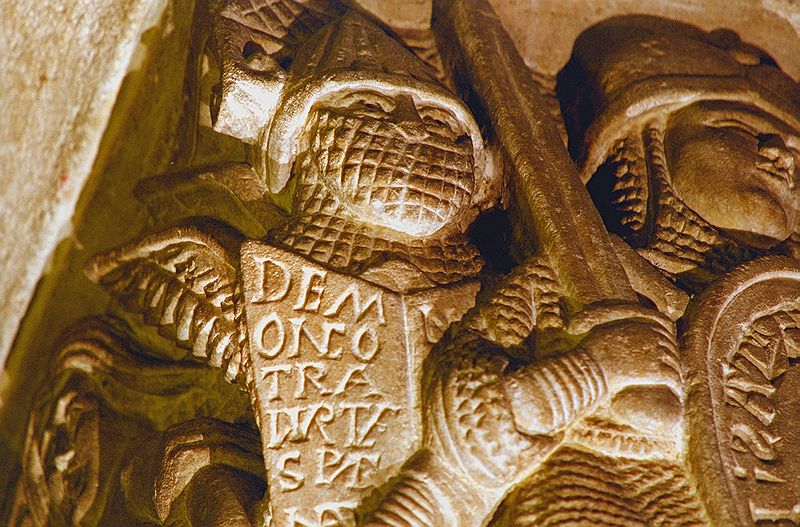
Kapitellseite 2, Ausschnitt

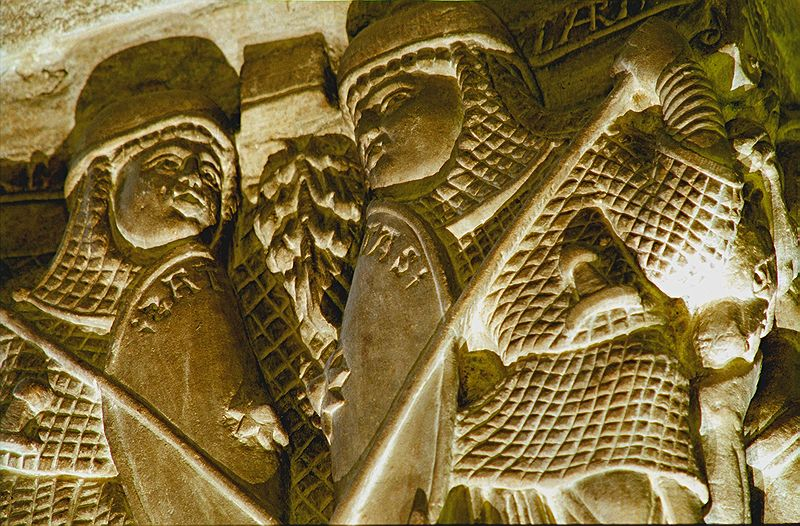
Kapitellseite 2, Ausschnitt

Kapitellseiten 2 und 3 : Dargestellt sind auf Seite 2 die CARITAS ET AVARITIA, die Nächstenliebe und der Geiz. Tugend und Laster geraten hier aneinander, Schild gegen Schild, Antlitz gegen Antlitz. Die Tugend, links der Mitte, ist mit einem Helm und einem Panzerhemd über dem langen Gewand bekleidet, und hält das Schwert zum Schlag empor. Der Geiz ist als fast nackter Mann dargestellt, mit zerzausten Haaren, langem Kinn- und Schnurrbart und um die Hüften einen Schurz aus Tierfell. Er benutzt als Angriffswaffe eine zweiköpfige Drachenschlange, ein Symbol des Teufels. Zu seinen Füßen befindet sich der Henkeltopf, in der Ikonographie der Auvergne ein Attribut der Geizigen, in dem er seine Schätze birgt. Auf dem Unterteil eines Schildes ist zu lesen: ABSCON(DIT) T(H)ESAURO. Diese Leseweise von Dom Witters scheint bestätigt. Es gibt aber noch andere Deutungen.
Links oben im Mittelgrund erscheint ein behelmter Kopf mit Mundschutz und einem Schild, auf dem eine Schrift zu lesen ist: DEMON CONTRA VIRTU(T)ES PUGNANT: Der Teufel kämpft gegen die Tugend. Die Figur steht auf der Kapitellkante, sodass seine Flügel erst auf Kapitellseite 3 zu sehen sind. Sie deutet mit der Hand auf einen zu Boden gestürzten Mann, mit der anderen versucht sie eine Figur, den Zorn, zurückzuhalten. Die rätselhafte Figur mit Helm wird einerseits als die Geduld gedeutet, ist aber allem Anschein nach der in die Schlacht führende maskierte Teufel, was verschiedenen Umstände belegen. Die Figur des Zorns nimmt allein die ganze Kapitellseite 3 ein. Er hatte sich mit der Geduld gestritten, dabei seine Lanze auf ihrer Panzerung zerbrochen. Prudentius berichtet: „Vor Wut gepackt hebt er die Spitze auf und durchbohrt dabei seine Brust“. Wie beim Geiz wickelt sich eine Drachenschlange um seinen Arm. Die auf Seite 2 begonnene Schlacht befindet sich auf Seite 3 inmitten der Handlung. Man liest: IRA SE OCCIDIT : Der Zorn tötet sich.
Kapitellseite 4: Hier ist der Kampf beendet. LARGITAS et CARITAS, die Großzügigkeit und die Nächstenliebe, bekleidet mit Helmen und Kettenhemden über den Gewändern, treten die von ihnen besiegten Laster mit Füßen, und stoßen ihre gekreuzten Lanzen, an denen kleine Fahnen befestigt sind, in die Schultern ihrer Gegner. Die verdammten Laster in entehrender Nacktheit, sind eigentlich Werkzeuge des Teufels, nehmen deshalb ihre Niederlage nicht an, was an ihren weit geöffneten Augen und den herausgestreckten Zungen zu erkennen ist.
- Kapitell B : Der Gehorsam Mariens

Das übernächste Kapitell ist der Jungfrau Maria gewidmet, der die Kirche geweiht ist oder zu deren Ehre sie – zumindest dank der Stiftung Stefans – verschönert wurde.
Kapitellseiten 5 und 6 : Bei den Szenen Verkündigung (Seite 5) und Heimsuchung (Seite 6) wird bezweifelt, ob sie von Rotbertus stammen. Die schmalen Figuren und die weiche Modellierung der Heimsuchung, zeigen nicht die energische und geschickte Hand des Meisters. Die Verkündigung (Seite 5) zeigt die Begebenheit aus dem neuen Testament, in der Maria die Geburt ihres Sohnes Jesus Christus durch den Erzengel Gabriel verkündigt wurde und sie ihr Einverständnis gab. Beide Personen stehen und tragen Nimben, Maria im Zentrum und der Engel am linken Rand der Darstellung. Der Engel hält in der Linken einen langen Stab, schaut den Betrachter an und weist mit dem Zeigefinger seiner Rechten auf Maria. Sie zeigt ein erfreutes Lächeln und weist mit offener Rechten zum Engel, ihr Einverständnis signalisierend.
Die Heimsuchung Mariens (Seite 6) schließt sich an die Verkündigung an. Sie stellt den Besuch (daher Heimsuchung) Mariens bei ihrer Verwandten Elisabeth dar, die selbst im sechsten Monat schwanger war, um ihr die Nachricht von ihrer Empfängnis zu überbringen. Die beiden Frauen stehen sich in Mitte der Darstellung freundschaftlich eng gegenüber. Die Gestik Mariens verrät Stolz und Freude, über das, was sie zu berichten hat. Nur Maria trägt einen Nimbus Die beiden Personen an den Rändern gehören zu den anschließenden Seiten des Kapitells.

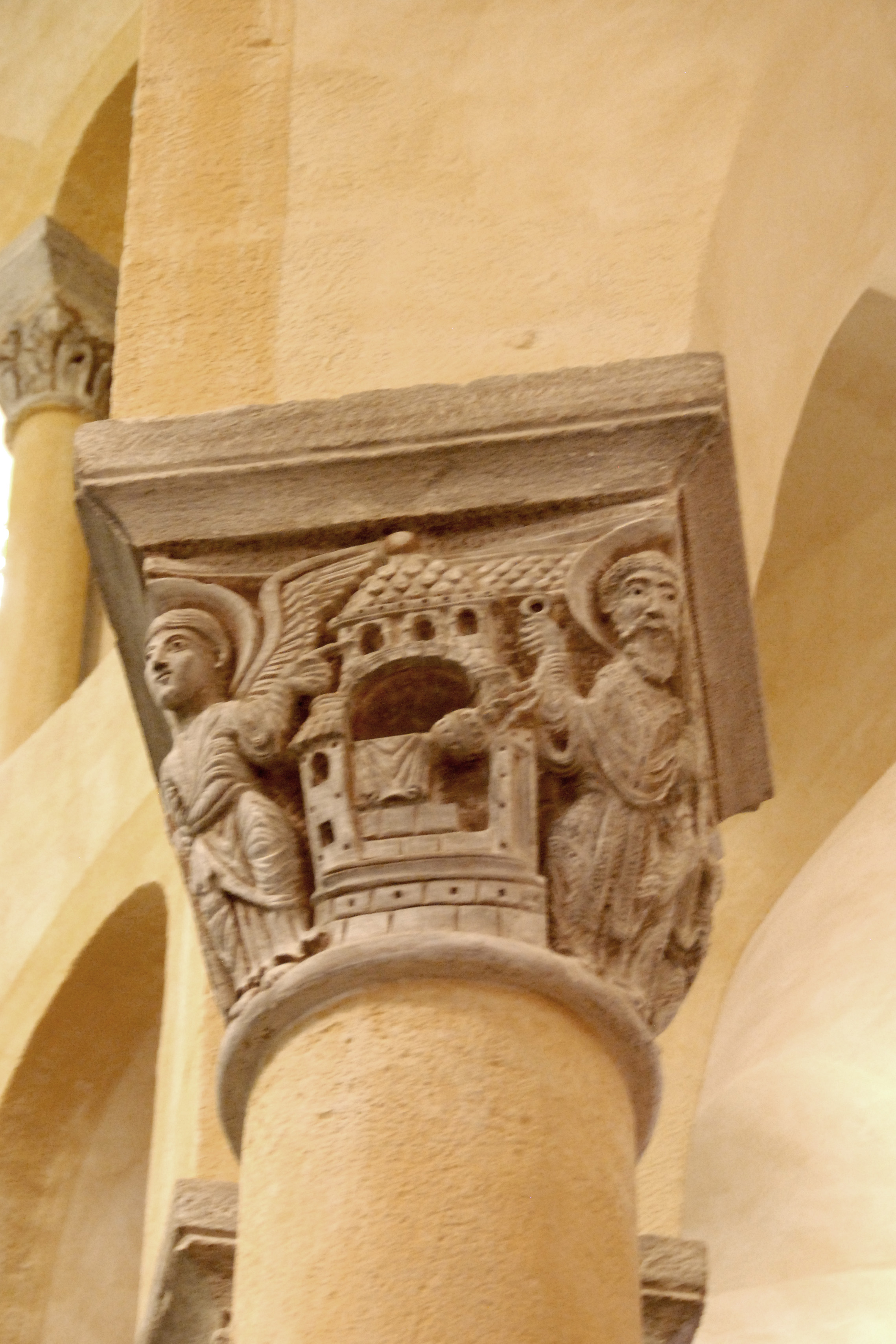
Chorkapitell B, Seite 7

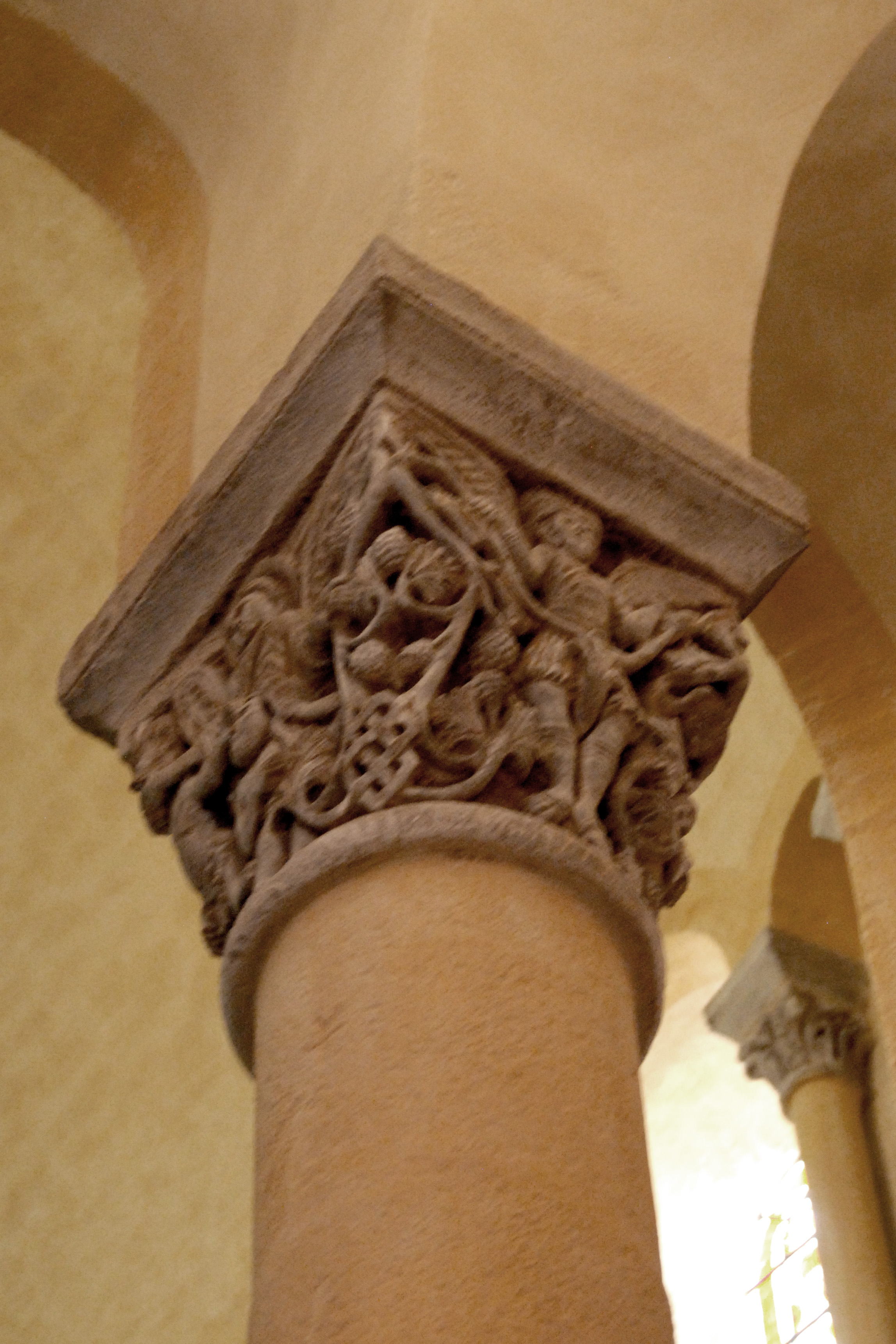
Chorkapitell C, Seiten 9 +12

Kapitellseite 7 : Eine Szene, die vor dem Tempel von Jerusalem spielt, der von einer Arkade, in der ein Altar steht, und von verschiedenen geschuppten Dachteilen überdeckt, symbolisiert wird. Auf der rechten Ecke steht Zacharias, der Gatte Elisabeths, dem die seltene Aufgabe zugefallen war, im Tempel das Rauchopfer darzubringen. Er schwenkt ein Räucherfass mit seiner Rechten. Seine Gesichtszüge lassen Überraschung und Sprachlosigkeit erkennen. Auf der rechten Ecke erscheint der Engel des Herrn (Gabriel), der mit seiner Linken auf Zacharias weist. Er hat soeben ihm die Botschaft verkündet, dass seine schon ältere, bislang kinderlose Frau, einen Sohn Johannes (dem Täufer) gebären werde, und sagte einiges über dessen Taten voraus. Beide Personen tragen Nimben. Diese Skulptur ist jedenfalls wieder der Hand Rotbertus zuzuordnen.
Kapitellseite 8 : Zwei Engel stehen an den Eckkanten, dadurch treten ihre Köpfe besonders plastisch hervor. Durch die Lage auf den Ecken werden aus den von der Seite gesehen runden, in der Frontalansicht der Gesichter mandelförmige Nimben. Ihre hoch erhobenen Flügel überfangen den Kopf der zentral stehenden Hauptperson, nämlich Joseph, dem Ziehvater Jesu. Der fragte sich, ob er seine Frau verstoßen soll. Spontan geht der linke Engel auf ihn zu und packt ihn an seinem Vollbart und teilt ihm den Befehl des Herrn mit. Das herrlich geformte Gesicht mit der kahlen durchfurchten Stirn ist sicher eines der Meisterwerke von Rotbertus. Er war sicher stolz darauf, denn er hinterließ dort, auf dem unteren Teil des Schriftbandes: R(O)TB(ERT)TUS ME FECIT: Rotbertus hat mich geschaffen.
Es soll zum Verständnis des nächsten Kapitells auf folgendes Detail hingewiesen werden. Der Evangelientext, der die Szene kommentiert, ist in die Kämpferplatte eingemeißelt und wird auf dem Schriftband fortgesetzt. Dort liest man übersetzt: Josef wollte sie heimlich verstoßen. Hier endet der Satz aus Mangel an ausreichendem Platz. Jeder kennt die Fortsetzung, die von Rotbertus bildhaft umgesetzt wurde. Mit ausdrucksvoller Gebärde reißt der Engel Joseph aus seinen nichtigen Gedanken. Man darf diesen Zusammenhang zwischen Bild und Text nicht vergessen. Bei den Kapitellseiten 5 und 6 fällt auf, dass die Engel die Hauptrolle spielen, während die Rolle Marias zurücktritt. Es wird eher die Vermittlerrolle hervorgehoben, was auch für andere Kapitelle gilt.
- Kapitell C : Die Ungehorsamkeit Evas.

Die Story von Adam und Eva ist Thema dieses Kapitells.
Kapitellseite 9 : Hier steht ein geflügelter Genius in kurzem Gewand, nackten Knien und bis zu den Zehen reichenden Gamaschen, inmitten einer üppigen Flora. Bréhier deutet diese Seite als Versinnbildlichung des irdischen Paradieses.

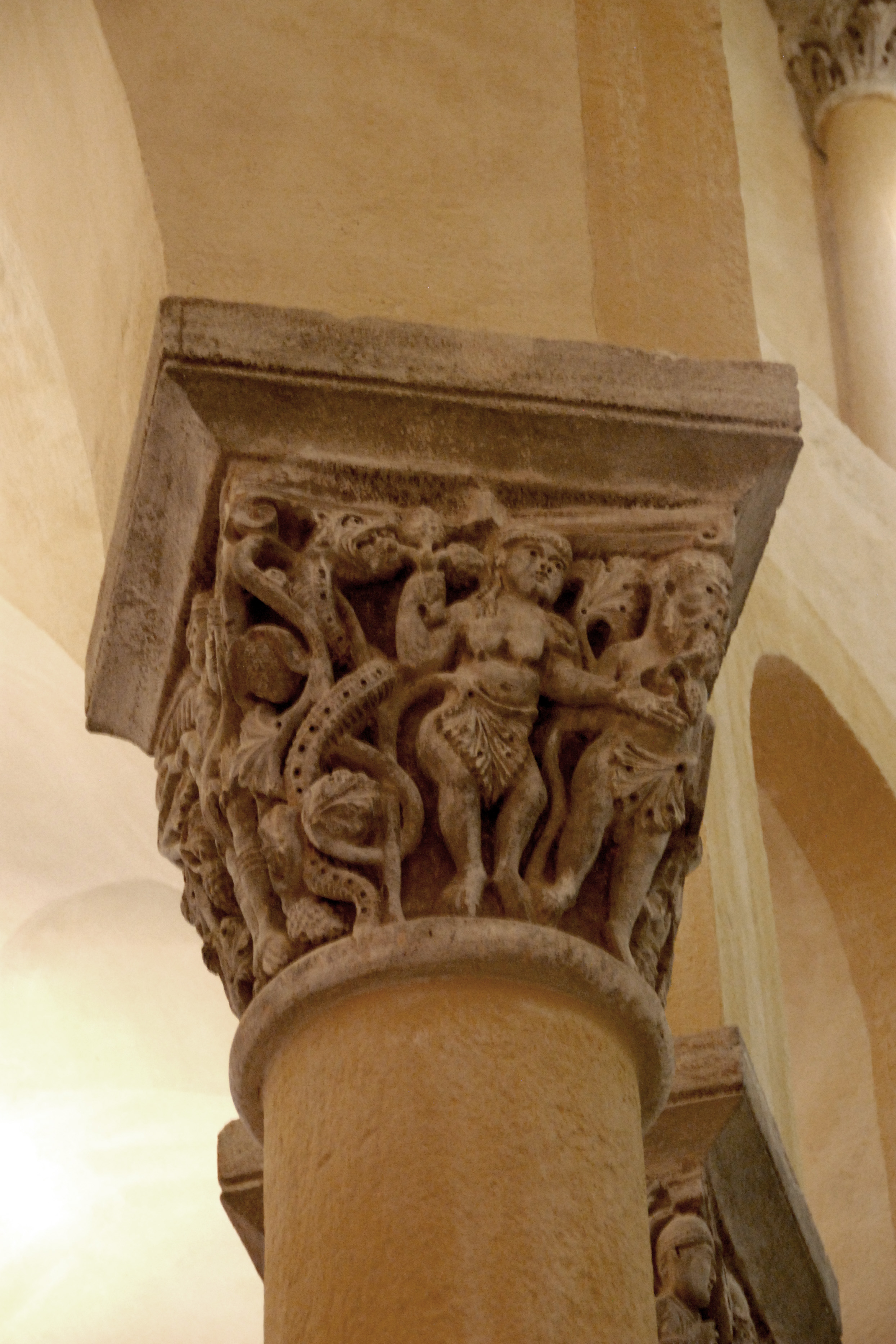
Chorkapitell C, Seite 10

Kapitellseite 10 : Auf ihr sehen wir Adam und Eva in ihrer unschuldigen Nacktheit. Links von Eva ist die teuflische Schlange dargestellt, deren mittlere Schuppenreihe durch Edelsteine ersetzt scheinen. Sie hat Eva verführt, die schon die verhängnisvolle Frucht (hier die Trauben) gepflückt hat. Eva hat hier sogar zwei der Früchte genommen. Die eine gibt sie Adam zu essen, nach der anderen fasst die Schlange. Mit seiner zweifachen Gebärde beweist Adam, mit seiner Berührung Evas Schulter seine Zärtlichkeit, mit der anderen, mit seinem auf dem ihren stehenden Fuß seine Autorität.
Kapitellseite 11 : Es erscheint aber der Herr im Garten Eden. Er verkündet sein Urteil und verstößt mit einer Geste seiner linken Hand den schuldigen Adam. Dessen nackte Figur auf der Kapitellkante gehört auch zur benachbarten Kapitellseite 12. In der mittelalterlichen Ikonographie war es üblich, wie auch hier geschehen, den für Christus bestimmten Kreuznimbus, dem Gott der Genesis zu hinterlegen. Er hält in seiner Rechten das geöffnete Buch des Lebens, in dem geschrieben steht: ECCE ADAM CASI UNUS EX VOBIS FAC(TUS EST). Dies ist bis auf einen Konsonanten der Text der Genesis (3,22). Dort heißt es VOBIS statt NOBIS: Adam ist einer der euren geworden und nicht einer der unseren. Handelt es sich dabei um einen Flüchtigkeitsfehler des Bildhauers oder um die Absicht der Kanoniker von Notre-Dame du Port, als eine moralische Lektion, die lauten könnte: „Seht, Adam ist zu einem von euch, zu einem Sünder geworden“(?). Allgemein anerkannt ist aber die Auslegung als Schreibfehler. Bei diesem Text handelt es sich nur um den Anfang eines längeren Abschnitts (Gen. 3, 22–24), für den hier der Platz nicht reichte. Die Fortsetzung des Textes ist aber bildlich dargestellt, einerseits durch die abweisende Geste des Herrn und durch das energisch Einschreiten des richtenden Engels auf der Nachbarseite des Kapitells.
Kapitellseite 12 : Hier kommt der oben genannte richtende Engel hinzu, der die Kapitellseite in zentraler Position beherrscht. Der von Gott verstoßene Adam, dessen Begierde geweckt ist, wendet sich wütend Eva zu, zerrt an ihren Haaren und stößt sie mit einem Fußtritt zu Boden. Das Paar hat seine Blößen mit Blattwerk bedeckt. Der Engel streckt spontan seine Rechte aus und zerrt heftig an Adams Kinnbart. In dieser Szene wird die Vertreibung von Adam und Eva aus dem irdischen Paradies dargestellt, das auf der rechten Kante des Kapitells von der Seite 9 als verflochtenes Rankenwerk mit üppigen Früchten herüberschwappt.
- Kapitell D : Die Verklärung (Himmelfahrt) Mariens.

Dieses einzige Thema beherrscht alle vier von Rotbertus vollendet skulptierten Seiten des Kapitells.

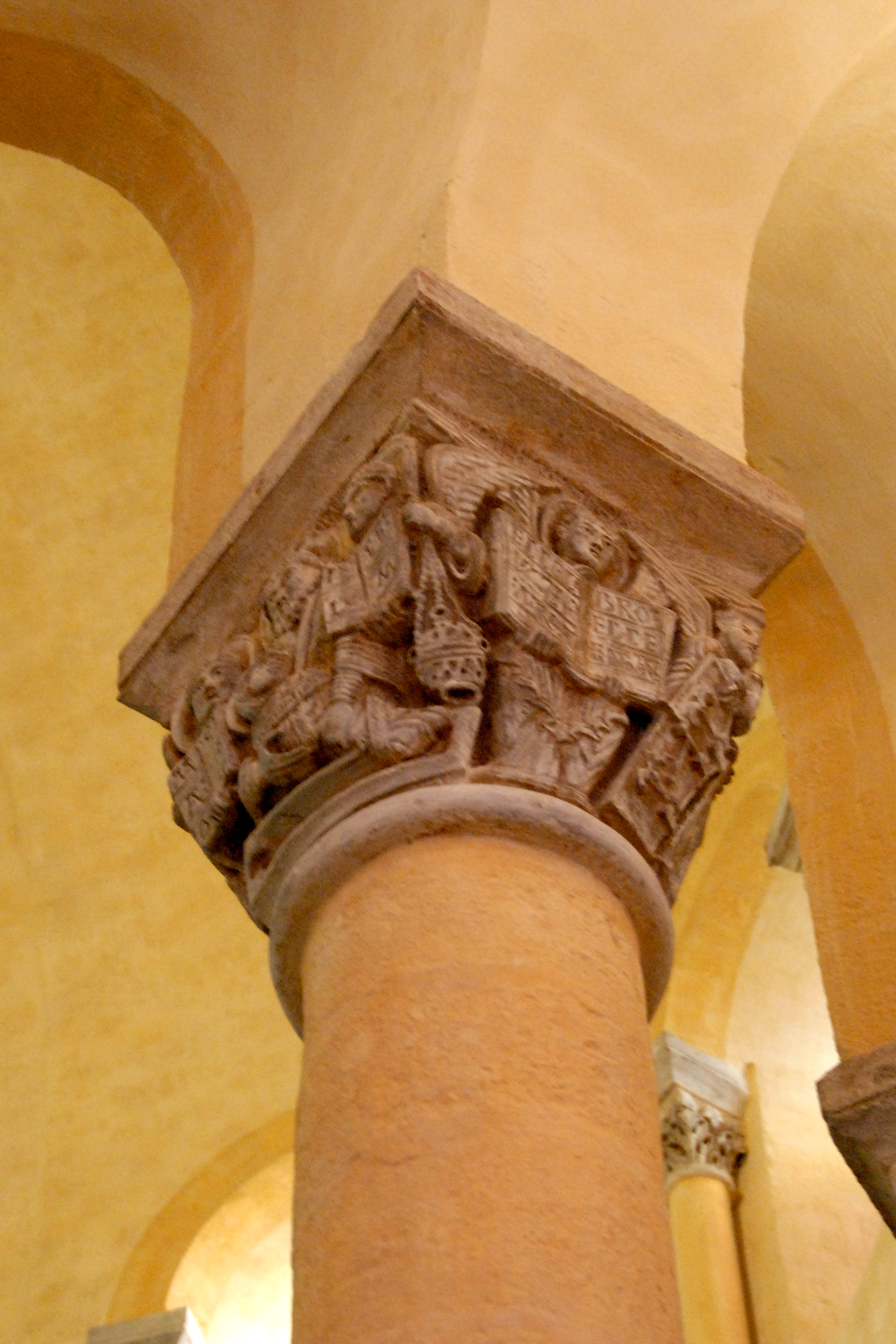
Chorkapitell D, Seiten 13+14

Kapitellseite 13 : Die Szene beherrscht in Frontalansicht ein Engel mit weit ausgebreiteten Flügeln, der dem Betrachter mit beiden Händen das große, geöffnete Buch des Lebens entgegenhält, das die Namen der Auserwählten enthält. An den anmutigen, großen Schriftzeichen erkennt man, dass die schönsten Seiten des Folianten aufgeschlagen sind, auf der der Name Mariens steht. Der Text ist aber sehr schwer zu lesen und zu deuten. Vor allem die letzte Zeile bereitet große Probleme, die von Rotbertus phantasievoll in eine Art Monogramm verwandelt wurde, ist fast ein Bilderrätsel. Nur seine allgemeine Bedeutung ist klar.

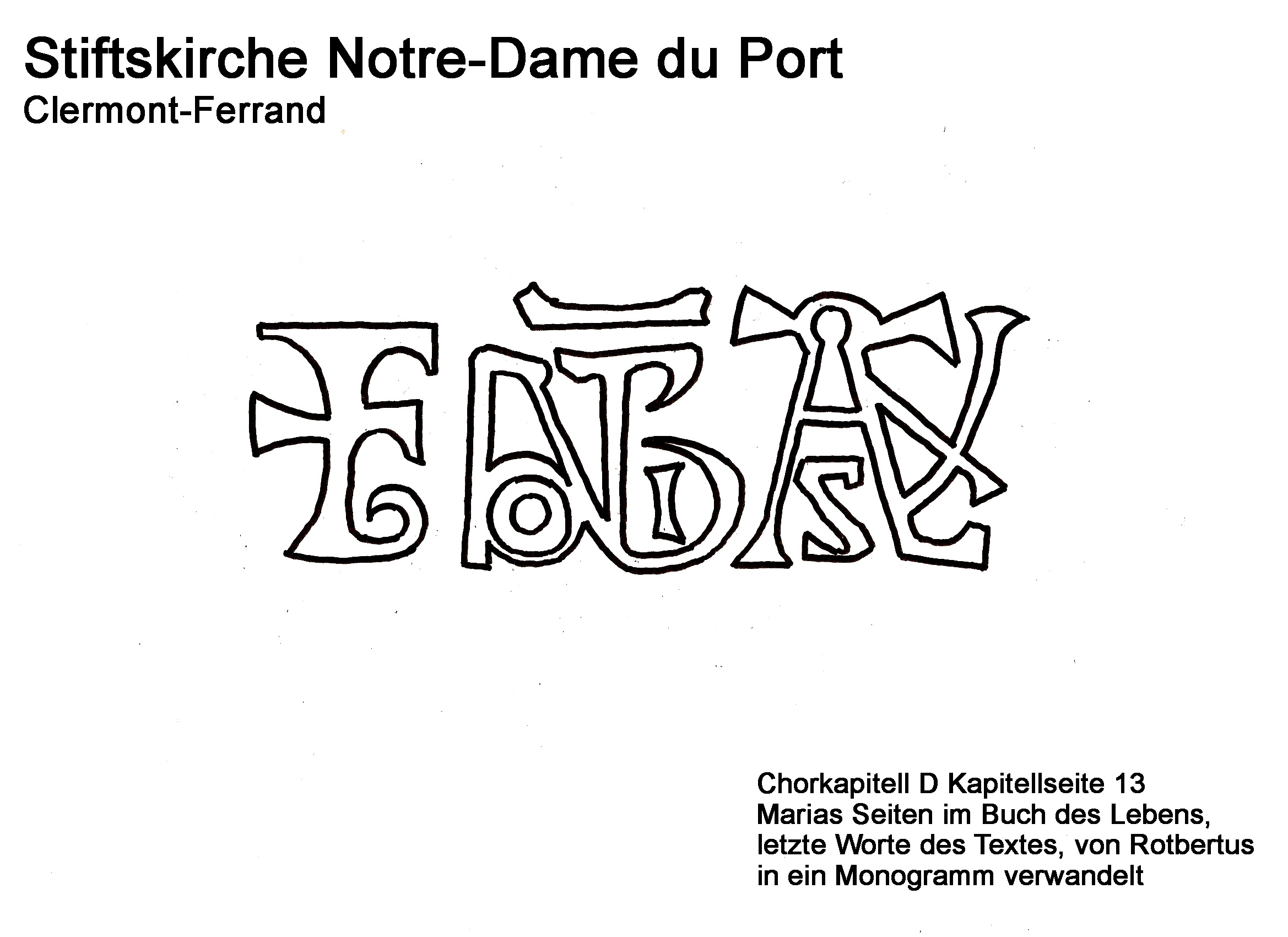
Lat. Monogramm

Bréhier und Du Ranquet lesen: ECCE LIBRO VITE; ECCE MARIA EST NOBIS(UM) ASC(RIPT)A: Sehet, das Buch des Lebens, sehet, Maria ist neben uns eingetragen.
Dom Witters entziffert den zweiten Teil des Satzes mit: NOBIS AS(S)U(MPT)A: …sehet Maria fährt für uns in den Himmel auf.
Fournier untersuchte die Inschrift erneut. Seine flüssigere und überzeugendere Auslegung lautet: EGIT NOBIS AUXILIUM, als ganzer Satz: Sehet, das Buch des Lebens. Sehet Maria: Sie hat uns ihre Hilfe gebracht.
Kapitellseite 14: Sie ist wohl die wichtigste des ganzen Zyklus: Die feierliche Himmelfahrt Mariens.

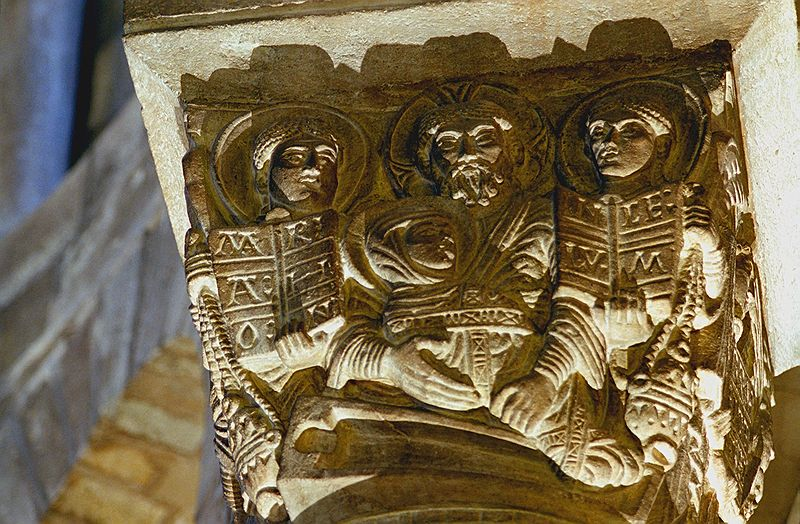
Kapitellseite 14, Ausschnitt

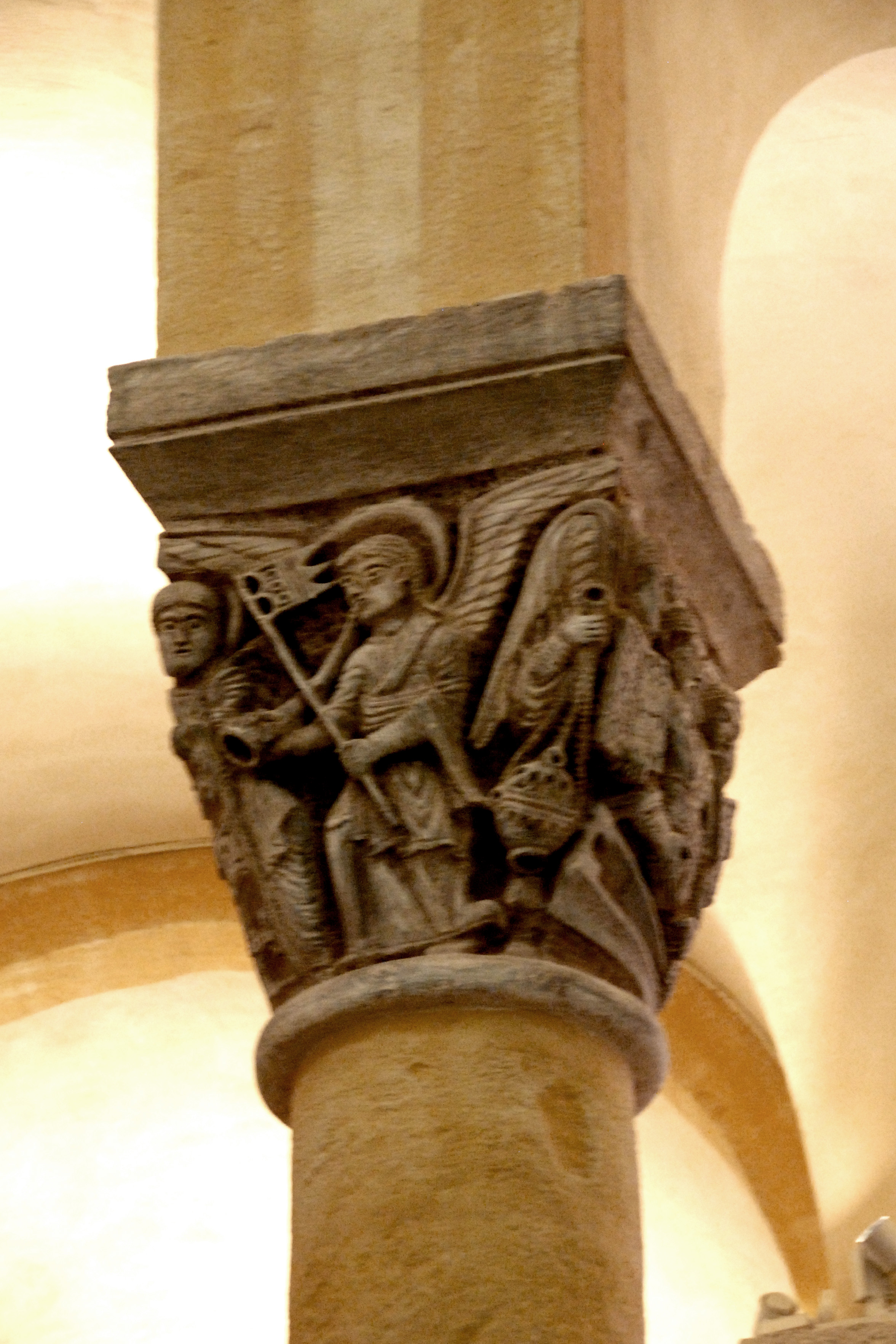
Chorkapitell D, Seite 15

Rotbertus hat sie in Anlehnung an die Apokryphen bei Gregor von Tours geschaffen, vielleicht auch von anderen. Christus mit Kreuznimbus, hat soeben den Leib seiner Mutter aus dem offenen Sarkophag entrissen, der auf Erden zurückbleiben soll, als Zeugnis dafür, dass sie tatsächlich durch den Tod gegangen ist. Jetzt liegt sie in das Leichentuch gewickelt, lebend in den Armen ihres Sohnes: Im Angesicht des ewigen Lichtes öffnet sie die Augen, sie ist bereits im Himmel. Die beiden Christus flankierenden Engel halten zwei gefaltete Tafeln dem Betrachter entgegen, auf denen gelesen wird: MARIA HON(ORATA) IN CELUM: Maria, im Himmel verklärt. Sie tragen in den anderen Händen Weihrauchfässer.

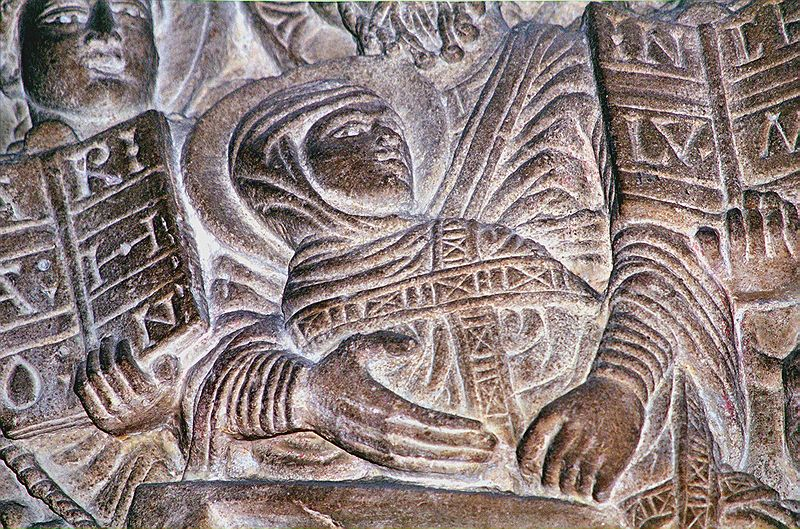
Kapitellseite 14, Ausschnitt

Kapitellseite 15 : Sie stellt die Aufstellung des Triumphzuges dar, vorneweg ein Engel, der auf dem Olifant (Signalhorn aus Elfenbein) bläst. Er hält in der Linken einen Speer aufrecht, an dem die Fahne der Wiederauferstehung befestigt ist. Für Maria erfüllt er eine der höchsten, den Engeln anvertrauten Aufgaben. Er führt die Auserwählten „unter lautem Posaunenschall“ zusammen (Mt.24,31) und verkündet dem gesamten Himmelreich die große Nachricht: Maria ist auferstanden. Die Wachengel öffnen sogleich die Himmelstore. Der Engel links nimmt von weitem den himmlischen Zug wahr und deutet in seine Richtung.
Kapitellseite 16 : Auf der letzten Seite der Kapitelle wird das himmlische Paradies, in Form einer Kirche dargestellt. In einer großen Arkade sind Altar und Lampe zu erkennen, die Zeichen der göttlichen Gegenwart. Sie wird überdeckt von geschuppten Dächern und Dachaufbauten mit Fenstern. Beidseitig der Arkade stehen Säulen, an denen die weit geöffneten Torflügel mit starken, kunstvoll geschmiedeten Beschlägen, mit Türbändern befestigt sind. Die werden von dahinter stehenden Wachengeln offen gehalten.
Das dargestellte Gebäude hat große Ähnlichkeiten mit demjenigen auf der Kapitellseite 7, wo es den Tempel von Jerusalem darstellen soll. Auch dort erkennt man fast den gleichen Altar. Hier wird also auch das himmlische Jerusalem symbolisiert.

### Weitere Kapitelle im Gebäude
Die Kapitelle mit figürlicher Skulptur findet man überwiegend die in der Region verbreiteten Themen, wie etwa: Vögel mit Schwänzen aus Blattwerk, Kentauren, Greifvögel, auf Schilder schreibende Siegesgöttinnen, Engel und weitere. Ihr künstlerischer Wert bei weitem nicht so außergewöhnlich, wie bei den oben beschriebenen erzählenden Kapitelle in der Chorapsis.
Hervorgehoben werden können allerdings folgende:
- Auf der Südseite des Chorumgangs: Am Eingang in den Umgang findet man das Thema : Die Höllenpein des Wucherers. Der Wucherer, mit abgezehrtem Gesicht und einem Strick um den Hals, kniet nackt zwischen zwei Grimassen schneidenden Teufeln. Zwei andere halten ein Band, auf dem man liest: MILE ARTIFEX SDRIPSIT PRISISTI (= periisti) USURA : Der tausendlistige Teufel schreibt: Der Wucher war dein Verderben.

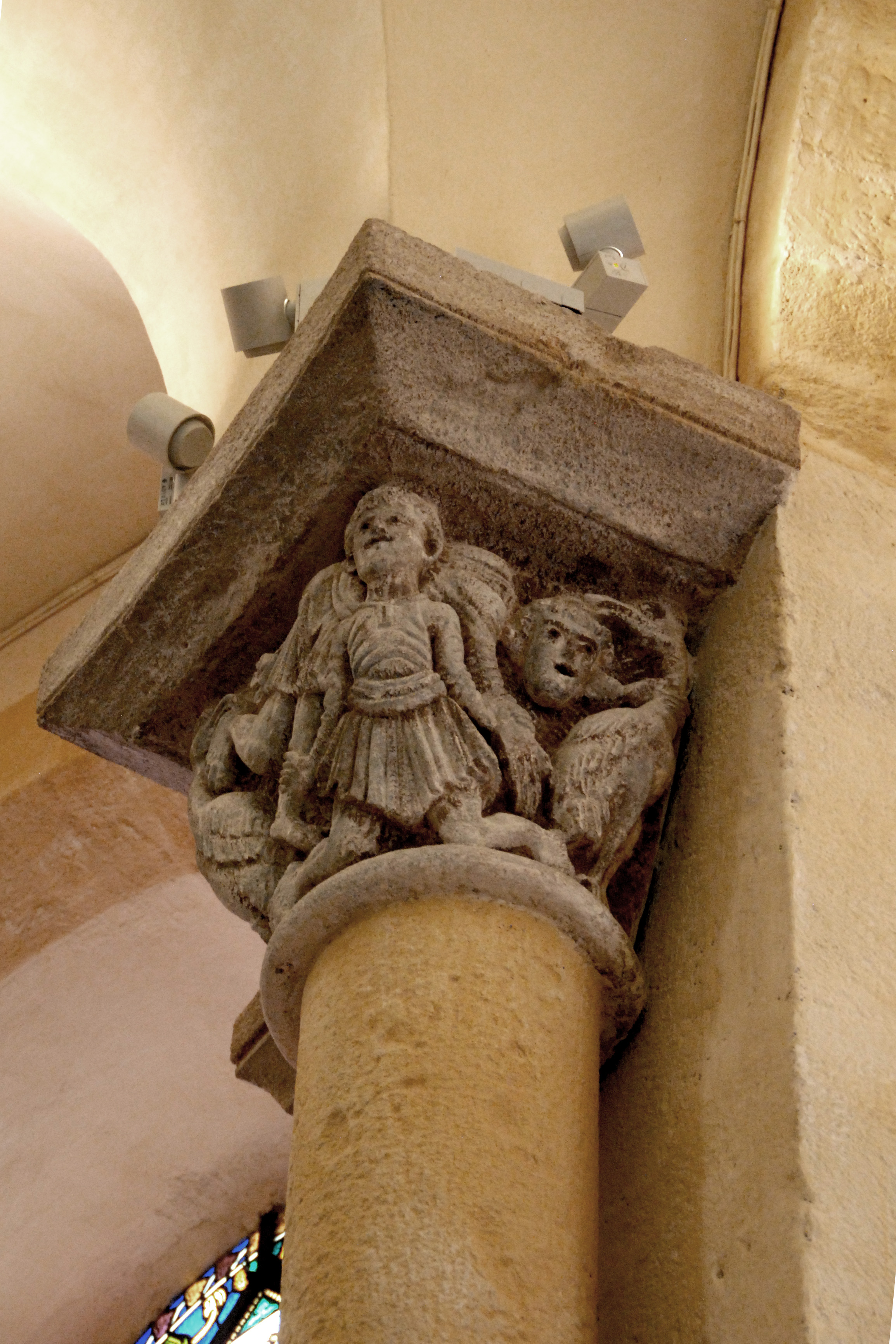
Kapitell, Mann trägt „Gänsedieb“

Gleich hinter der zweiten Umgangskapelle trifft man auf ein kleines Kapitell mit einer merkwürdigen Szene: Auf einer der Seiten ist eine Blume zwischen zwei Kranichen (?) dargestellt, auf der anderen eine ungewöhnliche Variante des verbreiteten Themas eines Hirten, der über seine Schultern gelegt ein Schaf trägt. Statt eines Schafes wird ein Mann getragen, der vom Träger an Hand und Fuß festgehalten wird. Dieser wiederum hält mit der zweiten Hand und dem zweiten Fuß je ein langhalsiges Federvieh hoch, wahrscheinlich Gänse. Die Bedeutung dieser Gruppe ist ungeklärt. Das hier ein gestellter Gänsedieb gemeint sein könnte, erscheint eher unwahrscheinlich zu sein.
- Im südlichen Seitenschiff : Die dem Südportal in Joch vier gegenüberstehenden Pfeiler tragen zwei interessante Kapitelle. Auf dem einen kämpfen Engel gegen Dämonen. Auf dem andern widersteht Christus der Versuchung. Beide scheinen untereinander in Beziehung zu stehen. Der Versuchung Jesu gegenüber sieht man am gleichen Pfeiler ein pflanzlich skulptiertes Kapitell, mit drei Masken. Auf der Sichtkante dessen Kämpfers ist der Name BERNHARD eingraviert, der um die ganze Platte herumgeführt ist. Swichoswski sieht darin die Signatur des Bildhauers.

- Im nördlichen Seitenschiff : Auf einem Kapitell unter der Arkade im vierten Joch sieht man den geheimnisvollen Schausteller, der einen Affen am Strick führt. Diese Darstellung steht möglicherweise mit der der Versuchung Jesu als Gegenstück in Verbindung. Der Affe, der auf Jahrmärkten zur Schau gestellt wird, steht für den zum Tier erniedrigten Sünder, der den Listen des Teufels nachgegeben hat.

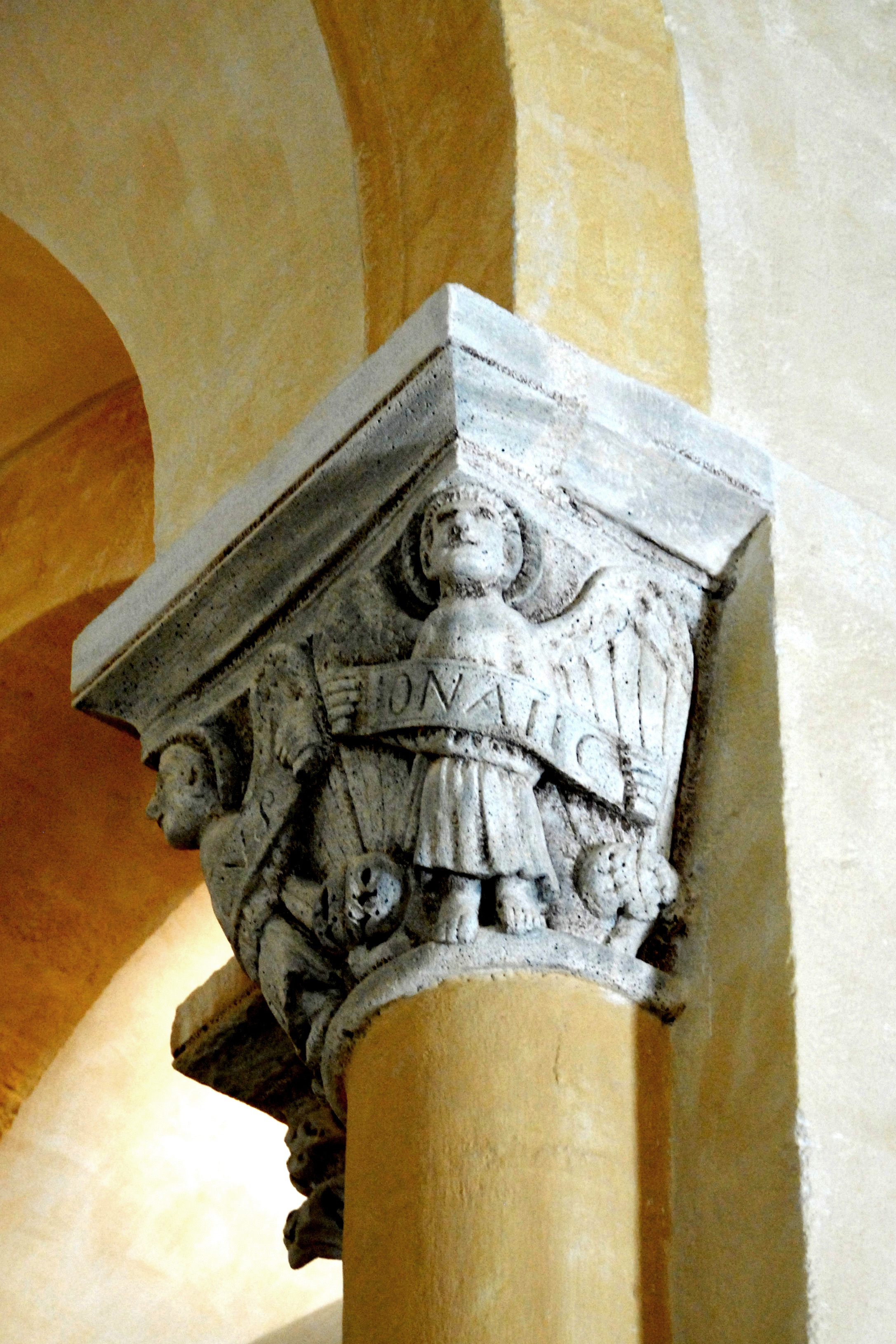
Kapitell, Engel mit Schriftband

- Im Narthex : Dort gibt es zwei erwähnenswerte Kapitelle mit übereinander laufenden Profilleisten, wie bei übereinander gestapelten Folianten. Das ließe an das Buch der Bücher, oder an das Buch des Lebens denken.

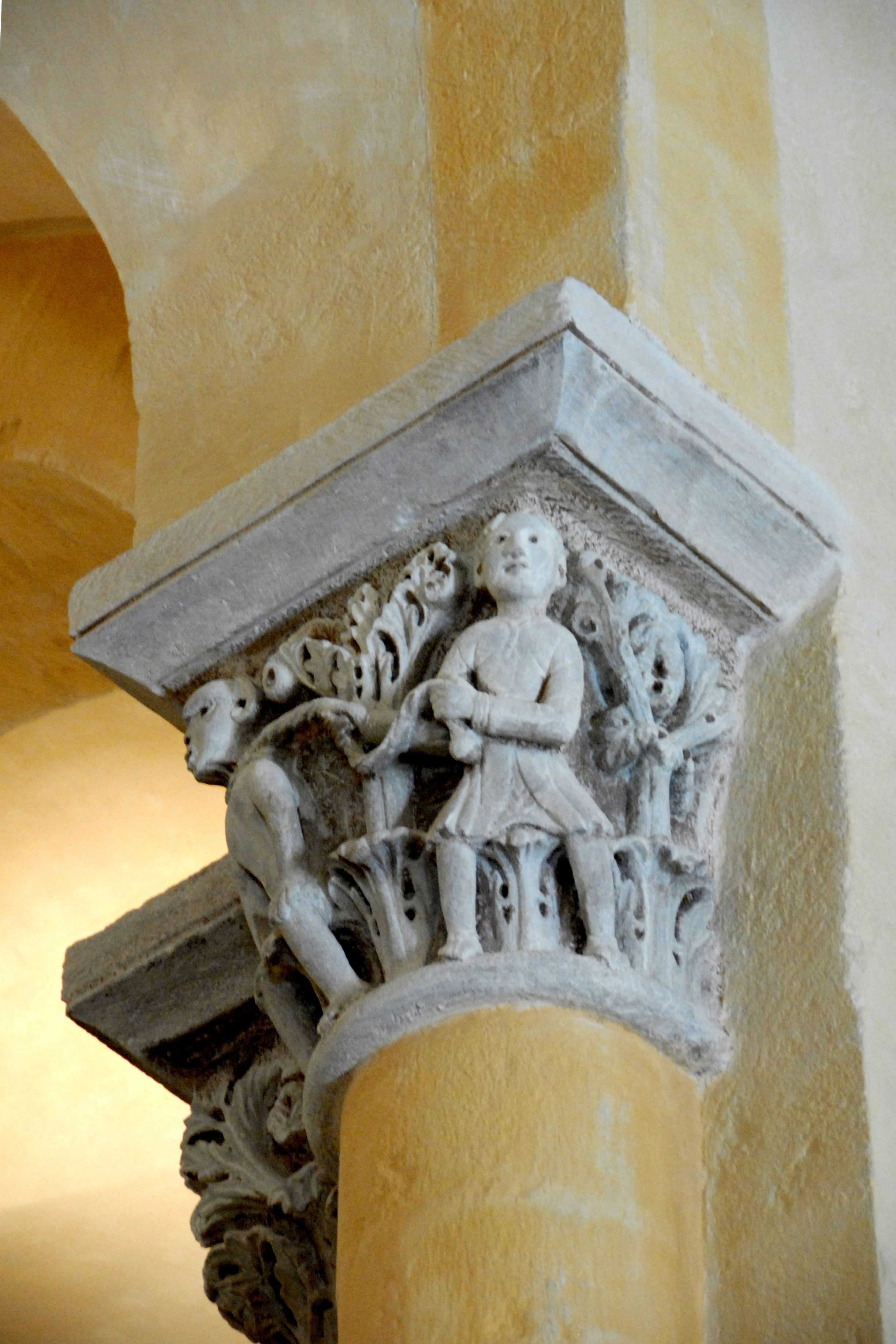
Kapitell, Schausteller mit Affe
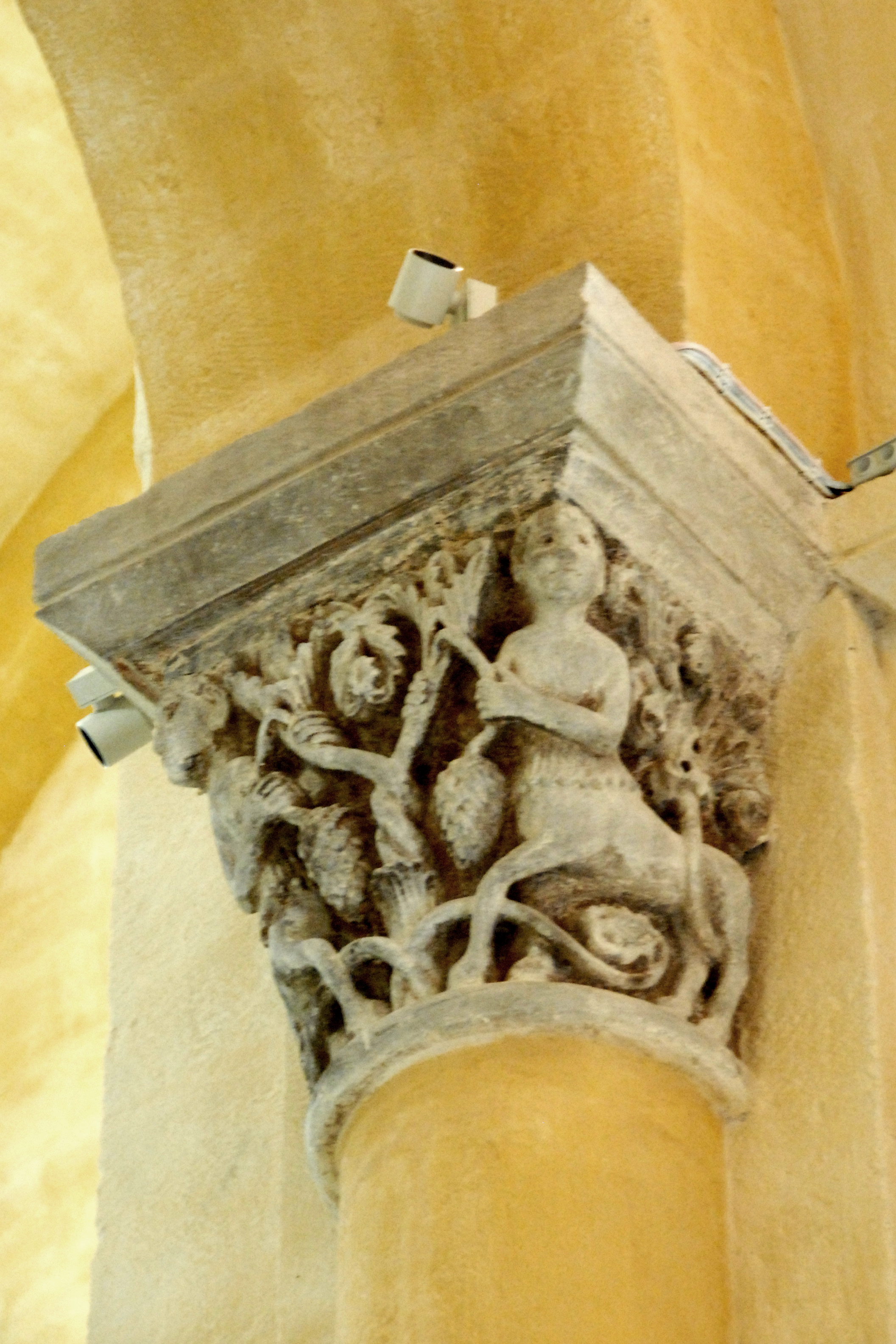
Kapitell, mit Kentaur
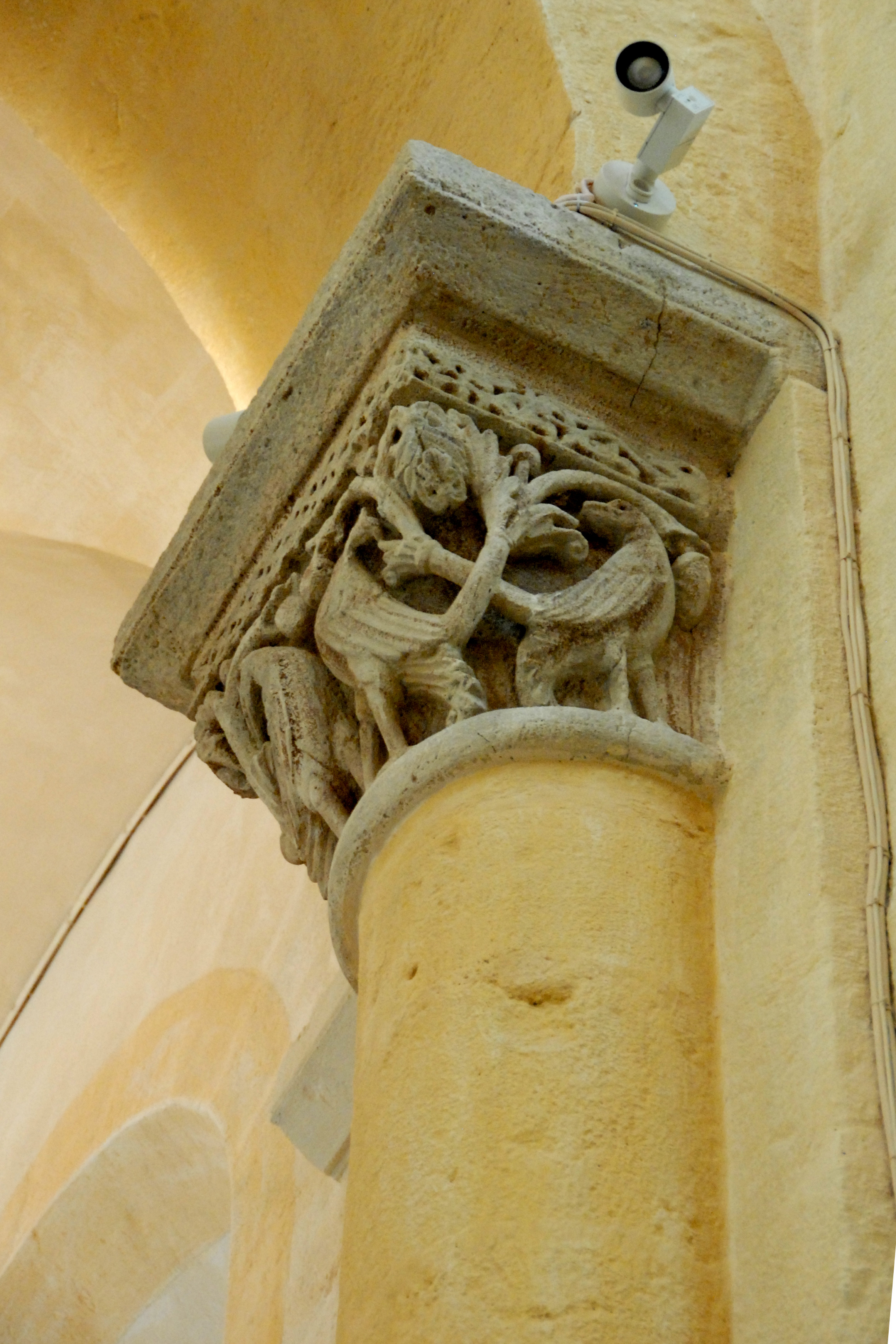
Kapitell, Vögel mit Rankenschwänzen
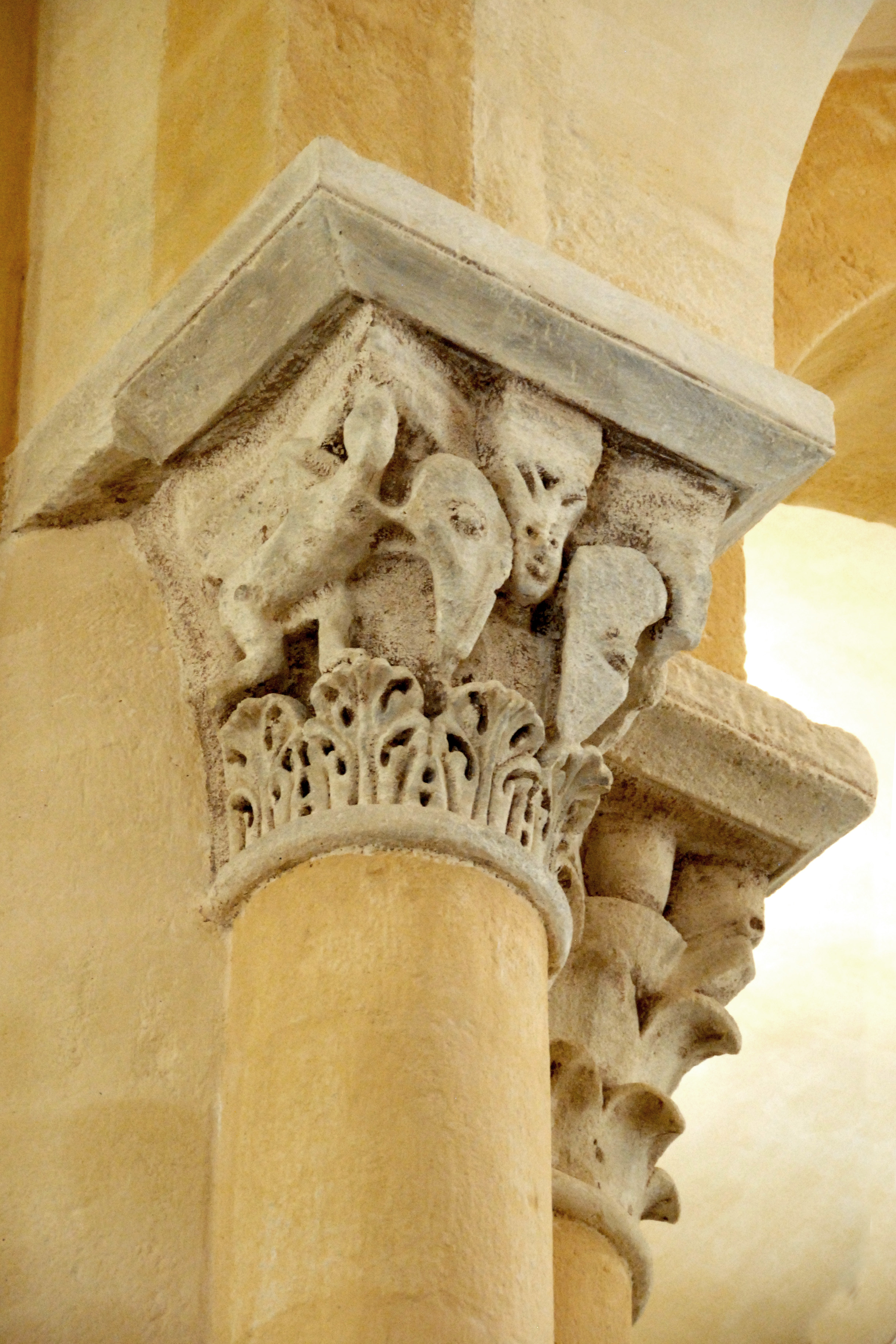
Kapitell, mit Masken

### Kapitelle außen am Gebäude
- An der Giebelwand des südlichen Querhausarms : Die Zwillingsblendarkade steht auf einem Kapitell mit Darstellung des (beinahe-) Opfers Abrahams. Abraham ist bereit, das von ihm verlangte Opfer seines Sohns Isaak zu vollstrecken, indem er mit seinem Schwert schon zum Hieb ausholt. Mit seiner andern Hand hält er den Kopf seines Sohnes. Hinter ihm steht ein Engel mit ausgebreiteten Flügeln. Isaak ist hier eine erwachsene Person, die sich ohne Gegenwehr über den gemauerten Altartisch gebeugt hat, und greift nach den Beinen des Vaters, in Erwartung seiner Hinrichtung. Das könnte einen Hinweis auf das Opfer Christi darstellen. Rechts oberhalb des Körpers Isaaks ist das „Ersatzopfertier“ – ein kräftiger Schafbock – dargestellt. Links unten kauert ein hundeähnliches Tier.

- Auf den teilrunden Säulen der inneren Umgangskapellen gibt es ein Kapitell, mit der Skulptur Adam und Evas, offensichtlich noch vor dem Sündenfall. Beide Personen sind nackt und knien auf einem Bein, das andere abgewinkelt nach oben gerichtet, leicht voneinander weg gewandt und nach außen schauend. Sie halten sich mit beiden Händen an den kräftigen Ranken der Vegetation des Paradieses fest, die üppige Traubenfrüchte tragen.

- Ein weiteres Kapitell an einer der Kapellen zeigt zwei geflügelte Vierbeiner mit Körpern etwa von Löwen, und Schnäbeln von Greifvögeln, aber mit aufgestellten Öhrchen und kräftigen Tatzen mit langen Krallen. Diese Greifen beugen sich von beiden Seiten über einen großen Kelch, um daraus zu trinken. Ihre Schwänze gabeln sich in Blattwerk.

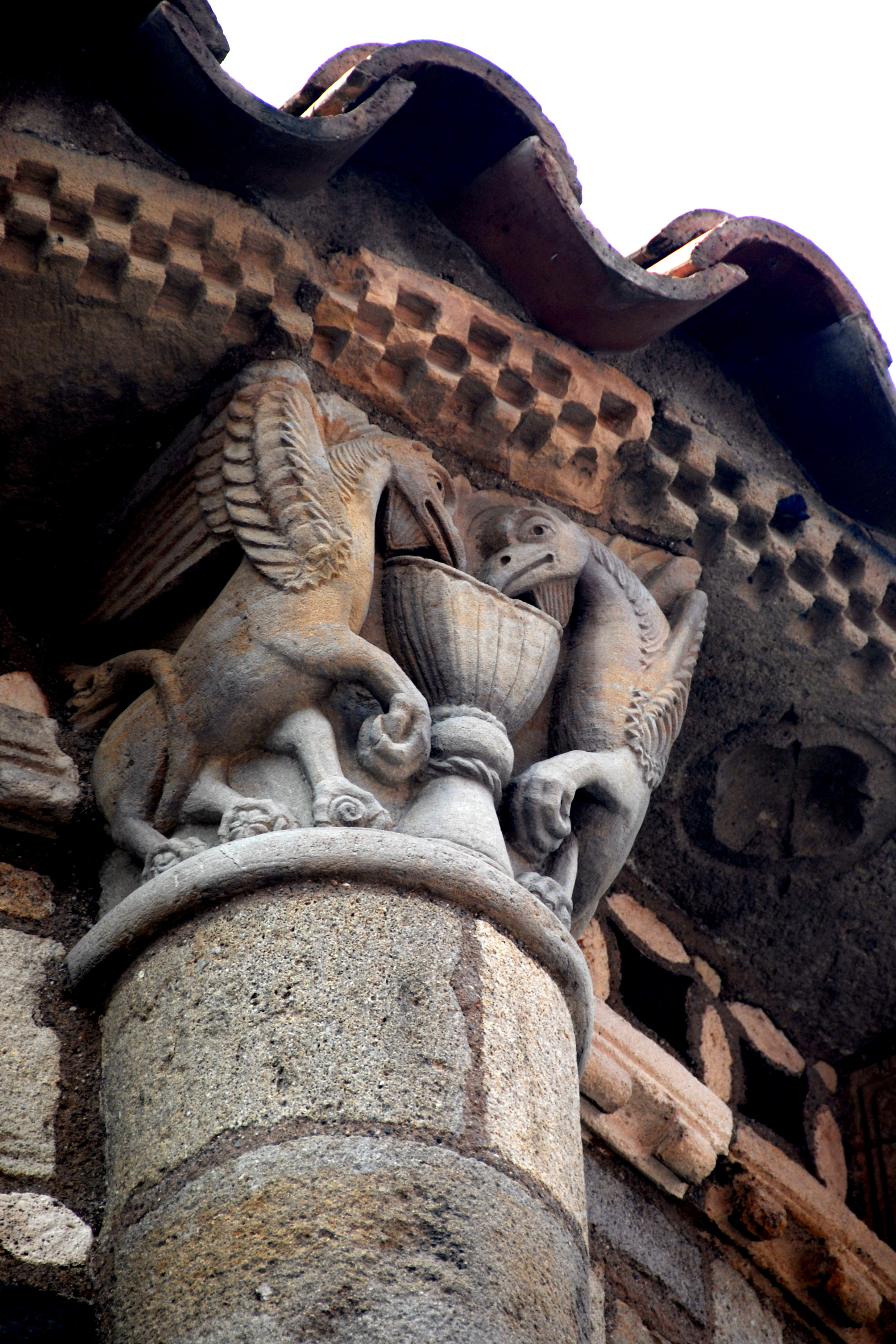
Notre-Dame du Port, Kapitell, 2 Greifen trinken aus Kelch
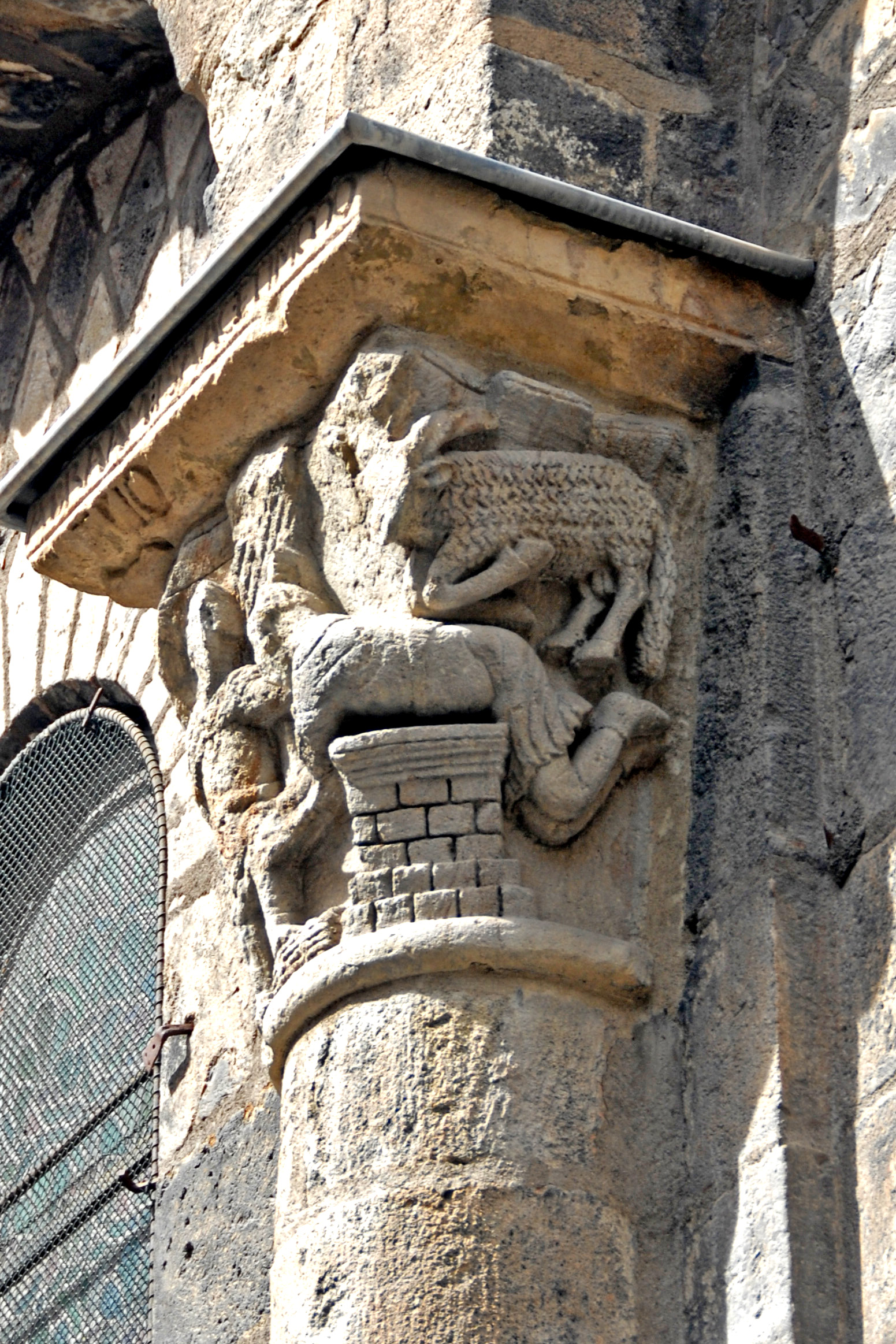
Kapitell, südl. Querhausarm, südl. Giebelwand, v. SO
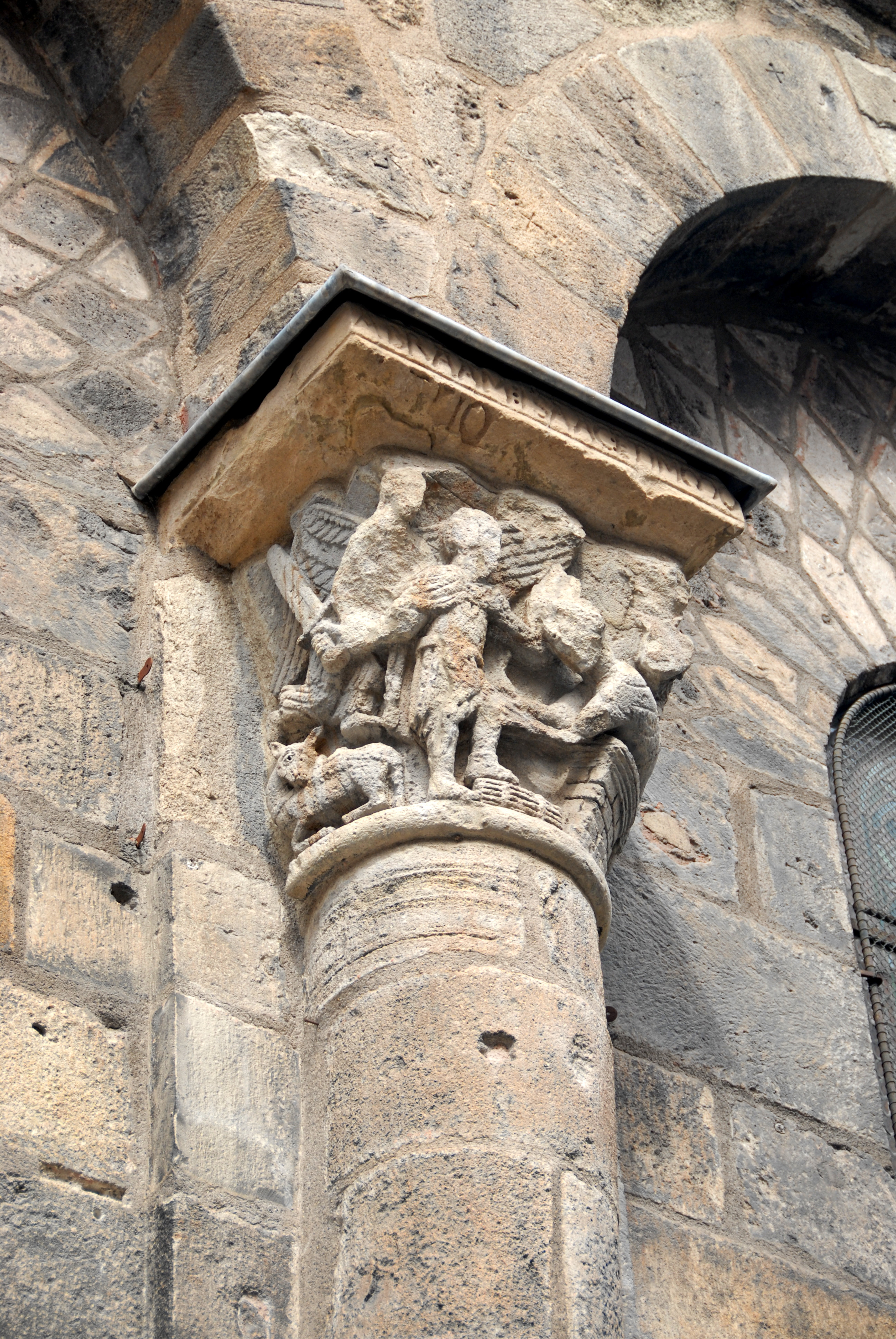
Kapitell, südl. Querhausarm, südl. Giebelwand, v. SW
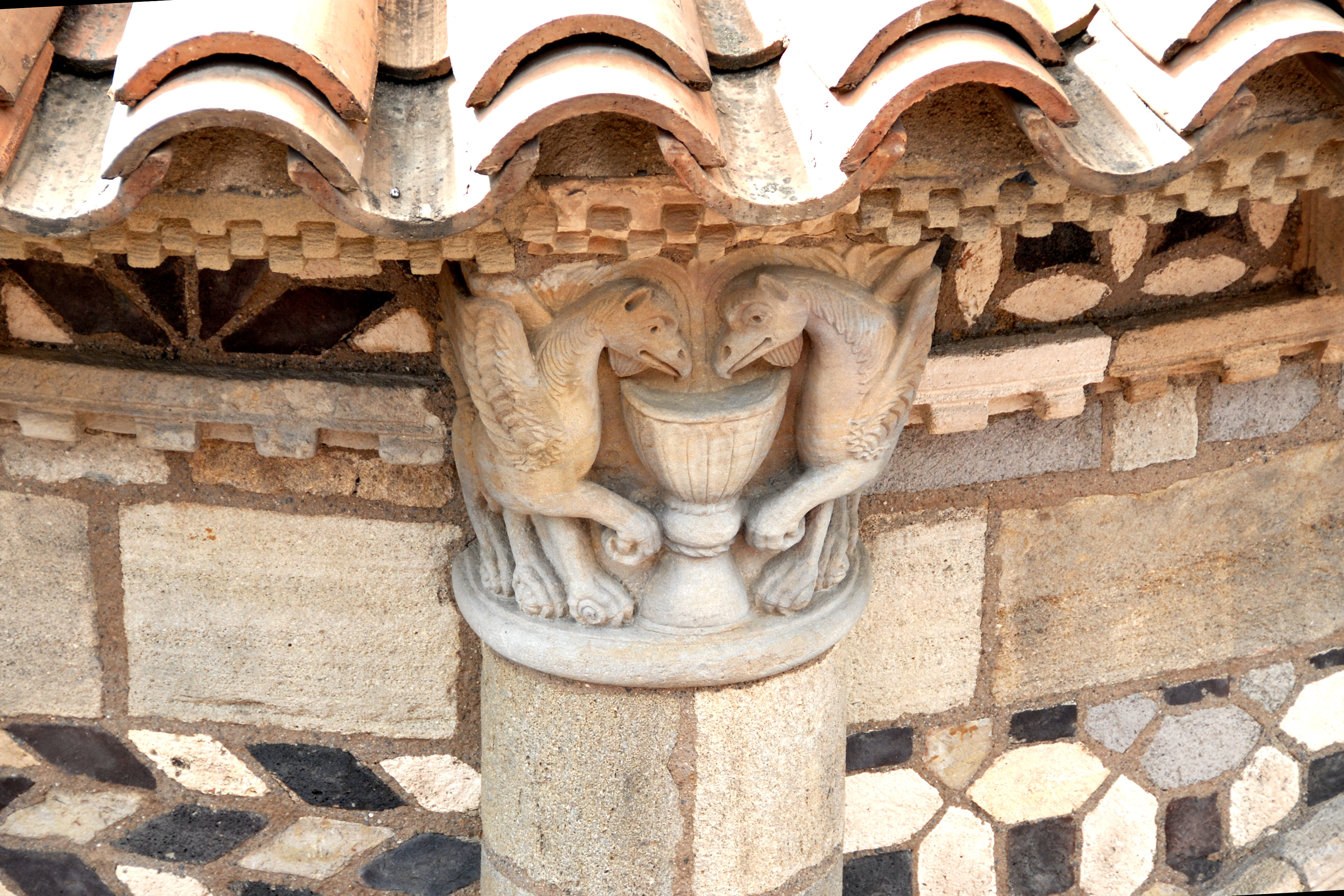
Kapitell, zwei Greifen trinken aus einem Kelch
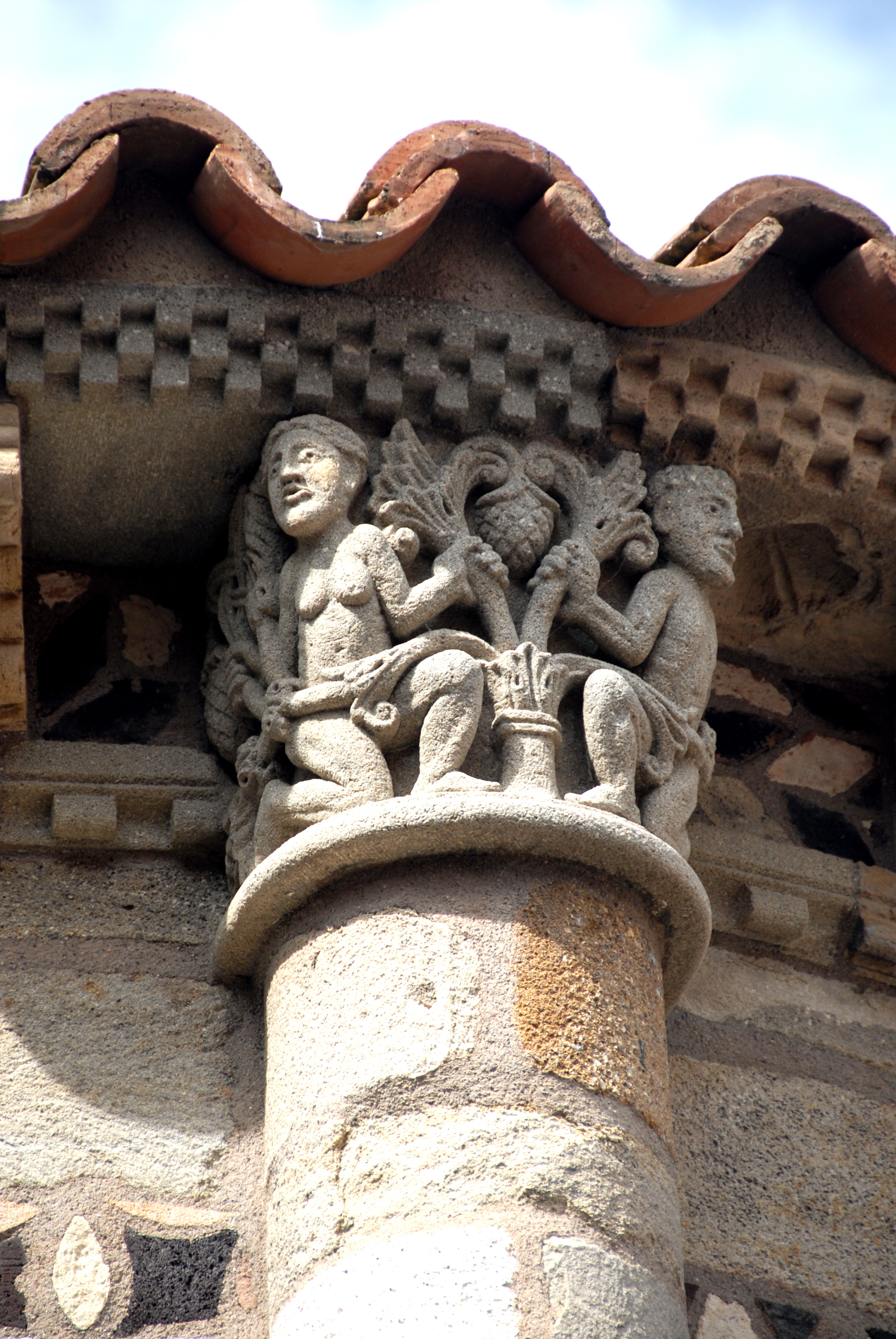
Kapitell, Adam und Eva

## Skulptur der Südportale

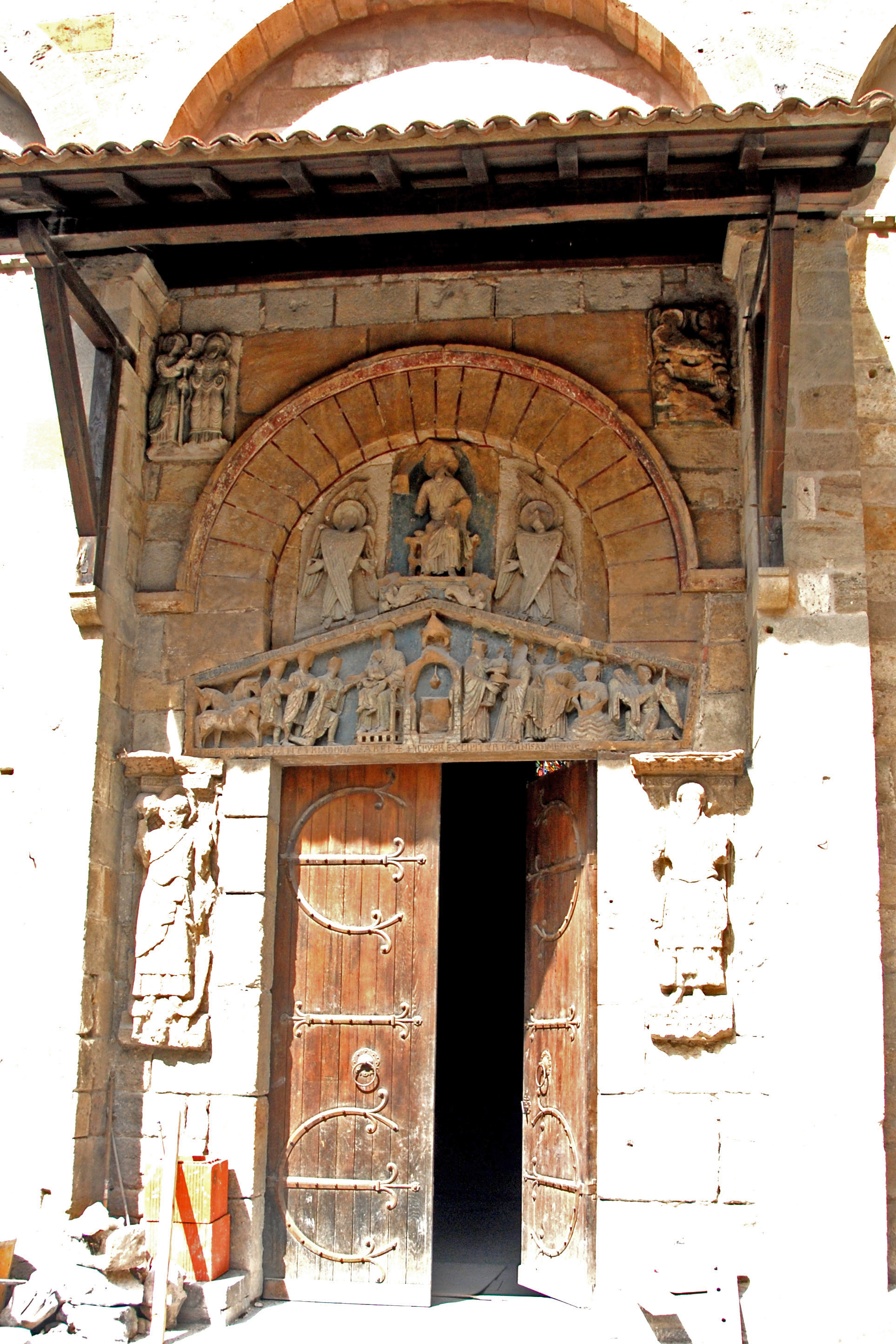
Roman. Südportal, Übersicht.

### Skulptur Südportal im 4. Joch
Die Skulptur des Südportals im 4. Joch wirkt ungewöhnlich, sie ist jedoch in der Limage geläufig. Das rechteckige Portal, mit einem monolithischen Sturz, wird von einem großen, runden etwas gestelzten Entlastungsbogen überfangen, dessen Bogensteine wiederum mit einem ausladenden Kragprofil, das am Bogenansatz waagerecht abknickt und bald gegen die Strebepfeiler der Südwand stößt. Das Bogenfeld liegt gegenüber den Bogensteinen etwas zurückgesetzt. Auf dem Türsturz und dem Bogenfeld finden sich Skulpturen, deren Gesichter alle im Zuge der Französischen Revolution zerschlagen worden sind. Die Oberseiten des Sturzes steigen von außen zur Mitte hin flach an. Der Rand des Sturzes besteht rundum aus einem schmalen, kantigen Profil, das gegenüber dem Hintergrund des Reliefs auskragt. Die Stelzung des Bogens wird durch die unteren beiden Bogensteine erreicht, die deutlich größer sind als die anderen.

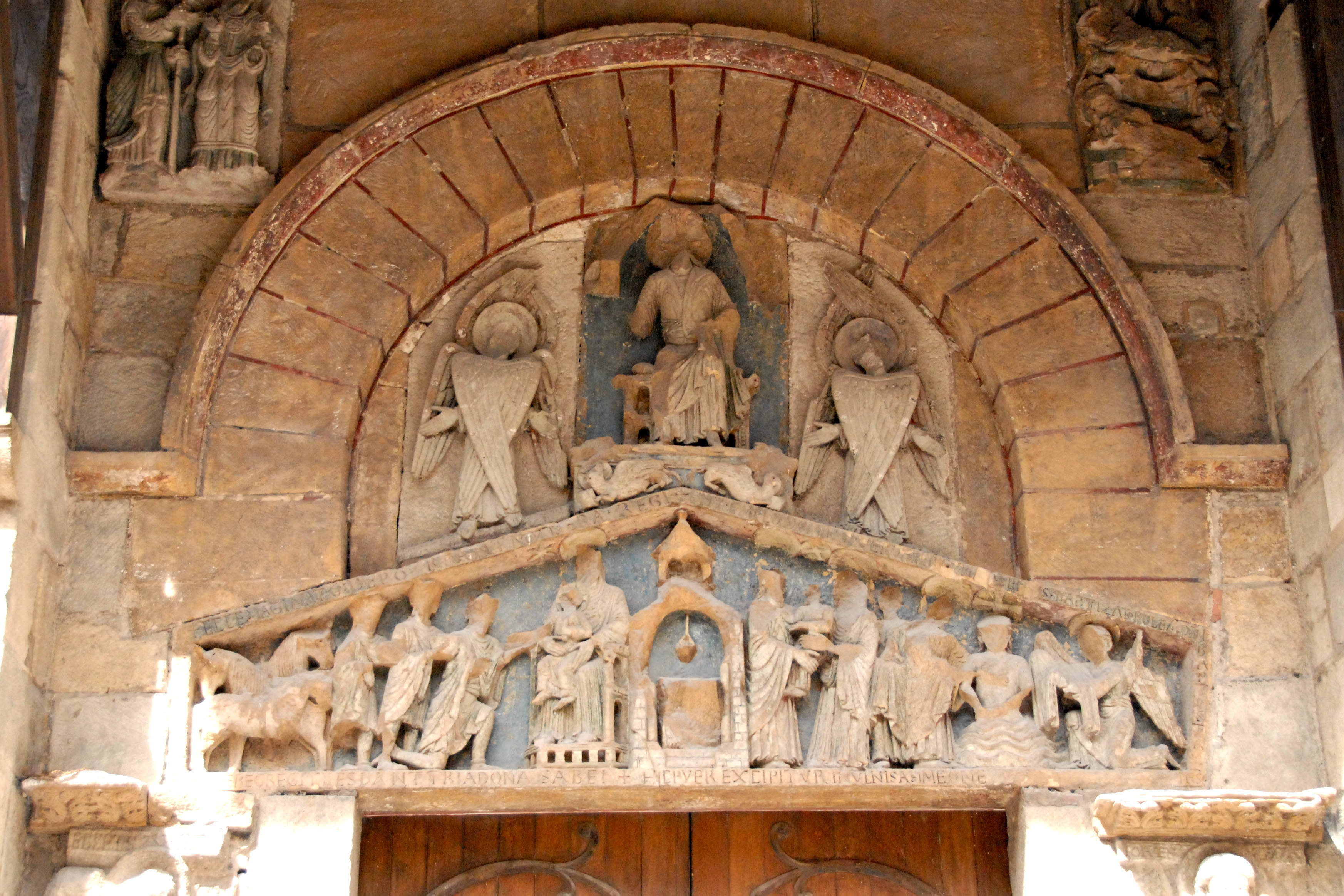
Südportal, Tympanon und Sturz

Die Inschrift auf dem Rand des Türsturzes erläutert die Reliefs. Von links nach rechts werden auf einfarbig blau gefasstem Untergrund drei Szenen dargestellt: Die  Anbetung der Weisen, die Darstellung Jesu im Tempel und die  Taufe Jesu. Sie bilden gleichsam drei Epiphanien (Erscheinungen) des fleischgewordenen Wortes.
Die linke Sturzhälfte wird vollständig von der ersten Szene eingenommen. Sie beginnt mit den drei Pferden, von denen die drei Männer gerade abgestiegen sind. Sie reichen dem Kind, dem HETHEREO REGI, dem König des Himmels, ihre Gaben, von denen leider nur noch der Myrrhekasten vollständig erhalten ist. Auf einem kostbar geschnitzten Thron sitzt die Madonna mit dem Kind. Beide Köpfe sind abgeschlagen, nur noch der Kreuznymbus markiert den Kopf den Jesusknaben. Der Stern der Weisen ist neben der Madonna und ihrem schwebenden Nimbus stehen geblieben. Das Kind hält in der linken Hand eine Buchrolle, wohl das Buch des Lebens, während seine Rechte ebenso wie Arm und Hand des knienden Königs, der ihm die Gabe reicht, abgeschlagen sind.
In der folgenden Szene wird der Tempel von Jerusalem durch eine große Arkade angedeutet, bekrönt mit einem Dachreiter, dessen Spitze die höchste Stelle des Bildfeldes berührt. In der Arkade steht ein Altar und hängt eine Laterne, Zeichen der göttlichen Gegenwart. Ähnliche Darstellungen des Tempels von Jerusalem, bzw. des himmlischen Jerusalem sind auf den Chorkapitellen zu finden. Nach jüdischem Brauch und Gesetz musste der Erstgeborene von seinen Eltern im Tempel Gott als dessen Eigentum übergeben („dargestellt“) und dann durch ein Opfer (Geld oder ein Opfertier) ausgelöst werden. Wie es die Inschrift sagt: EXCIPITUR IN ULNIS SIMEONIS (=er wird in den Armen Simeons empfangen) nimmt der Hohe Priester aus der Hand Marias den Jesusknaben entgegen, während hinter ihr Josef mit den beiden Tauben, der Opfergabe der Armen, wartet.

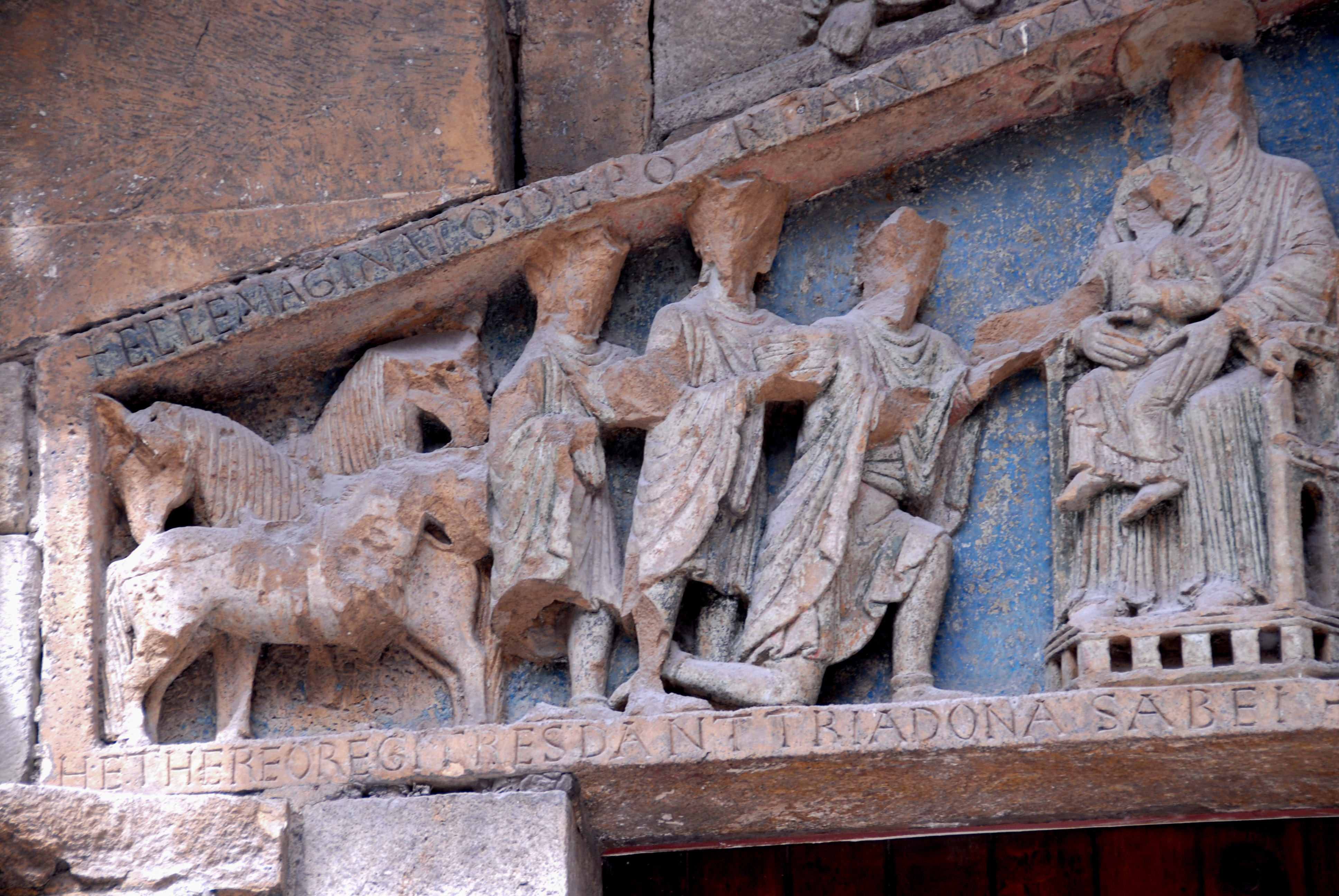
Südportal, Sturz, linke Seite

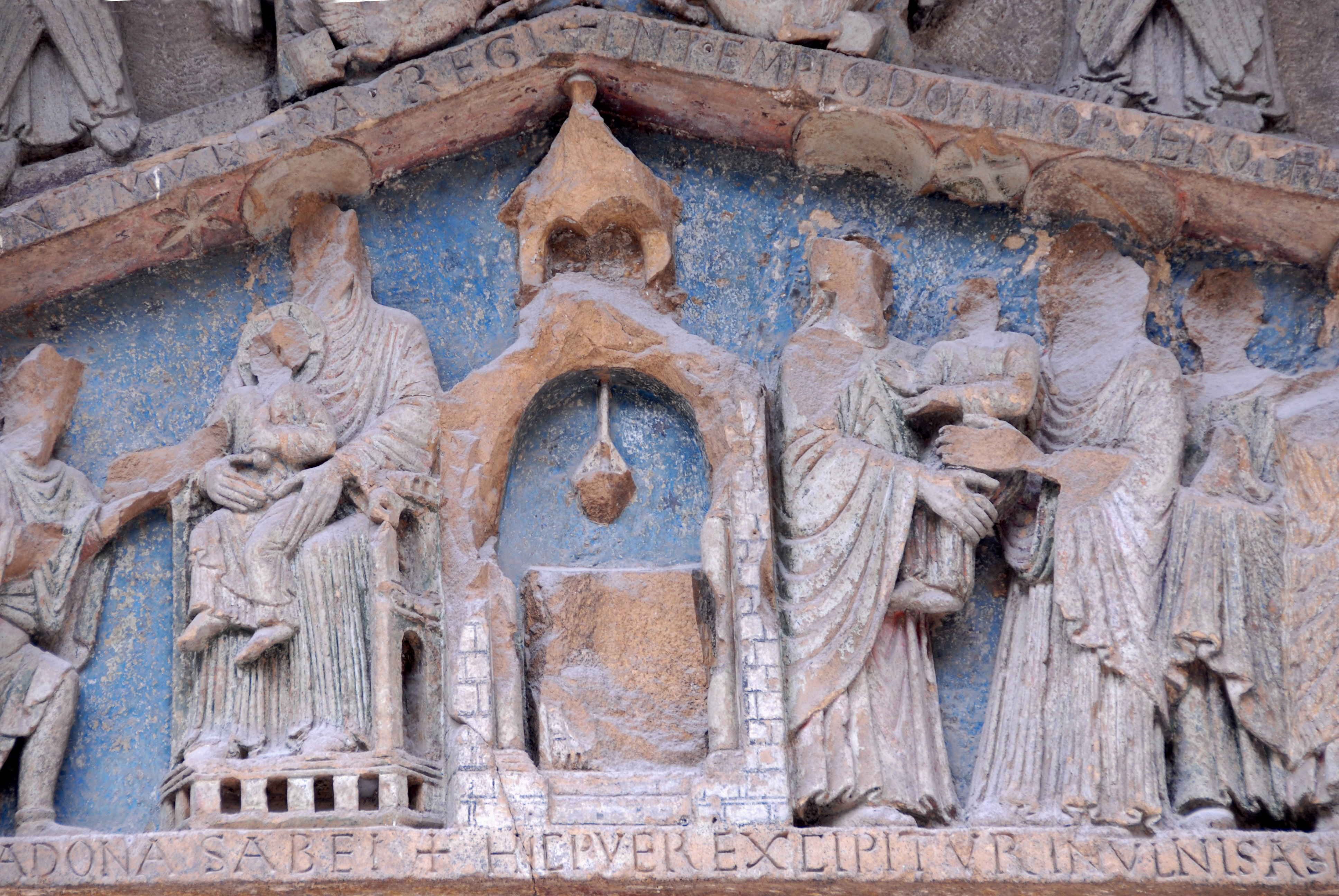
Südportal, Sturzmitte

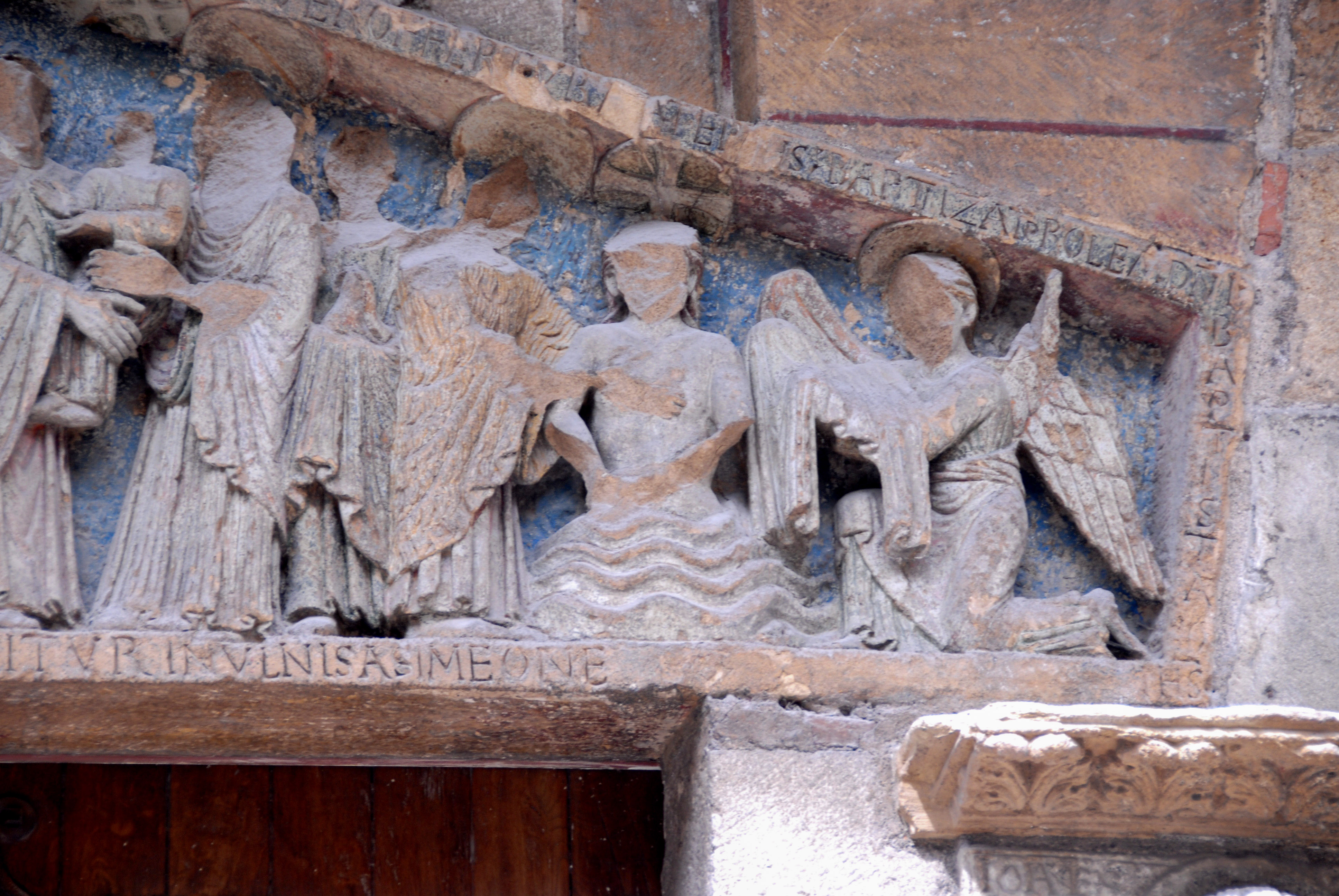
Südportal, Sturz rechte Seite

Die letzte Szene zeigt die Taufe Jesu im Jordan: Derjenige, den Johannes der Täufer im Jordan tauft, ist der Sohn Gottes, der PROLEM D(OMI)NI. Johannes, gekleidet in einen Mantel aus Tierfellen, ist dabei, Jesus in den Fluss zu tauchen, der durch einen Wellenberg angedeutet ist. Zur Rechten kniet ein Engel mit erhobenen Flügeln und hält Jesus ein Kleidungsstück entgegen.
Das Bogenfeld über dem Türsturz wird von einer Majestas Domini ausgefüllt. Gott der Vater thront zwischen zwei Seraphim mit ihren drei Flügelpaaren und mit weit ausgebreiteten Händen, deren geöffnete Handflächen auf den Betrachter weisen. Von den obligatorischen vier Evangelistensymbolen sind nur noch zwei am unteren Rand erhalten: Der Löwe des Markus und der Stier des Lukas. Die Skulpturen wurden wie auch alle Köpfe in der Revolution verstümmelt. Der Thronende wies einen nach vorne abgewinkelten rechten Arm auf, dessen Hand war vermutlich zum Segensgestus erhoben. In seiner Linken hielt er wohl das Buch des Lebens, von dem aber nur noch eine kantige Ecke erhalten ist. Erhalten ist auch noch der Nimbus, auf dem eine Art Tatzenkreuz zu erkennen ist. Der Hintergrund ist wie auch der Türsturz blau gefasst.
Die monumentalen Skulpturen beidseitig des Portals stellen den Prophet Jesaja und rechts der Tür Johannes den Täufer dar. Nach der christlichen Typologie gilt der alttestamentliche Prophet als Präfiguration des Johannes.
Jesaja wirkte zwischen 740 und 701 v. Chr. als erster Prophet Israels, er verhieß den Israeliten einen zukünftigen Messias als gerechten Richter und Retter der Armen. Seine Skulptur steht auf einem „gefallenen Engel“, dessen Flügel nach hinten aufwärts reichen, sein beschädigter Kopf weist nach unten. Mit seiner nach oben gerichteten Rechten, hielt Jesaja einen undefinierbaren größeren Gegenstand aufwärts. Seine Linke war ebenfalls aufwärts abgewinkelt. Was sie trug, bleibt unerkannt.

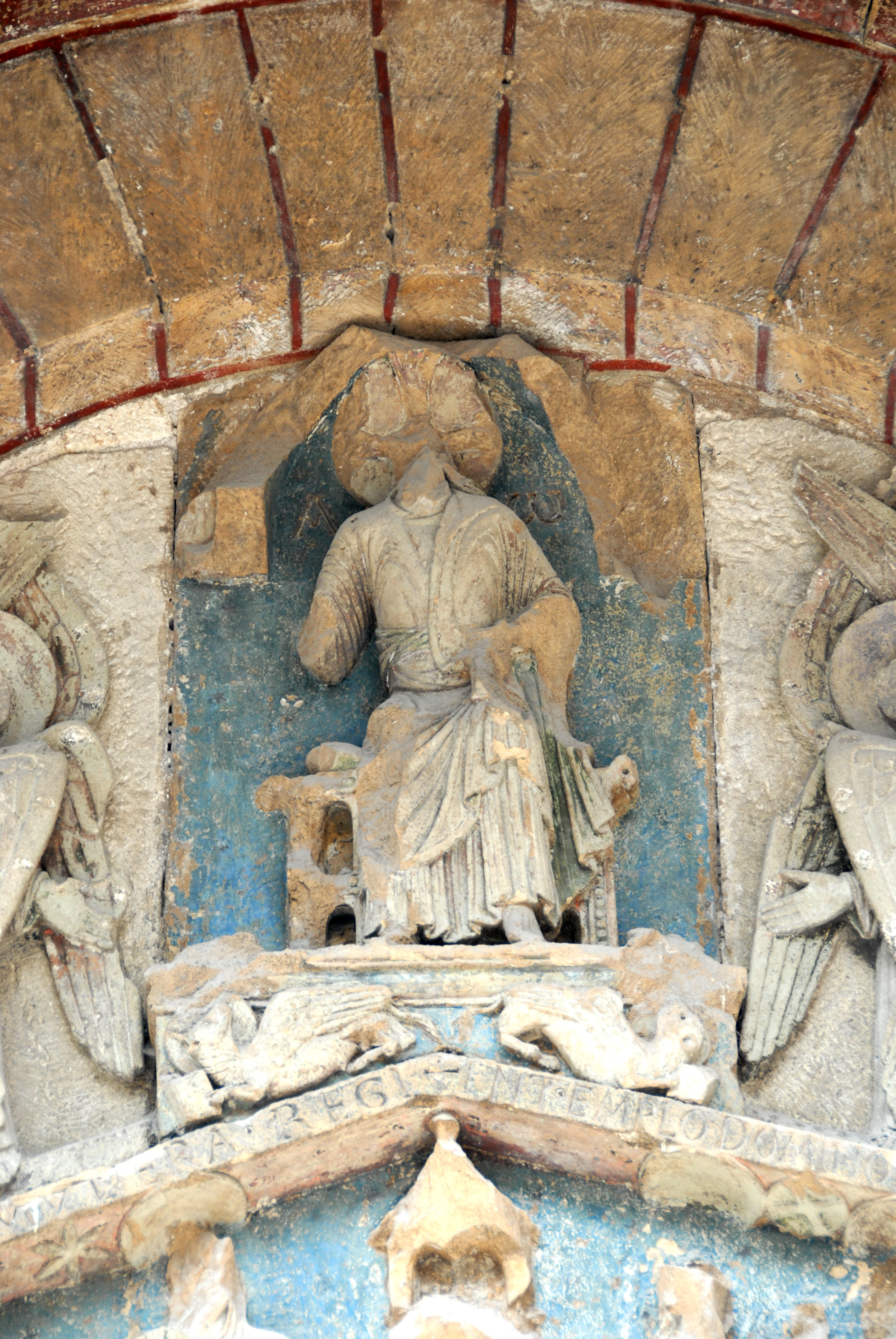
Südportal, Tympanonmitte

Johannes der Täufer ist aufwändig gewandet. Er ist die einzige Person, bei dem das bärtige Haupt weitgehend erhalten ist. Er steht auf einem Architekturfragment, mit Blattornamentik. Der Stumpf des rechten Arms lässt einen nach oben weisenden Unterarm erkennen. Beim linken Arm sieht man die Ecke einer Schrifttafel oder eines Buchs, mit Resten einer Inschrift.
Seitlich oberhalb des Tympanons sind zwei kleinere Reliefs untergebracht. Links Die Verkündigung und rechts die Geburt Jesu. Brehier und Du Ranquet nehmen an, dass die das Portal flankierenden Skulpturen ursprünglich an einem anderen Ort angebracht waren.
Die figürlichen Skulpturen des Sturzes und Tympanons sind besonders realistisch dargestellt, wie etwa beim Oberkörper Jesu, der aus dem Jordan herausragt, oder die wohldurchdachten Silhouetten und die Gewandfalten und deren Rüschen. Die Detailgetreue dieser Werke lässt manche vermuten, dass sie gebietsfremden Ursprungs sind, wie etwa aus Burgund, aus dem Nivernais oder aus Chartres, aber alle sind fragwürdig. Wenn die Gesichter erhalten wären, fiele die Zuordnung etwas leichter. Die Skulptur der Gewänder ähnelt der des Abendmahlkapitells aus Issoire, welche von Swiechowski einem Bildhauer aus der Provence zugeschrieben wird, möglicherweise ist es sogar das Werk eines Bildhauers der Auvergne.

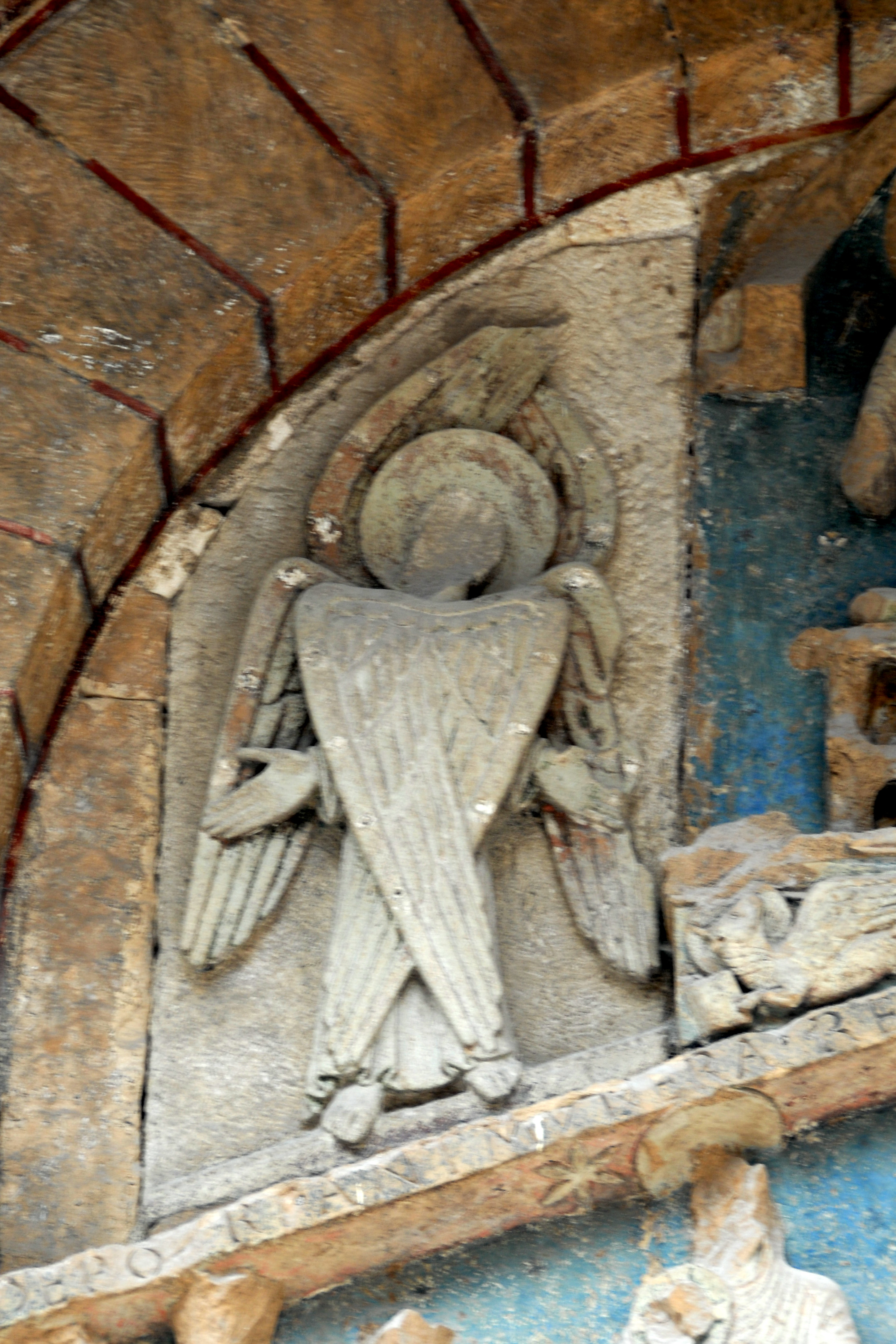
Südportal, Tympanon, Seraphim links
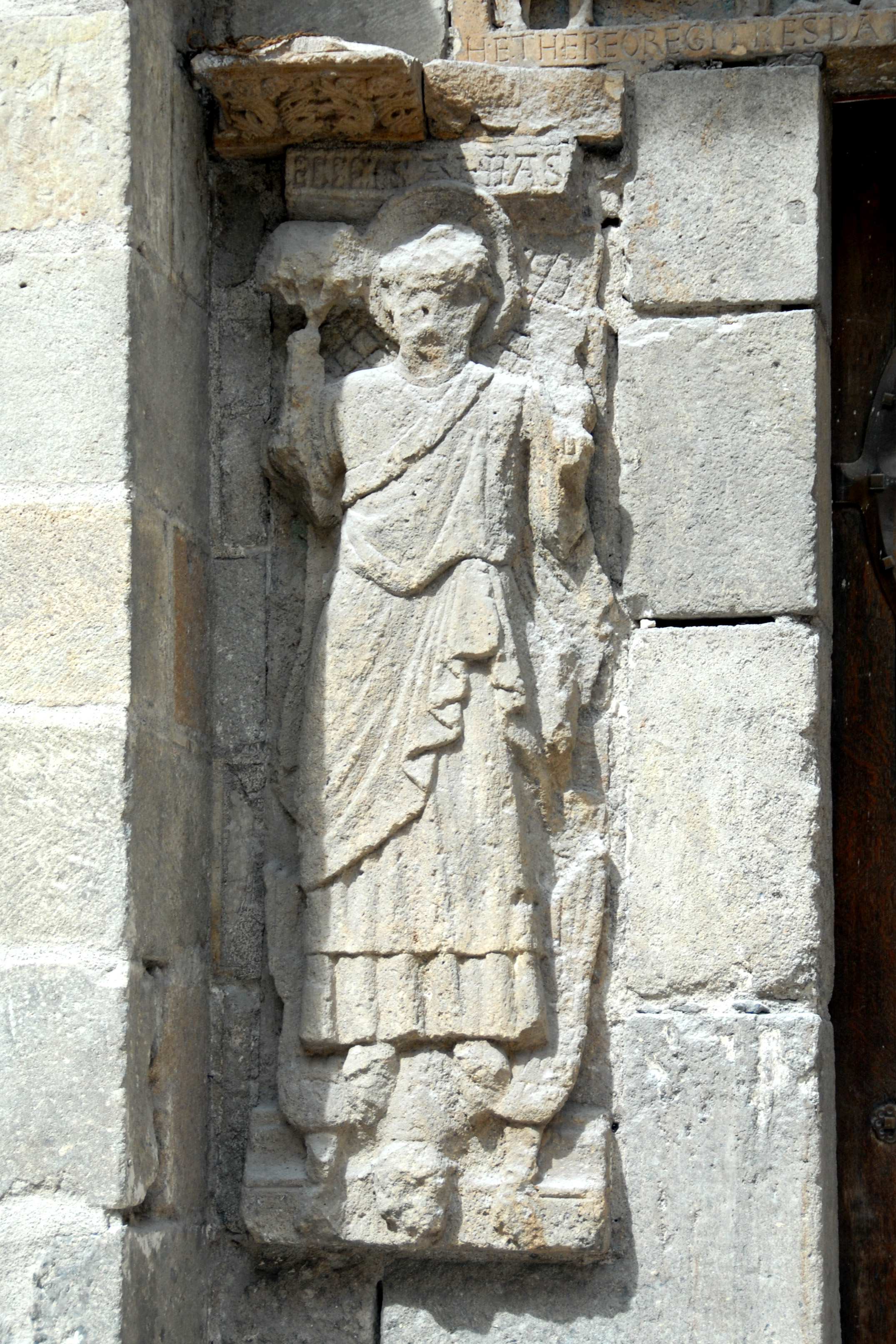
Südportal, Jesaja
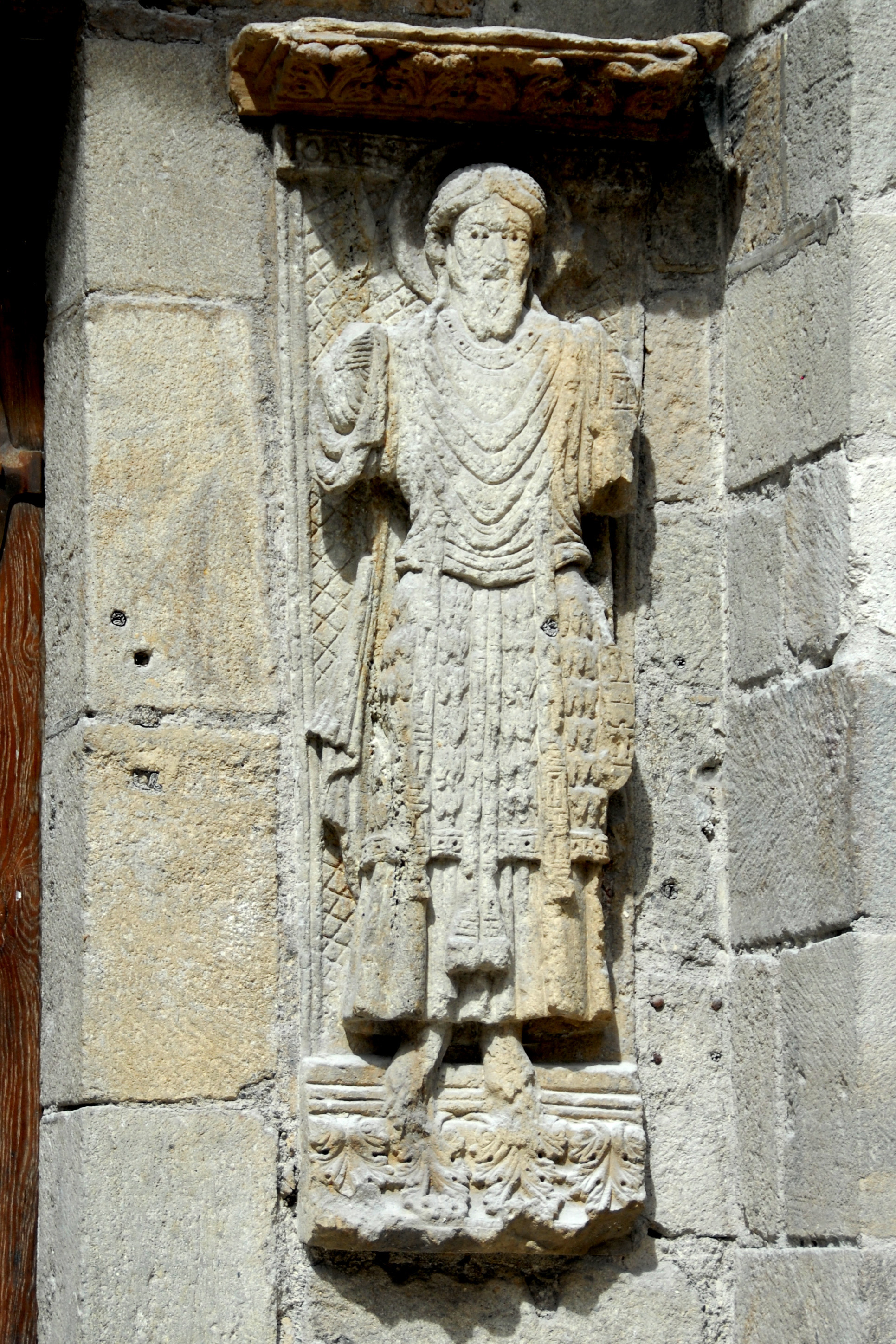
Südportal, Johannes d.T.
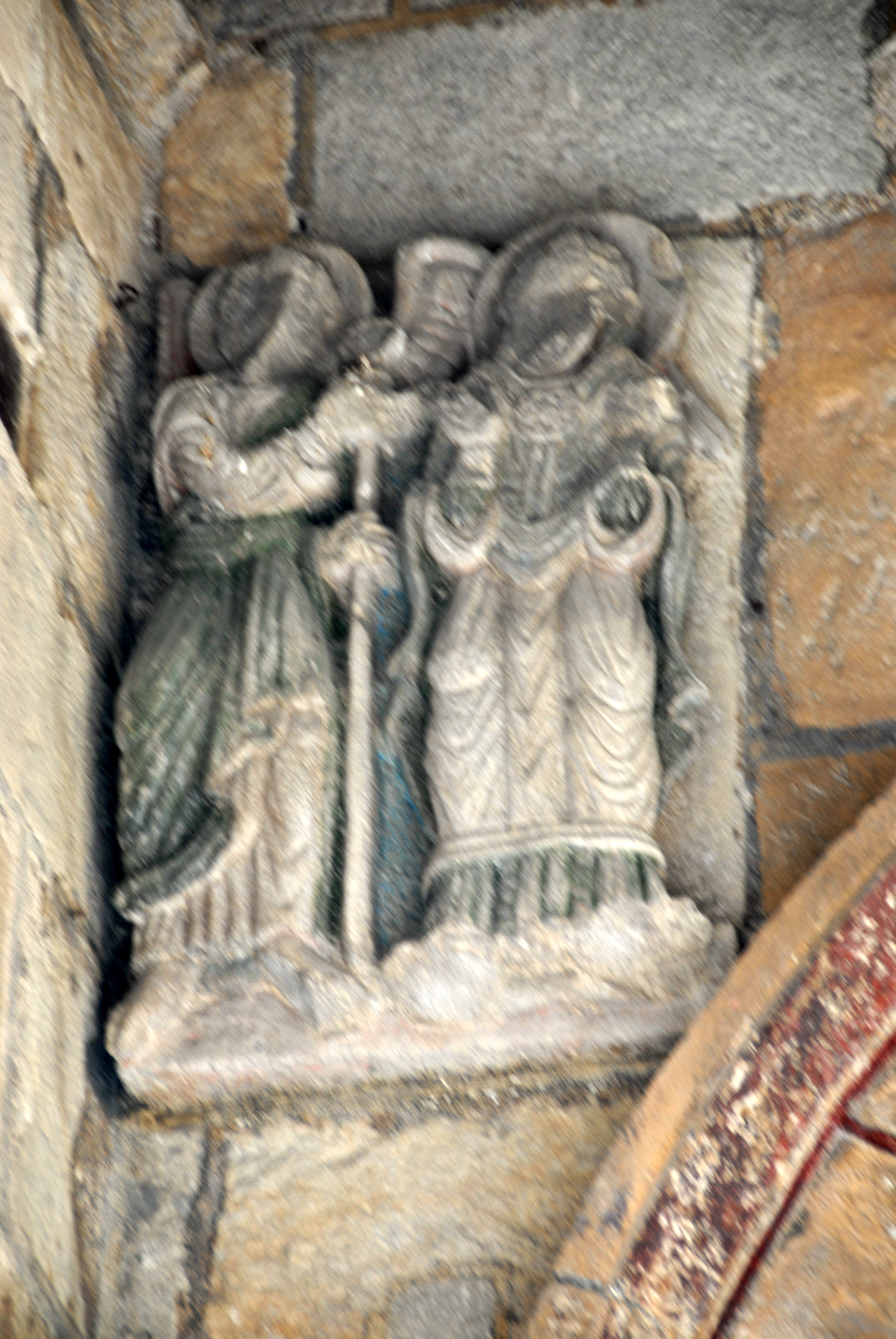
Südportal, Relief oben links, Verkündigung

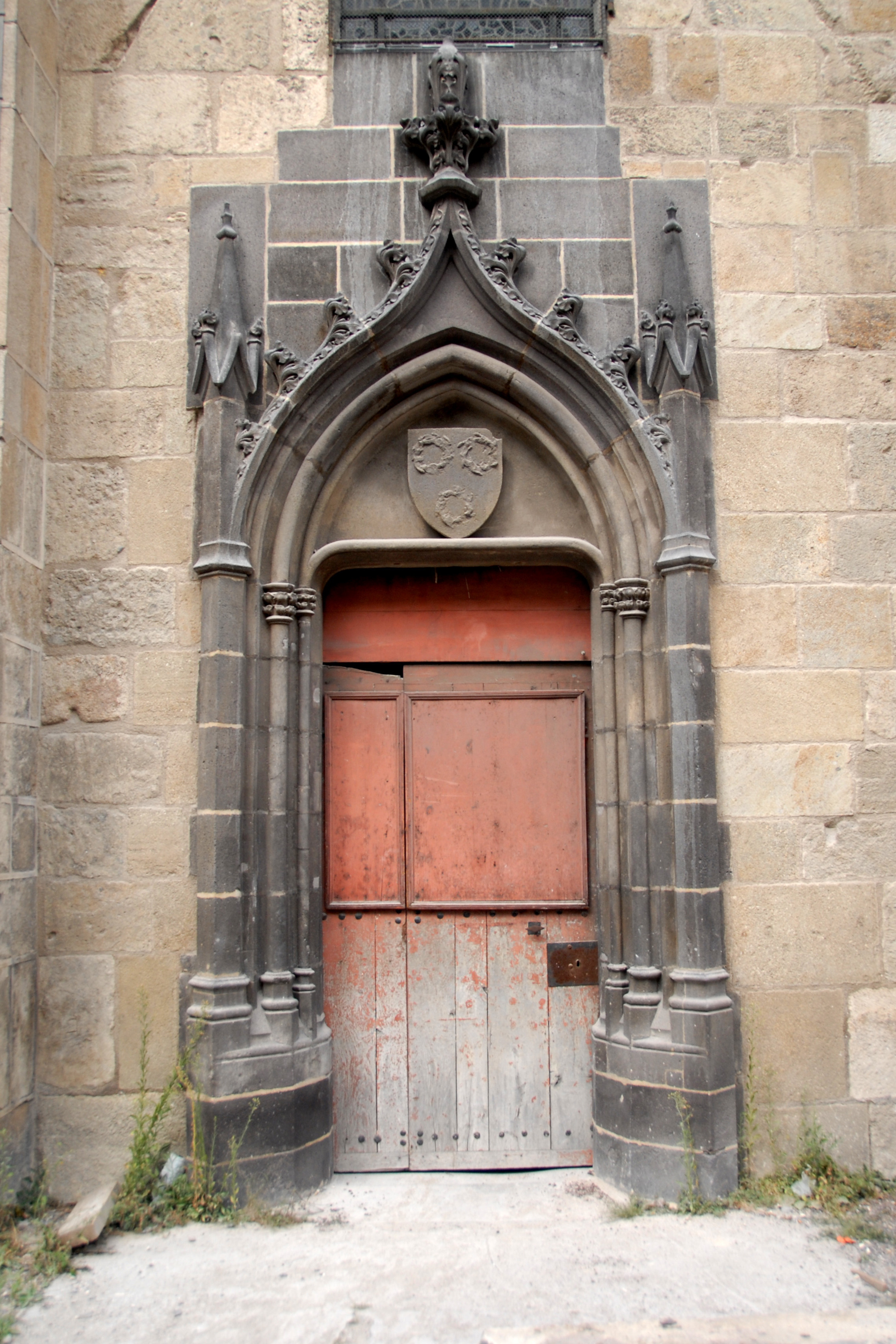
Gotisches Südportal

### Skulptur Südportal Joch 1
Dieses Portal ist eine Zutat aus der gotischen Epoche (1140 bis 1200). Es wurde nachträglich gebrochen und dekoriert, mit dunkelgrauem Steinmaterial aus Volvic, vermutlich aus derselben Epoche, in der der ehemalige Kreuzgang des Stifts ebenfalls eine neue Architektur erfuhr. Auf den dreigliedrigen Gewänden stehen Archivoltenbögen im Flamboyant-Stil, in der Mitte spitz zulaufend, mit Krabben-Dekor, zwei Fialen und einer Kreuzblume. Im Bogenfeld gibt es ein Wappenschild.

## Aktuelle Restaurierungen des Innenraumes
Von August 2006 bis Ende 2008 hat man den Innenraum der Kirche gründlich restauriert. Er war in dieser Zeit für die Öffentlichkeit nicht zugänglich. Die fast gänzlich geschwärzten Oberflächen der Bauteile sind jetzt kaum noch wiederzuerkennen. Die neuen Fotos des Innenraumes zeigen den aktuellen Zustand kurz vor Vollendung der Restaurierungen. Die Wände, Pfeiler, Säulen und Gewölbe der bislang dunklen Räume strahlen jetzt, auch ohne künstliche Belichtung, in einem hellen zarten Gelb. Bauteilkanten an Öffnungen, Bögen und deren Innenseiten sind etwas dunkler abgesetzt. Die ehemals markant hervortretenden Mörtelfugen wurden entfernt und ersetzt durch behutsam gemalte „Fugen“. Die sorgfältig restaurierten Kapitelle heben sich vom gelblichen Untergrund durch hellgraue und beigefarbene Fassungen deutlich ab. In einer Ecke des südlichen Querhausarms wurde ein Quadratmeter der alten Wandstruktur und -farbe erhalten. Kenner des vorherigen Zustandes erleben einen völlig neuen Innenraum.